# Radoslav Kratina
Radoslav Kratina (2. prosince 1928 Brno – 10. září 1999 Praha) byl český grafik, průmyslový návrhář, fotograf, malíř, kurátor a sochař. Jeho tvorba, vycházející z racionálního myšlení a materialistického pojetí světa, je vzácně jednotná a soustředěná. Kratinova díla, pro která nacházel podněty v reálném světě, patří k nejautentičtějším projevům českého neokonstruktivismu šedesátých let a spojují dobové konstruktivní a kinetické tendence s existenciální rovinou. Svým originálním a průkopnickým dílem se prosadil na mezinárodní scéně během 60. let, ale po sovětské okupaci roku 1968 a během následující normalizace ztratil možnost vystavovat a jeho práce, vytvořené v izolaci, byly objeveny až po pádu komunistického režimu roku 1989. Proměnlivost jeho artefaktů souzní s koncepcí otevřeného díla, jak ji v 60. letech formuloval Umberto Eco. Tento prostor postmoderní svobody už nemá závazné směry vývoje a Kratinovy variabily svým pojetím, které Arsén Pohribný řadí k proudu "iracionální geometrie", překračují běžné chápání uměleckého díla.

## Život
Radoslav Kratina studoval v letech 1943–1948 na Škole uměleckých řemesel v Brně a po absolvování pracoval jako textilní návrhář. Od roku 1952 pokračoval ve studiu na Vysoké škole uměleckoprůmyslové v Praze, nejprve v ateliéru grafika a malíře Josefa Nováka (1952–53), později u prof. Aloise Fišárka (1953–57). Roku 1955 se oženil s oděvní návrhářkou Helenou Křížovou. Jako svou závěrečnou práci odevzdal soubor modrotiskových vzorů pro dělicí panely v interiéru restaurace na Expo 58 v Bruselu. V letech 1957–1962 pracoval jako průmyslový návrhář textilu a hraček (výstava v ÚLUV v Praze, 1961).
Po přestěhování do nového bytu v roce 1962 se začal věnovat vlastní volné tvorbě. Spolehlivým zázemím byla pro něj manželka Helena, která pracovala jako návrhářka v Oděvní tvorbě, směla cestovat do ciziny a zčásti ho finančně podporovala. V šedesátých letech se zúčastnil několika kolektivních výstav spolu s autory, kteří se zabývali strukturální abstrakcí, lettrismem a konstruktivismem. Roku 1964 sestavil svůj první variabilní objekt ze zápalek.
Roku 1967 byl spolu s Arsénem Pohribným a dalšími výtvarníky spoluzakladatelem Klubu konkrétistů a zúčastnil se společné výstavy v Alpbachu. Následujícího roku se zúčastnil výstav Nová citlivost. Křižovatka a hosté v Praze a Brně a v letech 1968–1971 série výstav Klubu konkrétistů doma a v zahraničí. Kratina po celou dobu fungoval jako sekretář a organizátor všech aktivit klubu.
Po okupaci roku 1968 část členů Klubu konkrétistů emigrovala a v roce 1971 klub ukončil činnost. Kratina ztratil možnost vystavovat a až do roku 1989 soukromě a v izolaci rozvíjel možnosti svých transformovatelných objektů a psal k nim doprovodné texty, ve kterých se snažil o co nejpřesnější interpretaci vlastního díla. Sám také fotografoval různé prostorové varianty variabilů. Koncem normalizace, po téměř dvacetileté pauze vlastních výstav, roku 1989 konstatoval Karel Holešovský o Kratinových variabilech: "navzdory jejich aktuálnosti není jejich poslání v dnešní společnosti adekvátně naplněno... jsou vyloučeny z obecnějšího využití ve zhodnocení jejich uměleckých kvalit... je překvapivé jisté nepochopení..." (přestože) je Kratina mezinárodně uznávaným umělcem, jehož dílo dozrává do suverénní výtvarné dokonalosti.
V letech 1980–1983, v souvislosti s úsilím zachránit před zničením náhrobek Jindřicha Štyrského na hřbitově Strašnického krematoria v Praze, vytvořil rozsáhlý soubor dokumentárních fotografií umělecky cenných náhrobků na pražských a mimopražských hřbitovech.

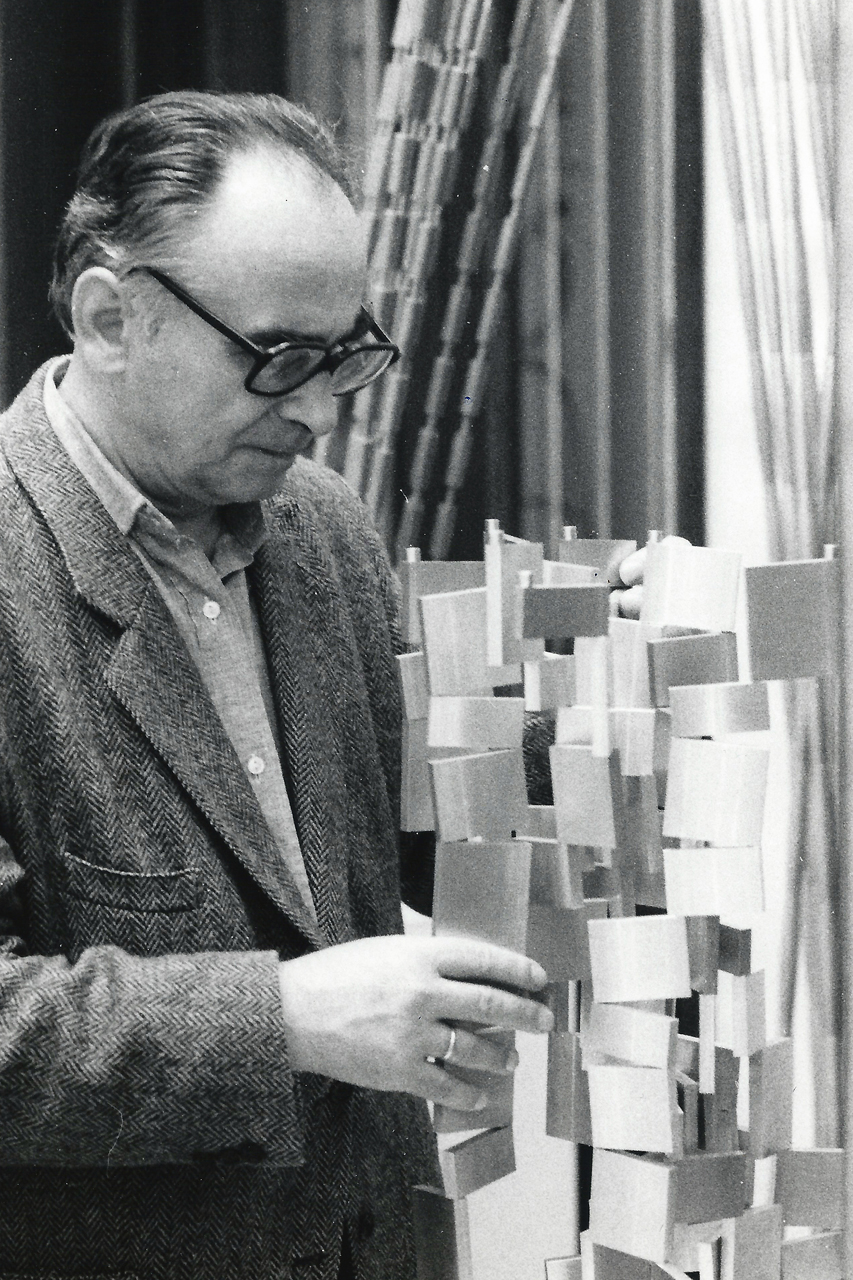
Radoslav Kratina (90. léta)

Koncem normalizace v září 1989, ještě před obnovením Klubu konkrétistů, založil tvůrčí skupinu Geometrie. Po roce 1989 byla obnovena činnost regionálních sdružení Klubu konkrétistů spojená s výstavami doma i v zahraničí. Kratina byl zastoupen na všech významných výstavách mapujících moderní české výtvarné umění od počátku 60. let a na řadě autorských výstav v regionálních galeriích a v Praze. Retrospektivní výstavy mapující podrobně jeho dílo se uskutečnily až posmrtně v Liberci (2000) a roku 2013 v Galerii hlavního města Prahy (Dům U Kamenného zvonu). Kratinovým dílem se kromě Arséna Pohribného a Jiřího Valocha zabýval také Josef Hlaváček, Jan Sekera, Jan Kříž, Karel Holešovský a zejména Zbyněk Sedláček, který připravoval soupis Kratinova díla.
Radek Kratina zemřel v Praze 10. září 1999 v důsledku vážného onemocnění.

### Umělecká východiska
Projevy konstruktivismu a geometrické abstrakce v českém umění 60. let, které Jiří Padrta shrnul pod souborné označení "Nová citlivost", byly reakcí na existenciální tvorbu umělců zabývajících se strukturální abstrakcí (informelem) a Novou figurací. Výtvarníci navazovali na konstruktivismus meziválečné československé i evropské avantgardy (Devětsil, Bauhaus, De Stijl, Abstraction-Création), ale byli obeznámeni i se současnými tendencemi, reprezentovanými švýcarským konstruktivismem, kinetismem nebo skupinou Zero. Novou estetiku představovalo francouzské hnutí Les nouveaux réalistes, skupina GRAV (Groupe de Recherche d´Art Visuel) a Julio le Parc, Švýcar Richard Paul Lohse, nebo Heinz Mack, Otto Piene a Günther Uecker ze skupiny Zero. Kratina neměl žádné přímé zahraniční vzory, ale vážil si díla izraelského výtvarníka Yaacov Agama a Venezuelce Jesús Rafaela Sota.
Skupina konkrétistů se zprvu formovala v okruhu uměleckých skupin Křižovatka (1963)  a Syntéza (1966) a roku 1967 založila vlastní Klub konkrétistů. Iniciátorem byl Radek Kratina spolu s Tomášem Rajlichem, Jiřím Hilmarem, Miroslavem Vystrčilem a teoretikem umění Arsénem Pohribným. Výstavy pod titulem Nová citlivost: Křižovatka a hosté se konaly roku 1968 v Brně a Karlových Varech a roku 1969 v pražském Mánesu. Proti názvu výstavy měli někteří zúčastnění námitky, protože počet hostů trojnásobně převyšoval počet členů skupiny Křižovatka. Klub konkrétistů se představil samostatně poprvé na výstavách v Žilině a v Praze roku 1968. Záhy po svém založení se klub rozrostl až na 36 stálých členů. Někteří po srpnové okupaci emigrovali a zbylí nesměli vystavovat. Klub se rozpadl již po roce 1970.

## Dílo

### Užité umění
Radek Kratina se po absolvování Školy uměleckých řemesel v Brně věnoval v letech 1949-1952 textilnímu návrhářství. Uplatnil zde svůj vrozený smysl pro řád a harmonii v návrzích dekoračních látek a modrotisku na principu pravidelných geometrických vzorů. Navrhl také kolekce dřevěných hraček nebo stavebnice z kostek. 

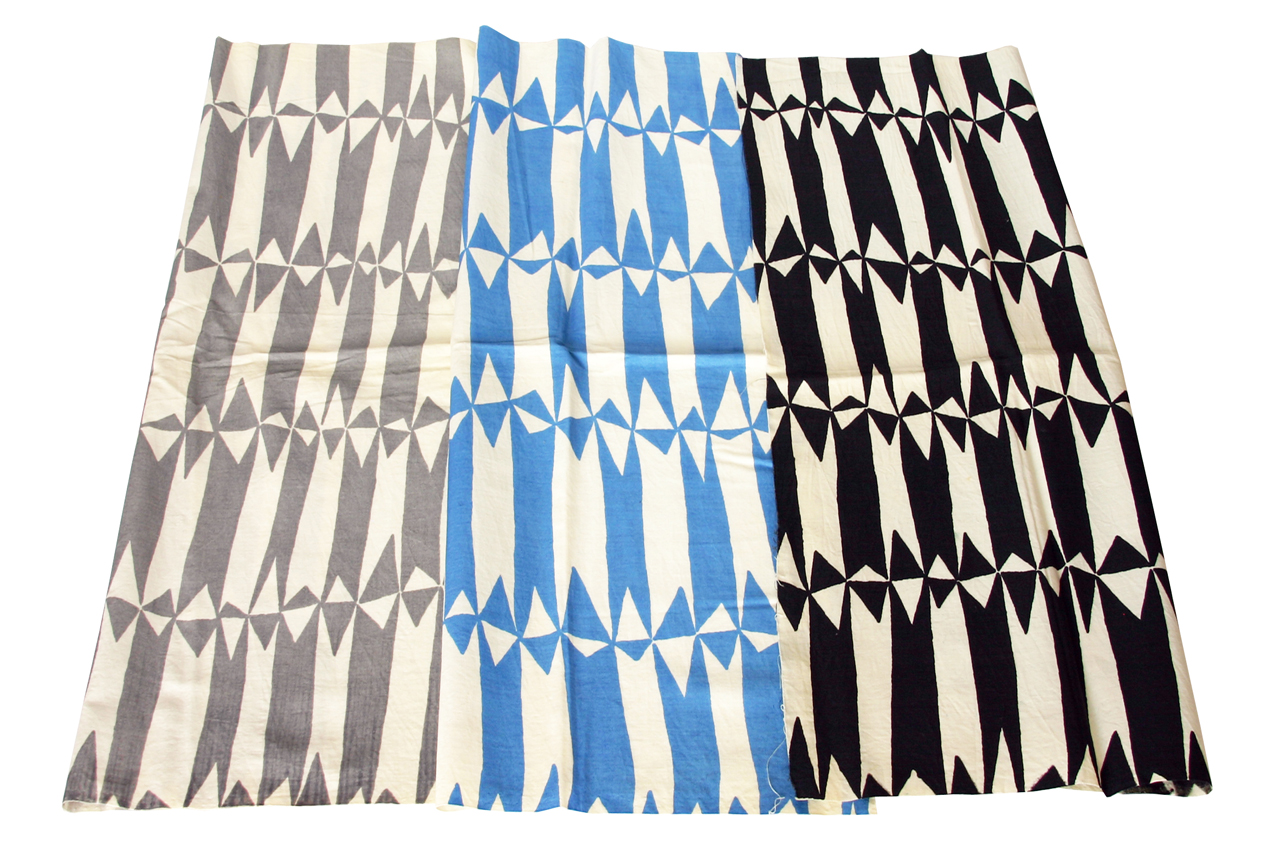
Radoslav Kratina, textilní vzory s geometrickým motivem (40.-50. léta)
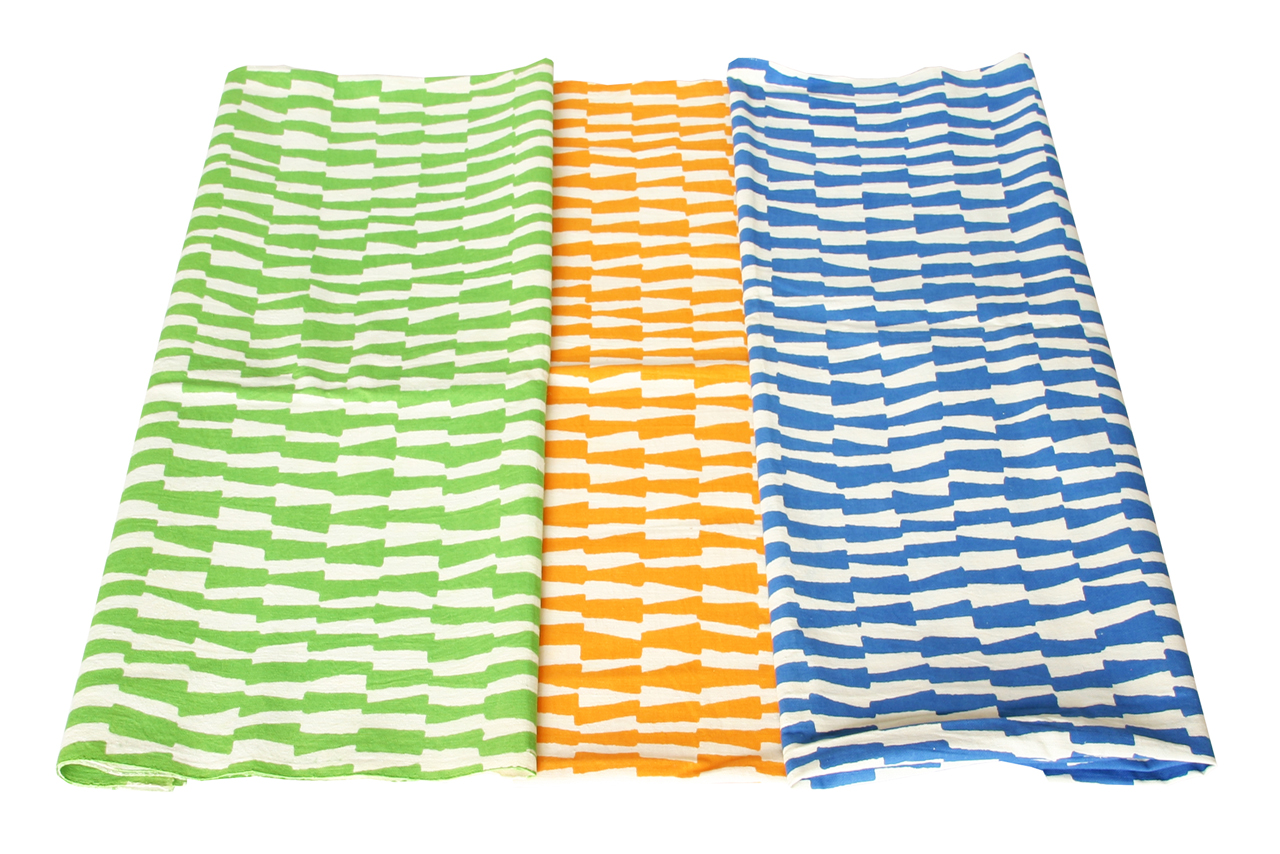
Radoslav Kratina, textilní vzory s lineárním motivem (40.-50. léta)
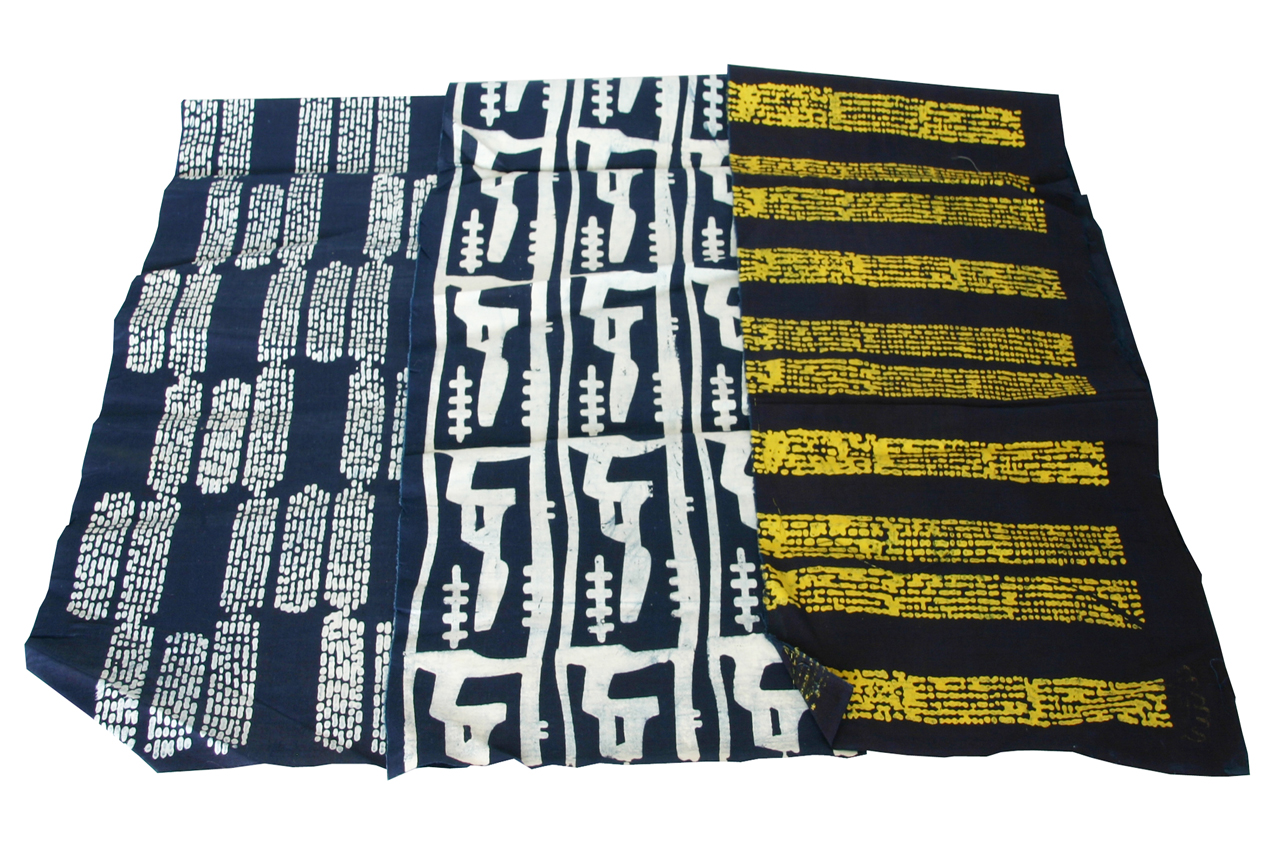
Radoslav Kratina, textilní vzory (40.-50. léta)
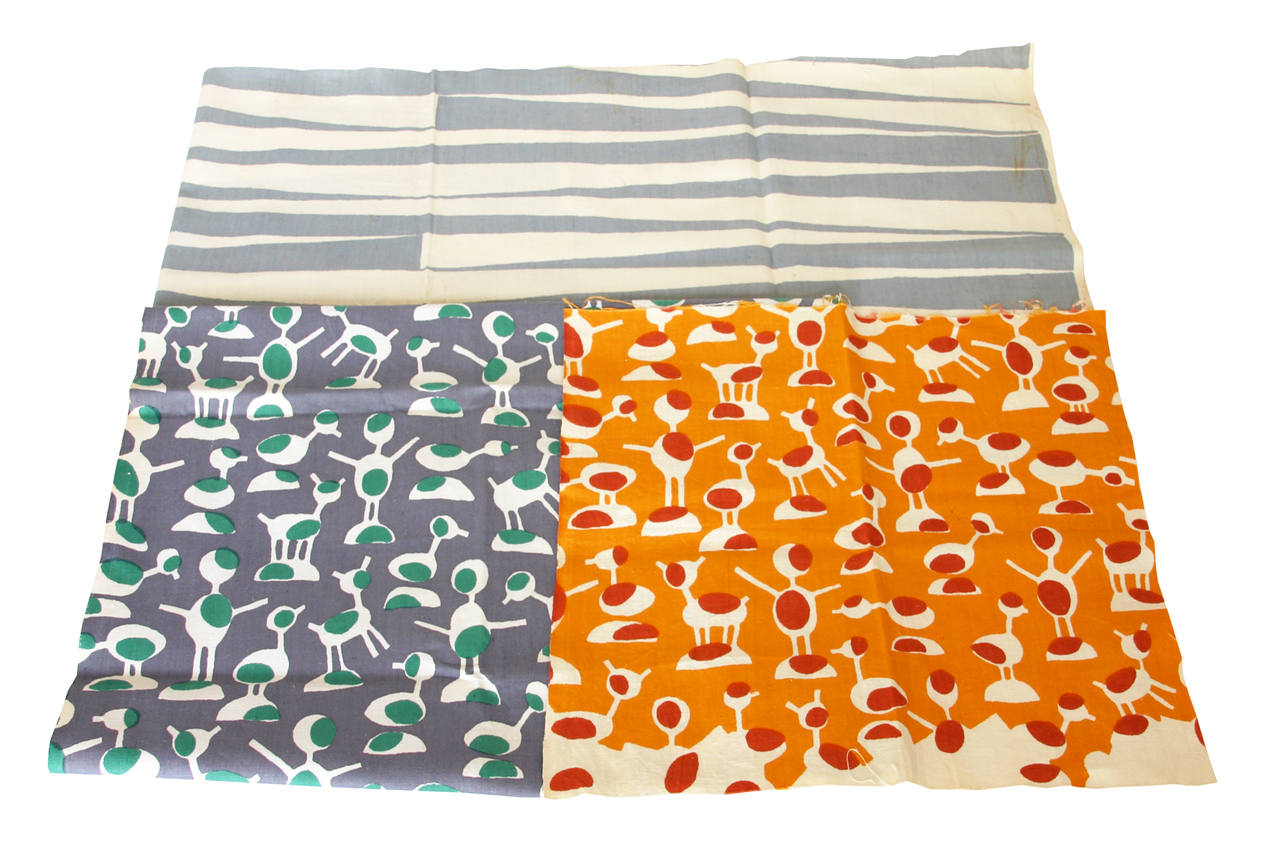
Radoslav Kratina, textilní vzory s motivem hraček (50. léta)

Jako textilní výtvarník působil i během následujícího studia na VŠUP (1952–1957). Jeho závěrečnou prací bylo textilní panneau pro restauraci na Expo 58 v Bruselu, na němž z několika geometrických prvků vytvořil pomocí razítek figurální motivy. Paralelně začal navrhovat dětské hračky a dřevěné figurky s pohyblivými částmi. Kratinovy návrhy hraček byly inspirovány figurkami, jaké děti sestavují z kaštanů a nabízely variabilní spojení jednotlivých soustružených dílů. Podobné proměny nabízela i další série hraček z plochých stylizovaných tvarů.

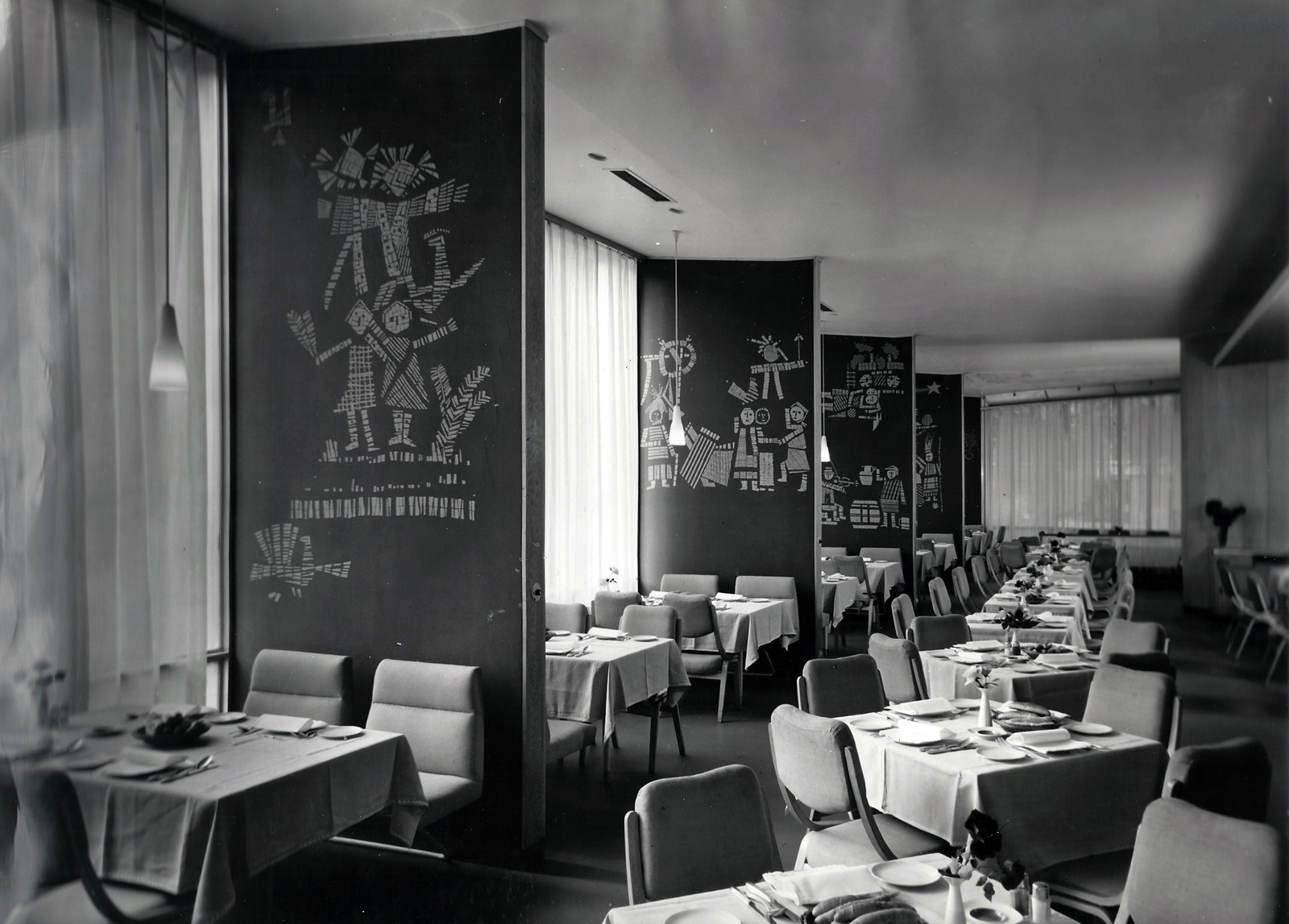
Radoslav Kratina, Panneau s figurálními motivy, restaurace Expo 58
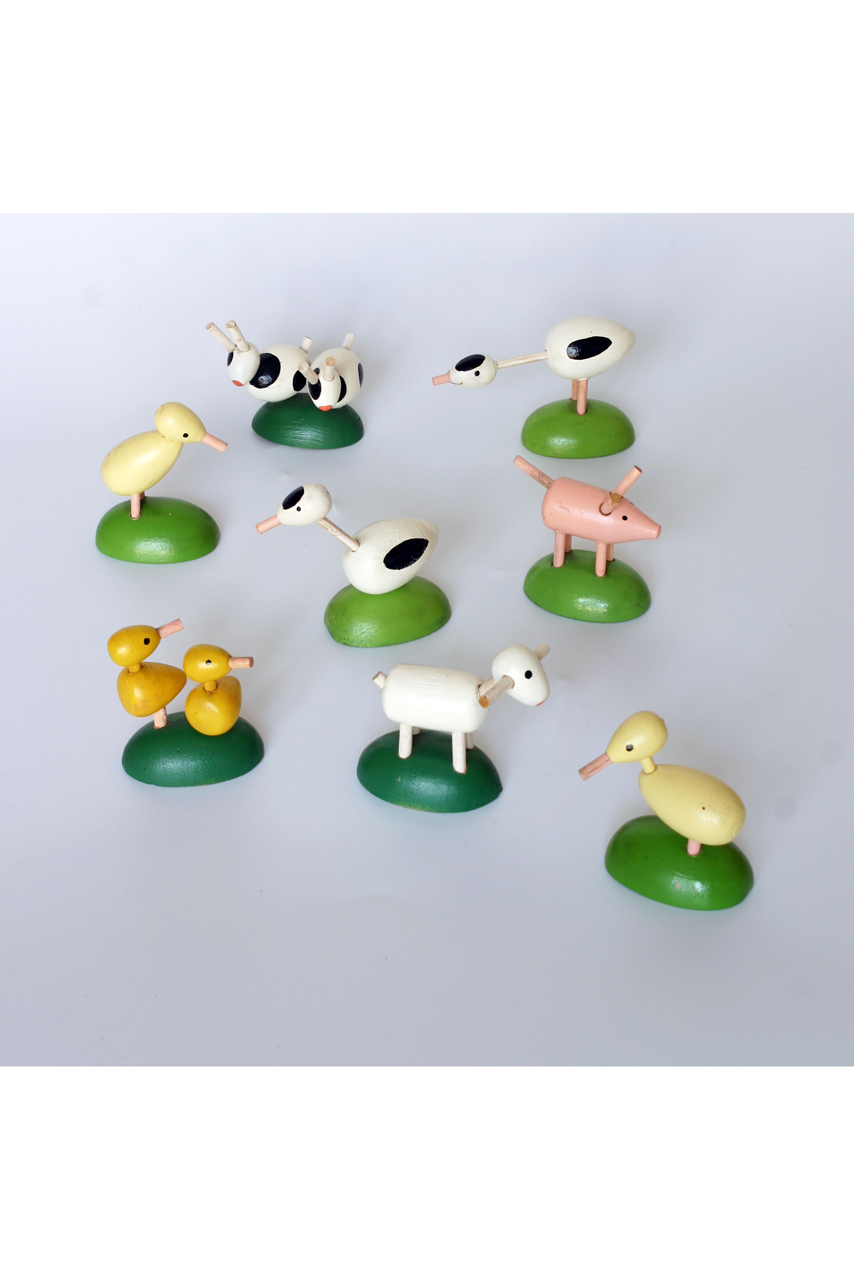
Radoslav Kratina, dětské dřevěné hračky s pohyblivými částmi (1958)
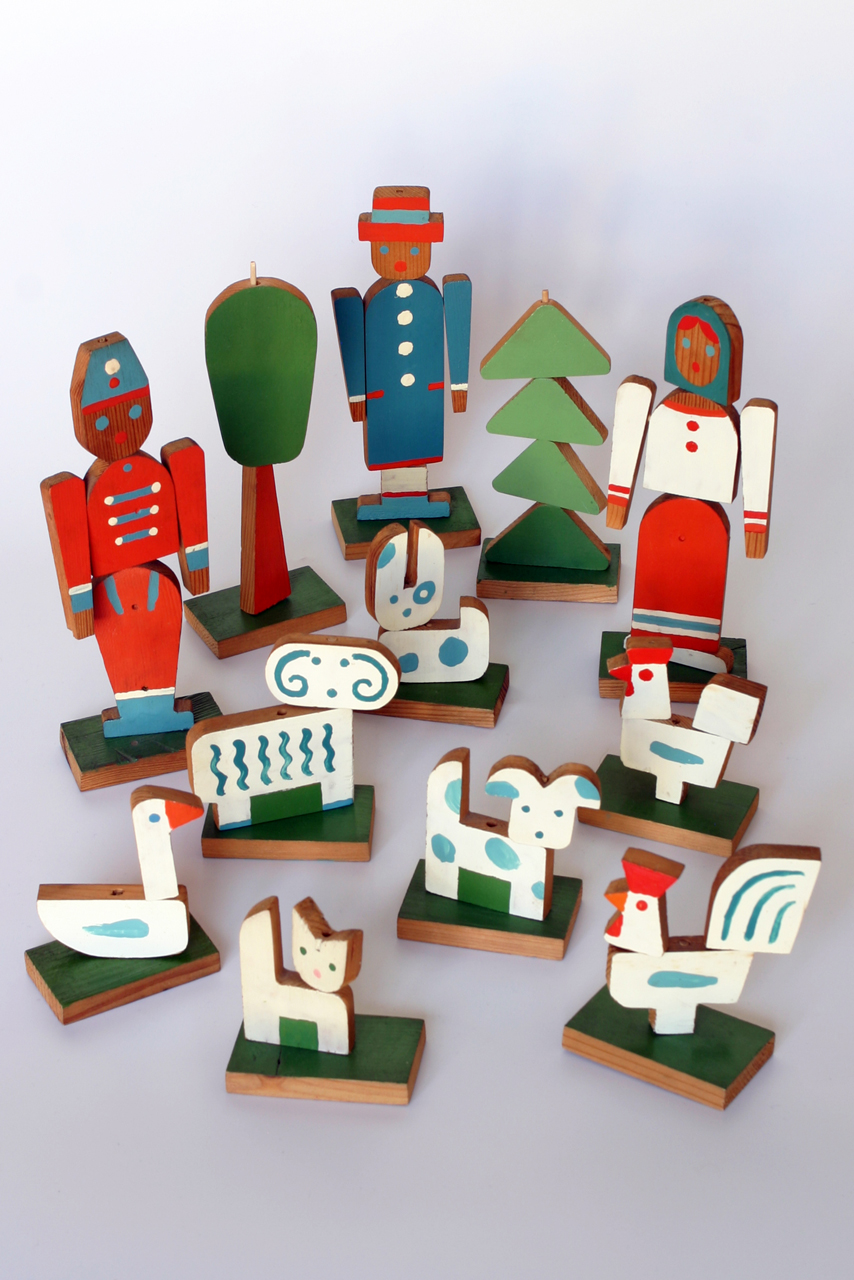
Radoslav Kratina, dětské dřevěné hračky (1958)
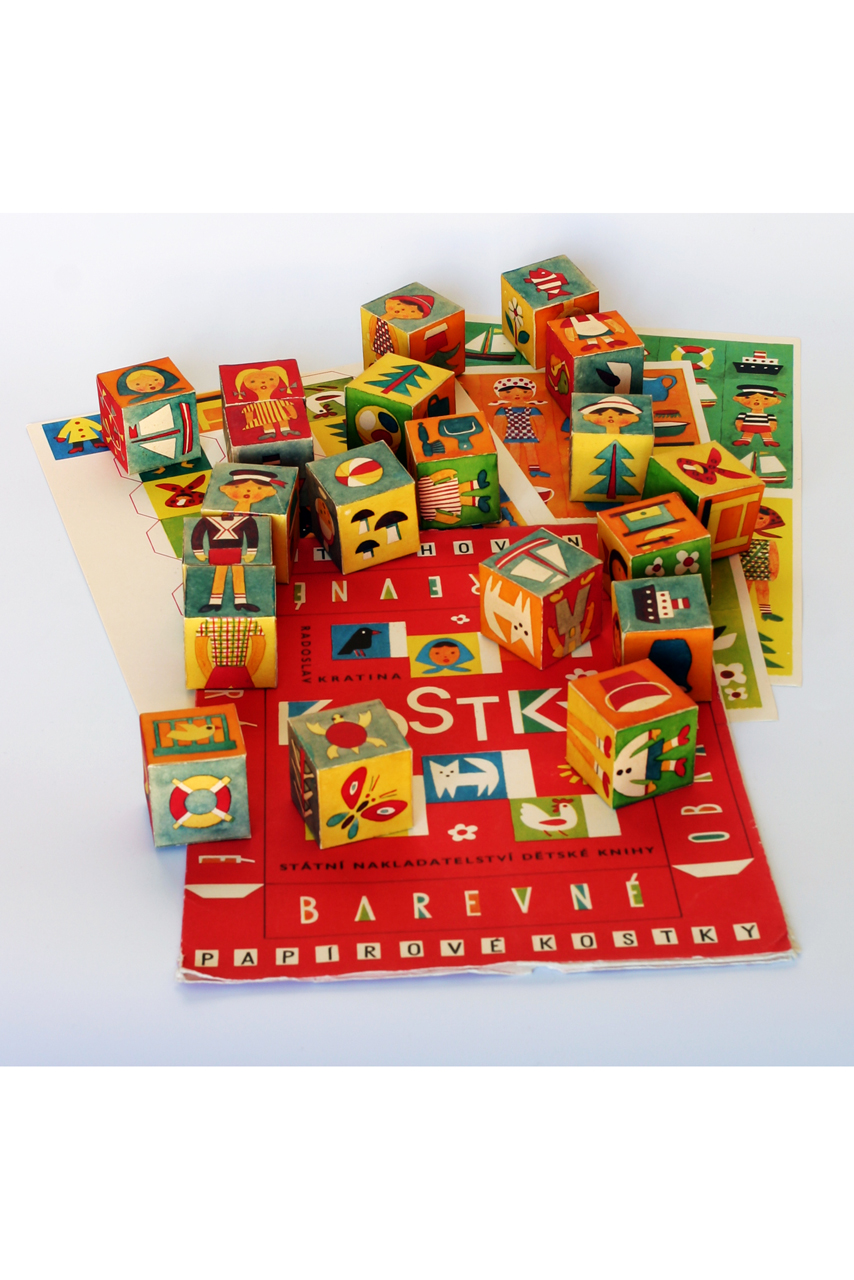
Radoslav Kratina, dětské kostky z vystřihovánek (1962)

### 60. léta
Impulsem k vlastní volné tvorbě a opuštění užitého umění se stala výstava jeho generačních druhů Rychnov ´63, která ho upoutala nekonvenčními přístupy a bezprostředností projevu, zejména tvůrců informelu. Zaujaly ho také grafické experimenty Vladimíra Boudníka. Výstava v Rychnově představovala radikální a nezvratný krok R. Kratiny směrem k formulování nekompromisního tvůrčího gesta a zároveň volbu jasné výtvarné orientace, danou jeho potřebou zmocnit se věcí a naplnit pocit konkrétnosti.
V letech 1963-1965 se Kratina věnoval olejomalbě, reliéfním obrazům, monotypům, frotážím, asamblážím, koláži a sochařským kompozicím ze sádry. K výrobě grafických matric použil nejrůznější odpad nalezený v okolí bydliště a grafiku tiskl s pomocí dvou gumových válců z ruční ždímačky. Zajímavých výsledků dosáhl s předměty, které nebylo možné naválet barvou přímo, ale frotážováním přes přiložený průklepový papír. Experimentoval s parafinem, sypkými materiály nebo sádrou litou na novinový papír. Pro tvorbu lettristických monotypů přetiskoval útržky textů ze zahraničních novin a časopisů svou vlastní originální metodou, kdy využil rozdílu v nasákavosti barvy písma a volné plochy stránek časopisů a z prvního otisku na křídový papír tiskl pozitiv tak, aby písmo bylo znovu čitelné (Přetisk písma, 1965). V závěru 60. let vytvořil za pomoci tiskátek soubor dvoubarevných tisků na ručním papíře s opakujícími se geometrickými prvky a v 70. letech soubor barevných serigrafií na obdobném principu jako Jan Kubíček nebo Zdeněk Sýkora.

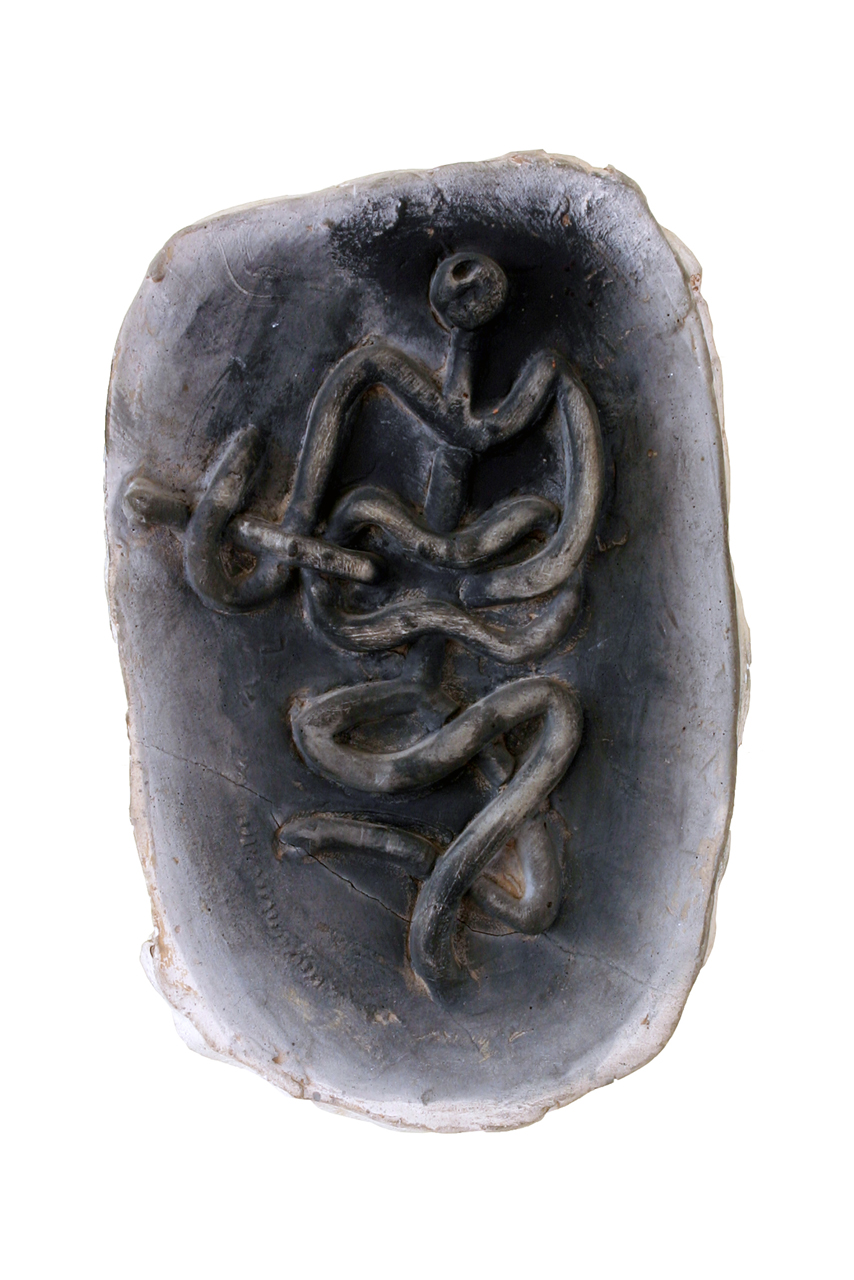
Radoslav Kratina, Figurální reliéf (60. léta)
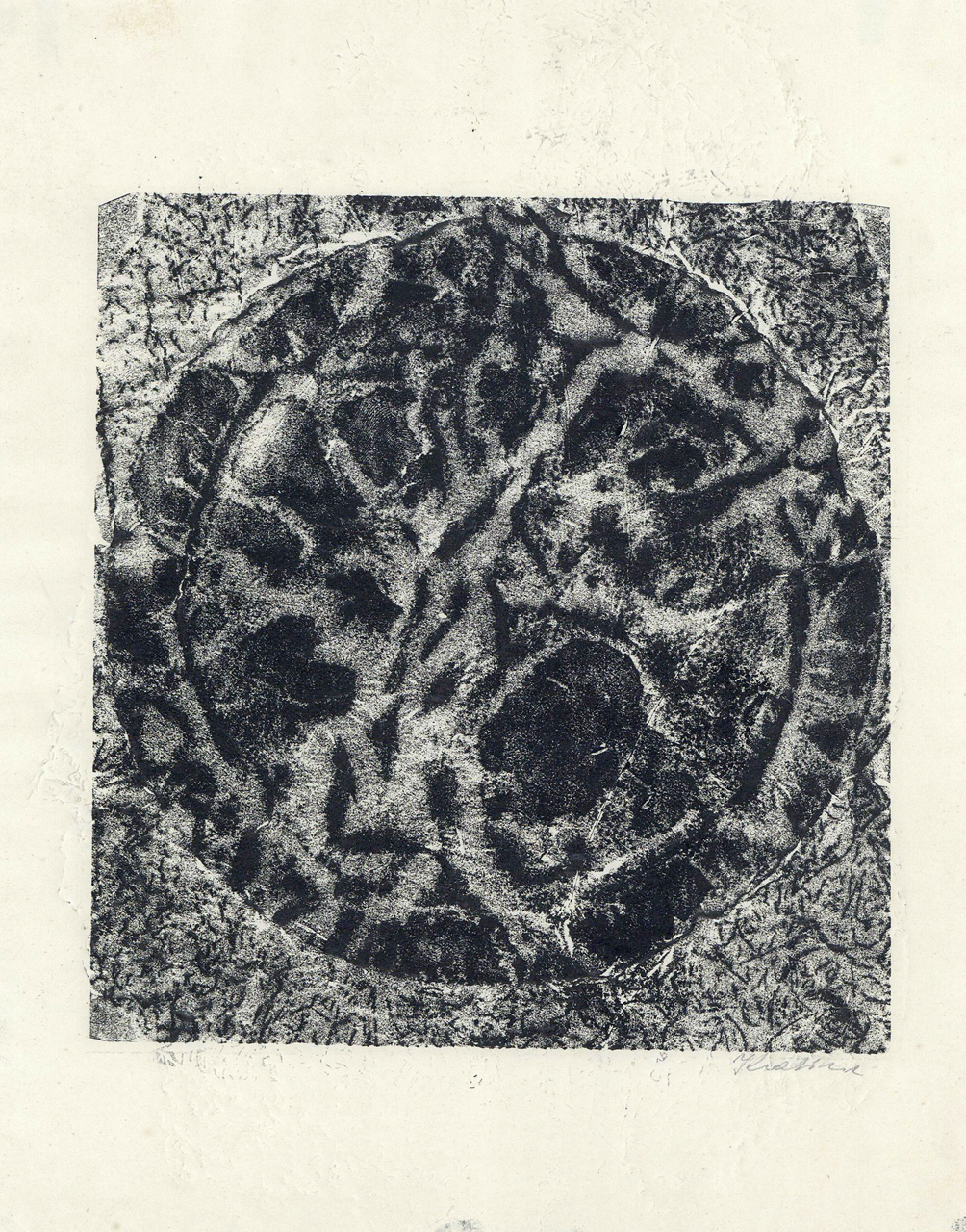
Radoslav Kratina, Frotáž II (60. léta)
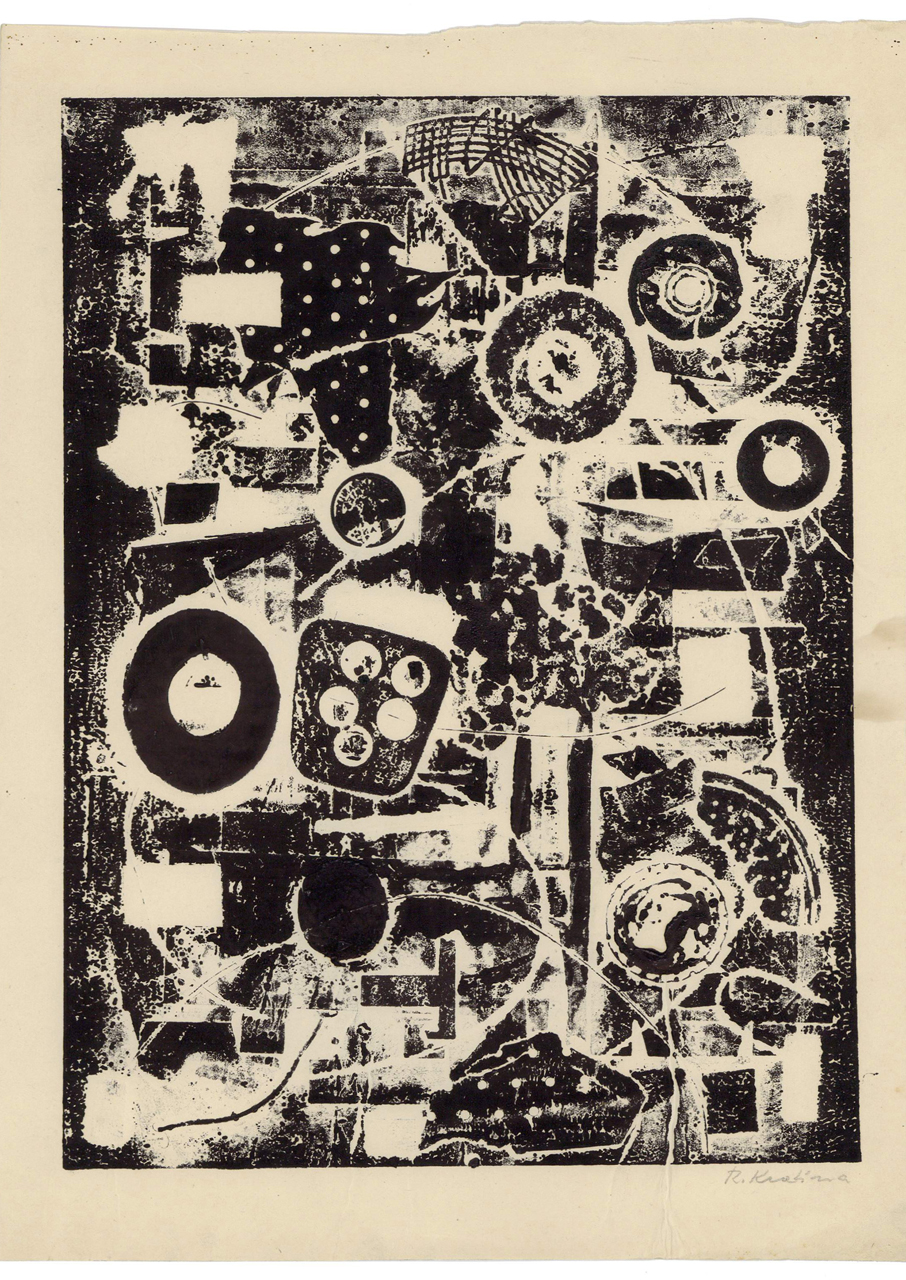
Radoslav Kratina, Otisk reliéfní asambláže (60. léta)
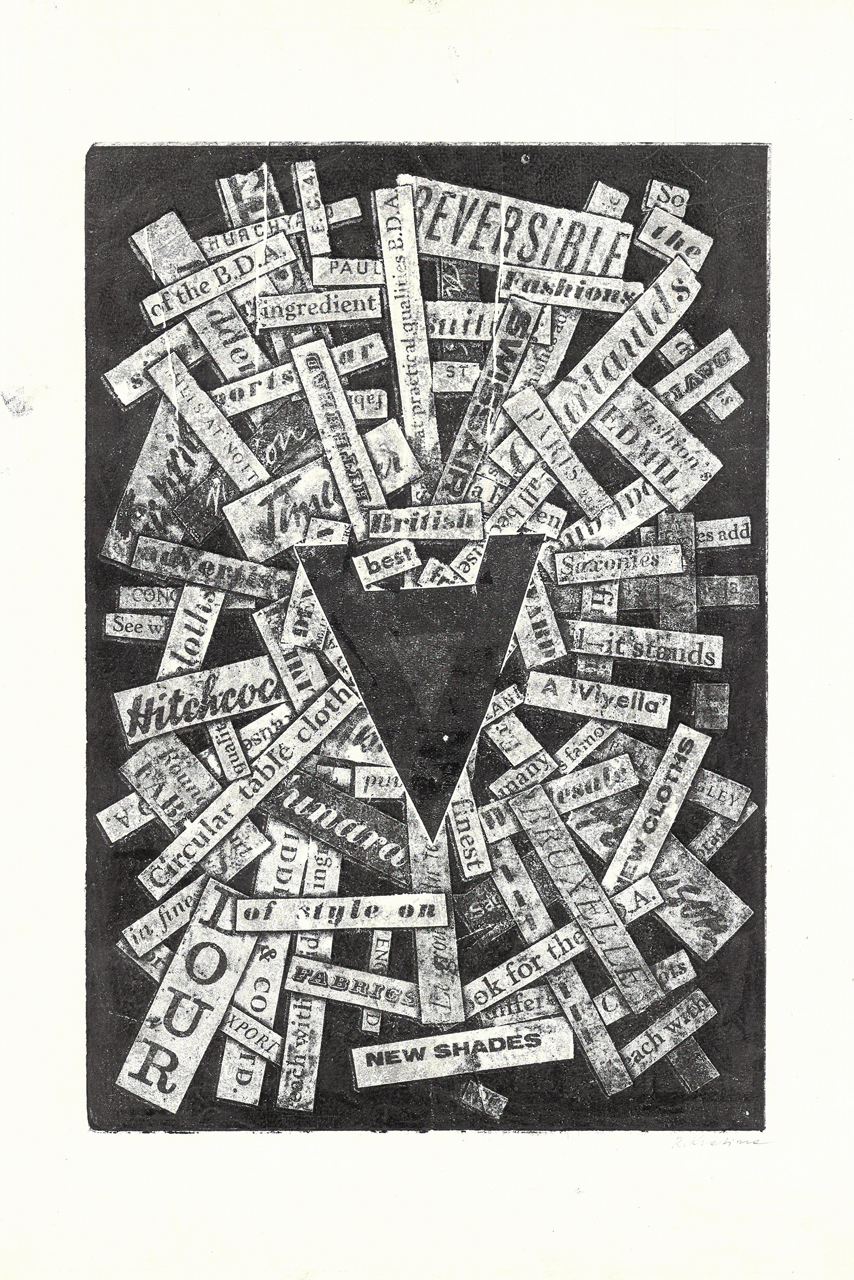
Radoslav Kratina, Přetisk písma II, monotyp (1965)
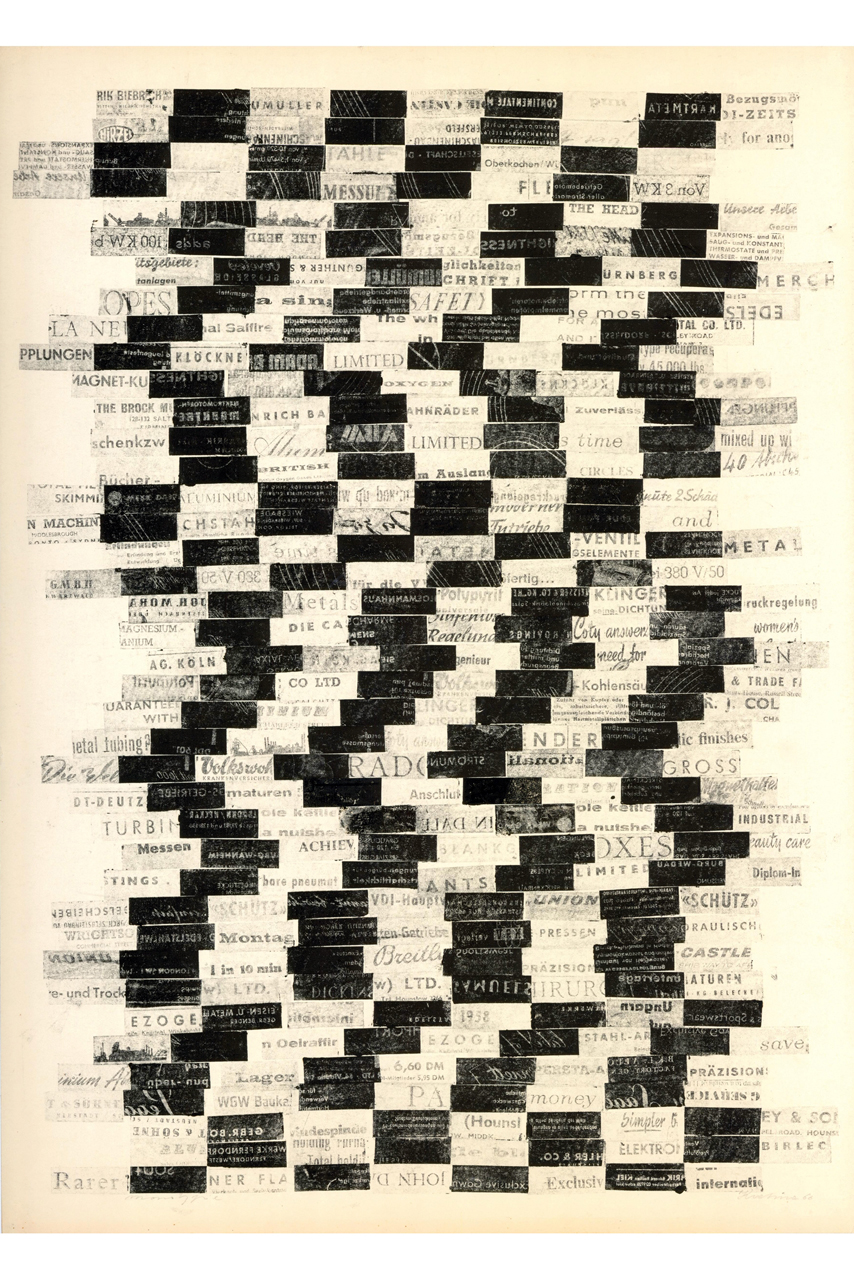
Radoslav Kratina, Přetisk písma VI, monotyp (1965)

V polovině 60. let sestavoval strukturální reliéfy, které původně používal jako matrice pro tisk monotypů a později zafixoval jako samostatná díla. Využíval opakování jednoduchých prvků, jako byly provázky, těstovinová písmenka, proužky papíru, žiletky, úlomky gramofonových desek nebo sirky. Ve strukturálních reliéfech sledoval jen skladebný řád bez obsahových aspektů. S písmenkovými reliéfy se účastnil výstav vizuální poezie. Zaujala ho rytmická hybnost struktury a pravoúhlý řád, kterým nahradil předchozí "barokní" anarchii. Přechod od informální textury k uspořádané seriální struktuře představuje základní vývojový rys Kratinovy grafické tvorby. Po roce 1964 již sestavoval reliéfní obrazy jimiž se vzdaloval českému existenciálnímu pojetí struktury a připravoval předpoklad pro budoucí uchopení geometrie.
Roku 1964 vytvořil svůj "Nultý variabil" ze sirek naskládaných uvnitř dřevěného rámu o stejné hloubce, kde bylo možné tlakem prstů měnit vzhled výsledného reliéfu. Objevil tak bezděčně transformovatelnou strukturu a variabilitu díla jako novou kvalitu, ke které původně nesměřoval. Tento objev neuzavřenosti a transformovatelnosti díla se stal Kratinovým životním programem, který rozvíjel v následujících 30 letech. Na stejném principu sestavil v témže roce reliéf z korkových zátek. Kratinovo pojetí geometrické abstrakce má kořeny v předchozí strukturální tvorbě a obsahuje množství detailů, které ho staví do protipólu konstruktivistické minimalizace výrazových prostředků. Již od svých grafických experimentů sledoval estetický řád, který ho plynule dovedl ke geometrické abstrakci. Téma jeho prací je strukturální, založené na množství elementů, které lze nejrůzněji přestavovat, překlápět a přesouvat a vytvářet vztahy nestejných shluků z nakupených detailů.

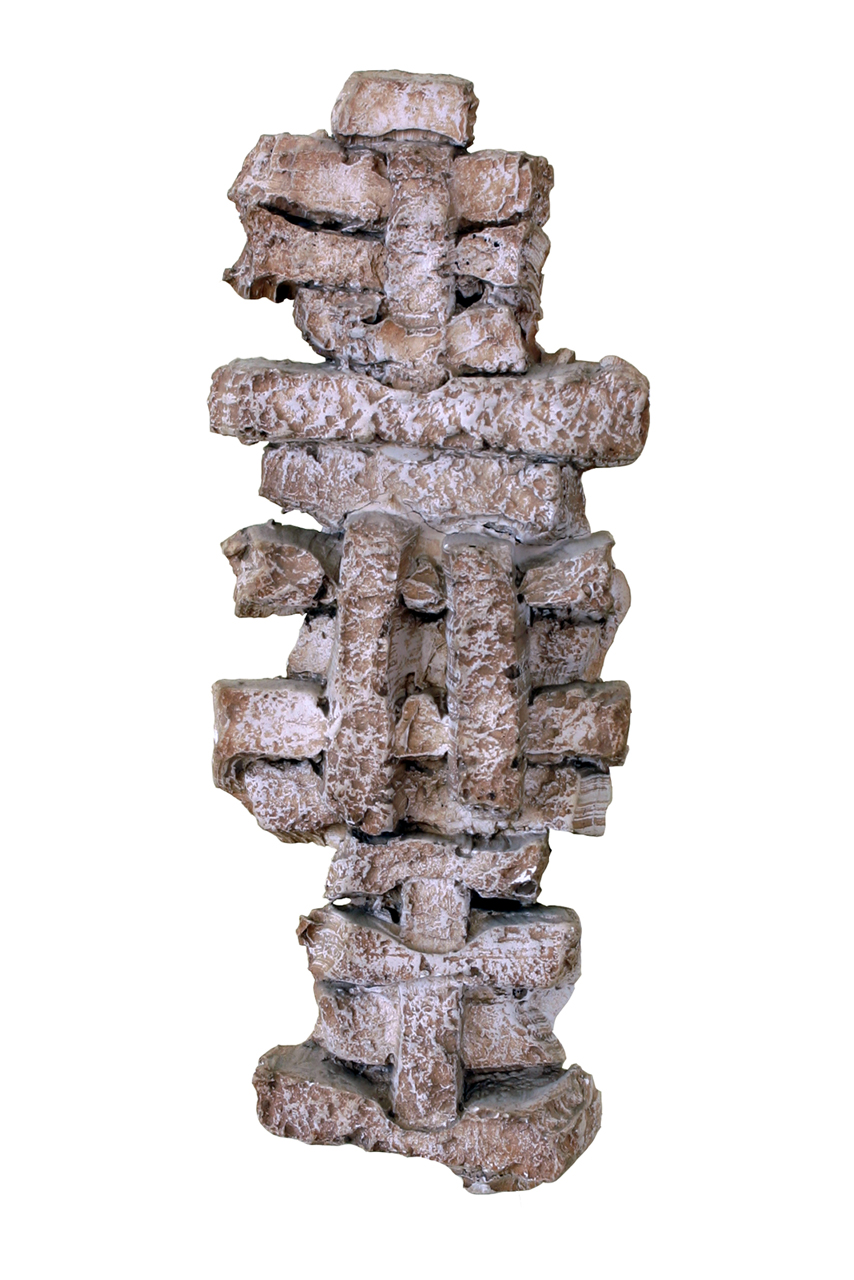
Radoslav Kratina, Reliéf, sádra (1963)
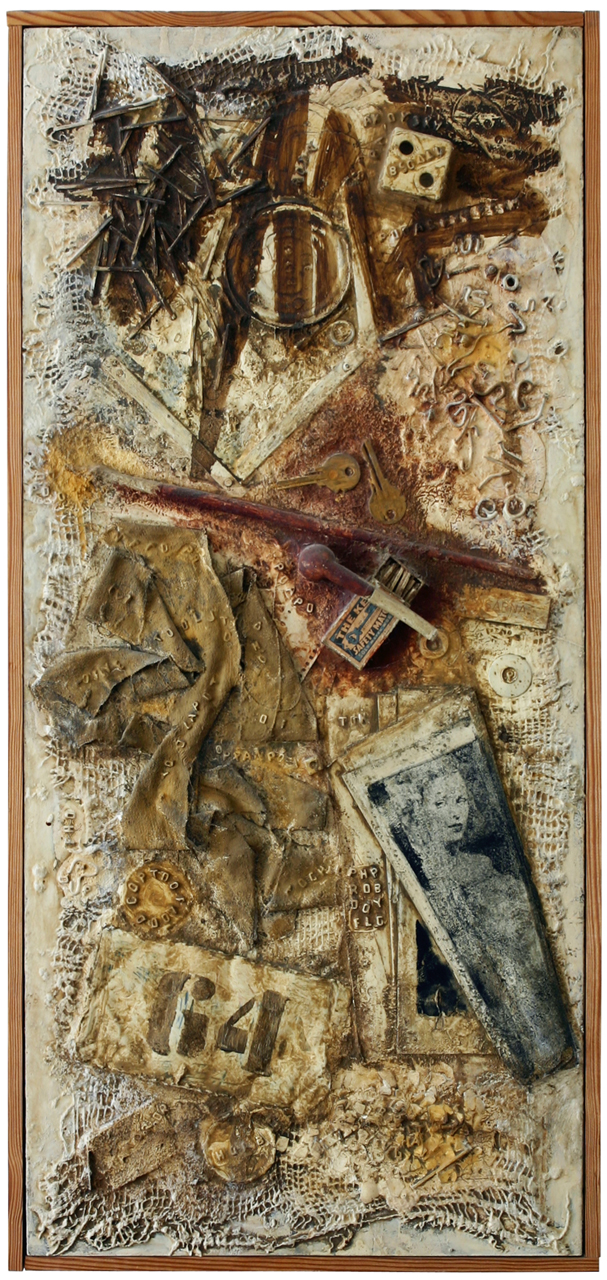
Radoslav Kratina, Reliéfní asambláž (1964)
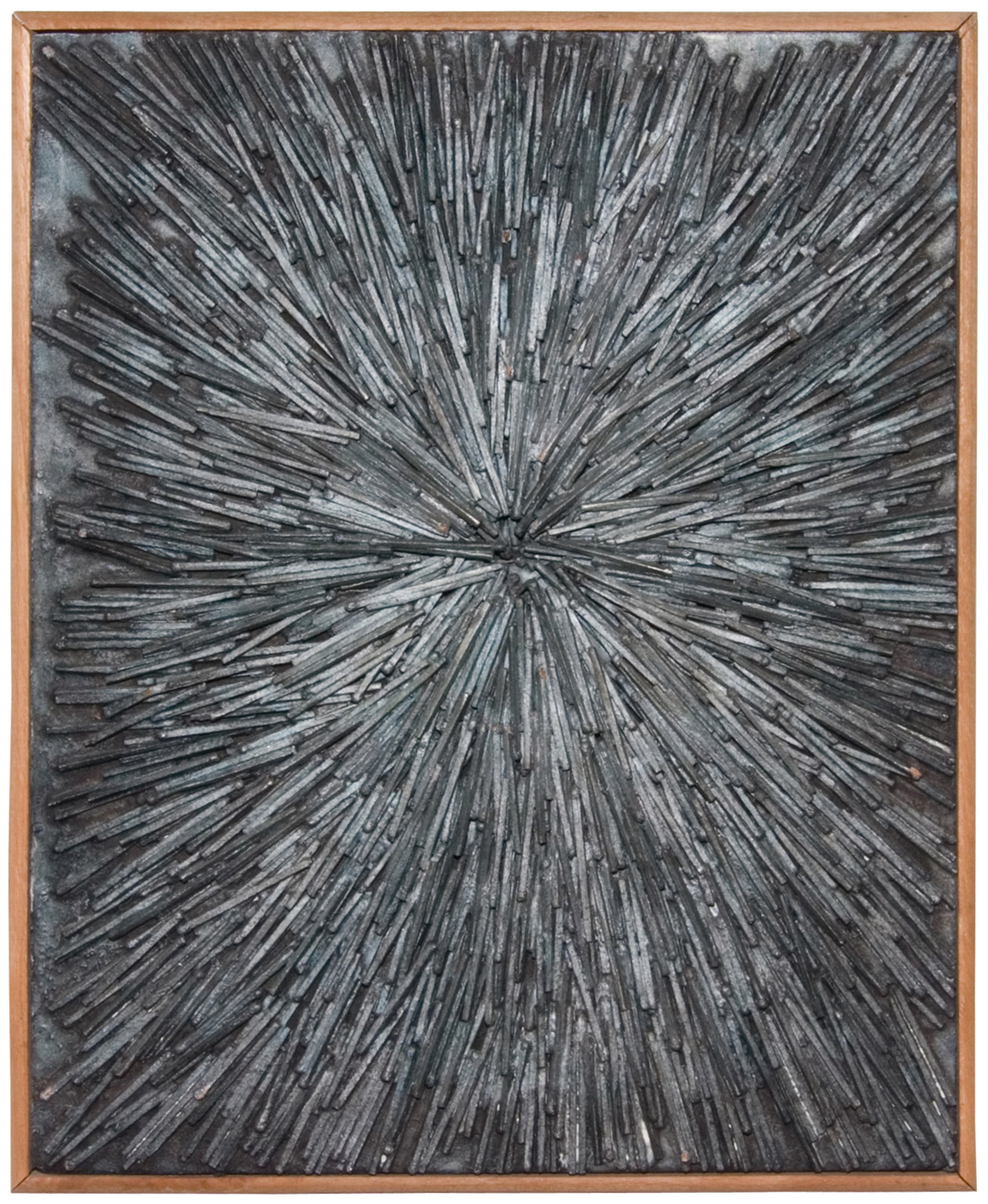
Radoslav Kratina, Slunce (1965)
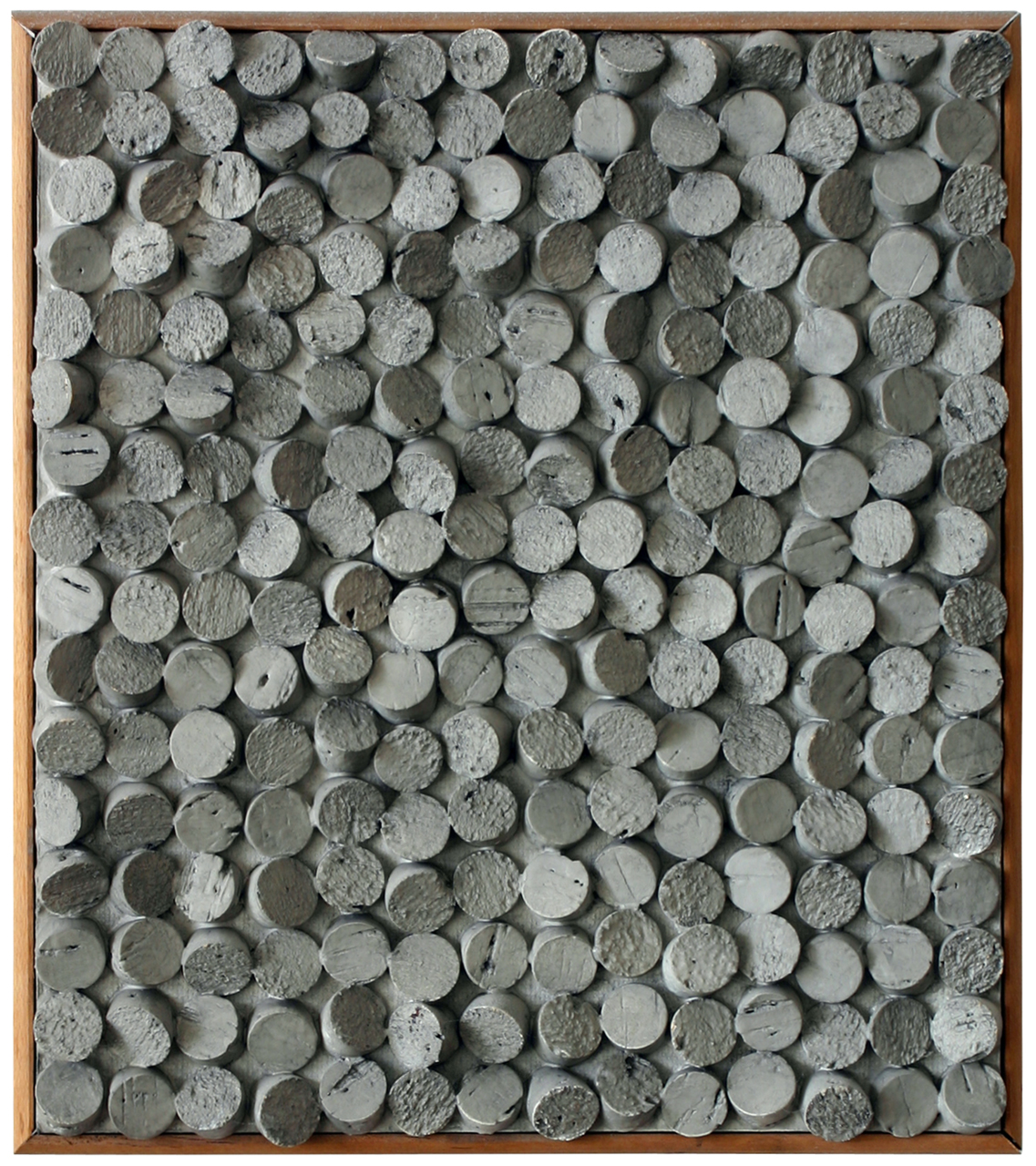
Radoslav Kratina, Zátky (1964)
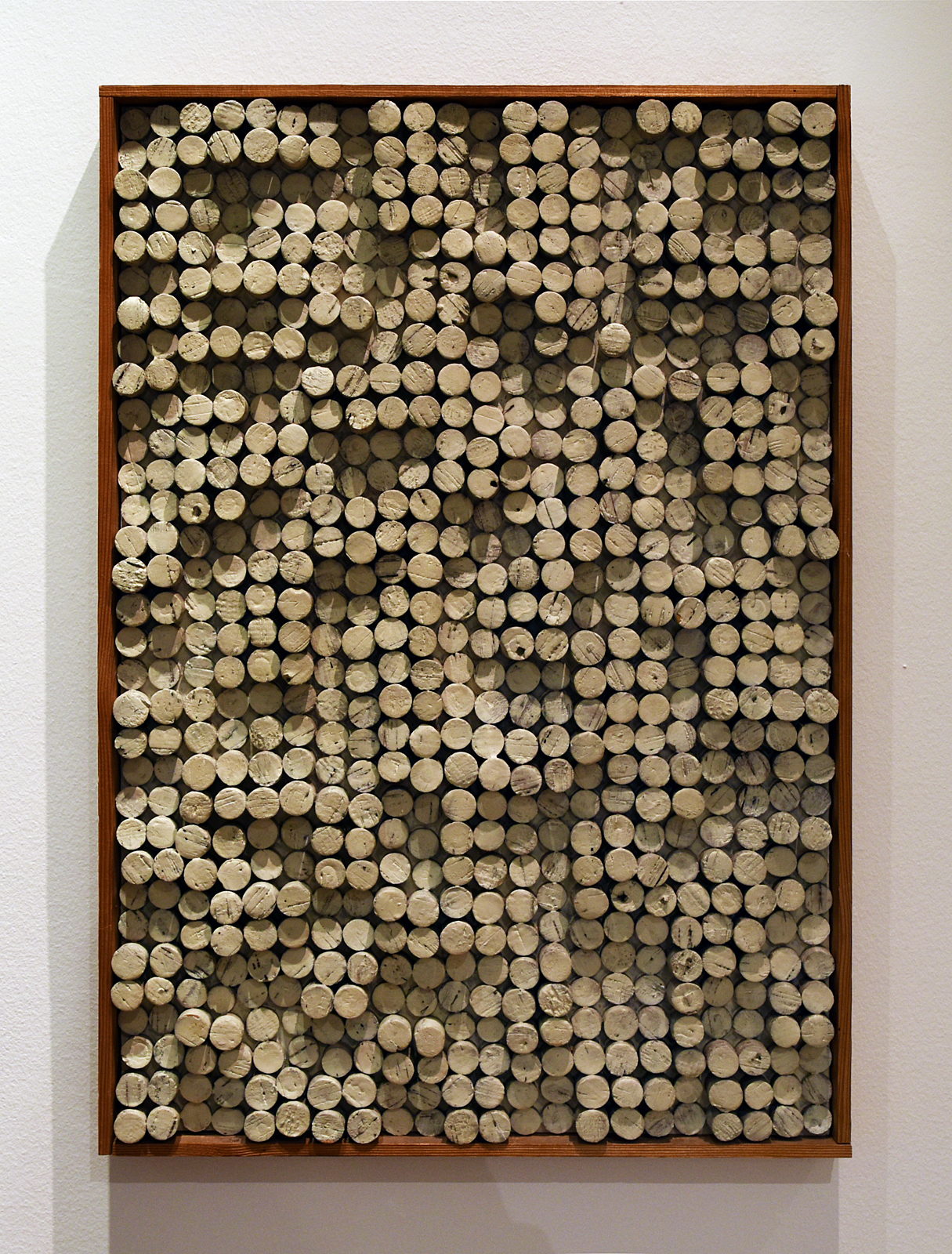
Radoslav Kratina, Zátky (1964)

Inspirací k dalším dílům byl moderní náhrdelník sestavený z několika závěsů s bílými a černými kuličkami, který objevil v zahraničním magazínu. Objekty, které Kratina vytvářel od roku 1965 a nazýval "variabily", byly již konstruovány tak, aby umožnily změnu sestavy jednotlivých prvků jejich posunem nebo pootočením kolem osy. Tuto možnost nabízel i návštěvníkům výstavy. První byly Vodorovné tyčinky (1965) - vertikální sestava červenobílých tyček od praporků umožňující vzájemný horizontální posun. Zpočátku byly jeho materiálem nejrůznější dřevěné elementy, jejichž plochy byly odlišené bílou, červenou a modrou barvou (Válečky na ose, 1967, Pocta Stazewskému, 1967), někdy doplněné dalšími barvami (20 x 6 krychlí, 1967). Tyto objekty byly většinou pohledově vázané na stěnu a působily výraznou variabilitou své frontální barevné struktury.

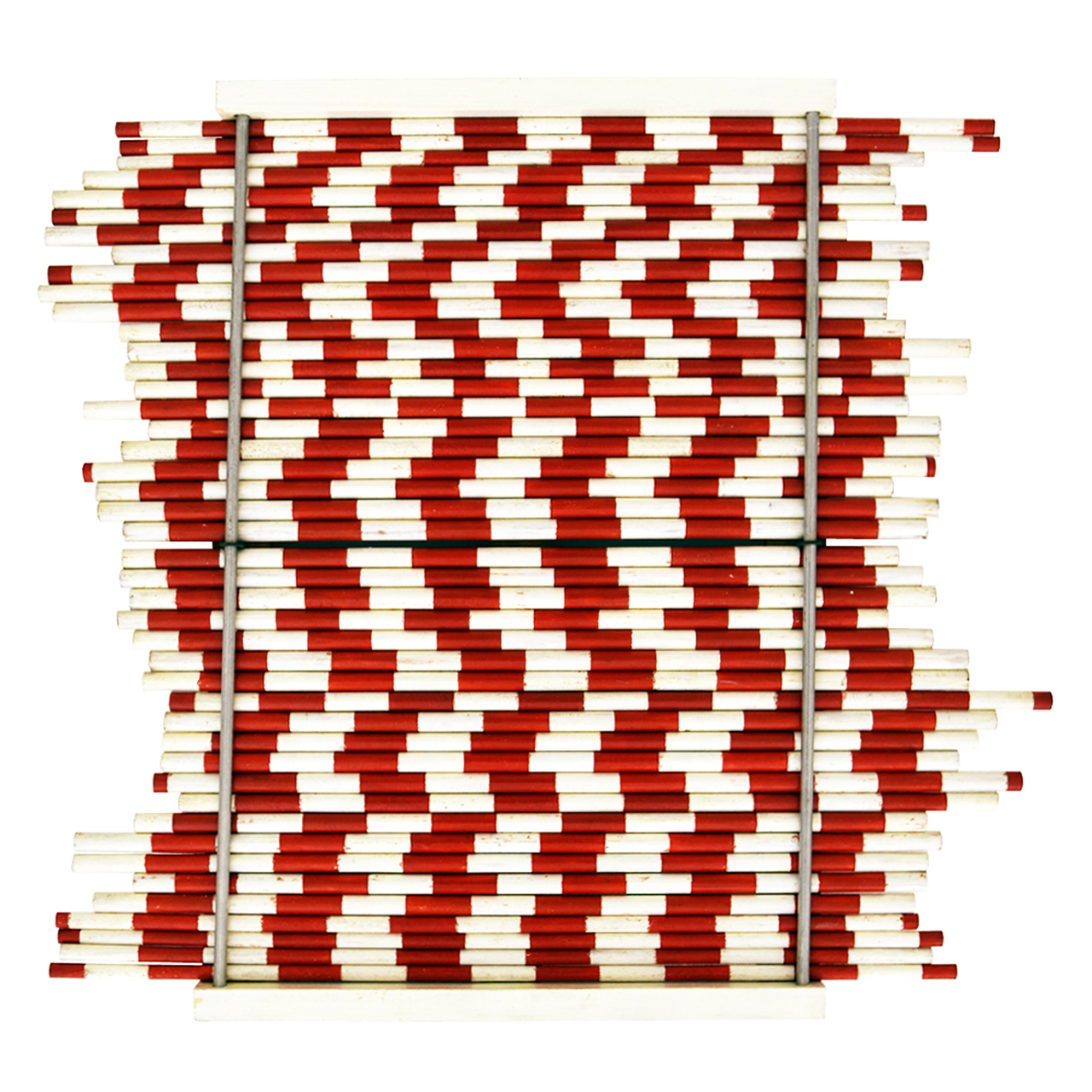
Radoslav Kratina, Vodorovné tyčinky (1965)
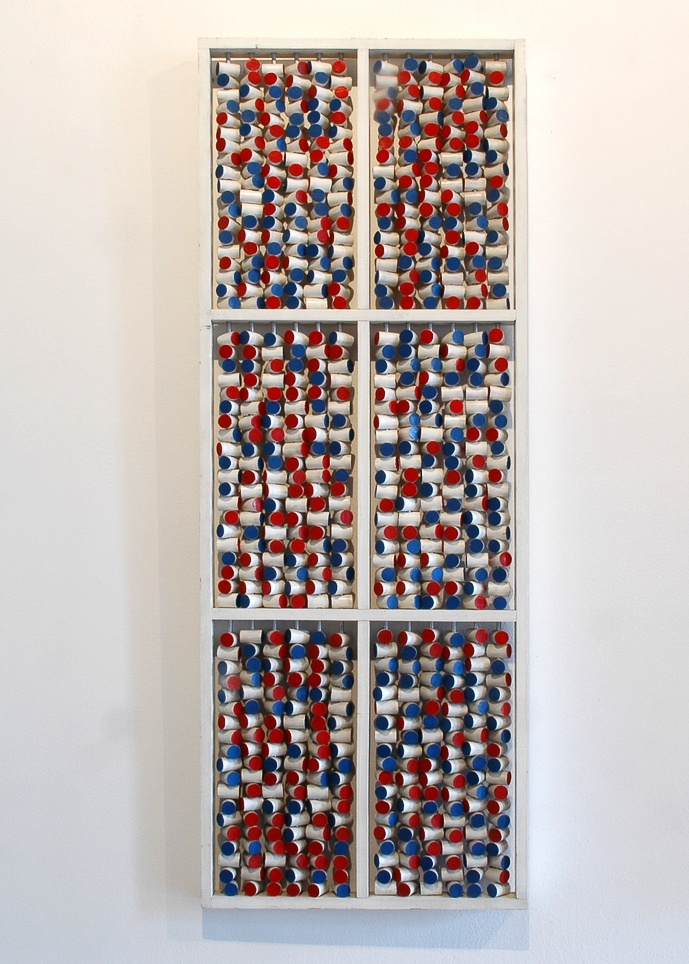
Radoslav Kratina, Válečky na ose (1967), Národní galerie Praha
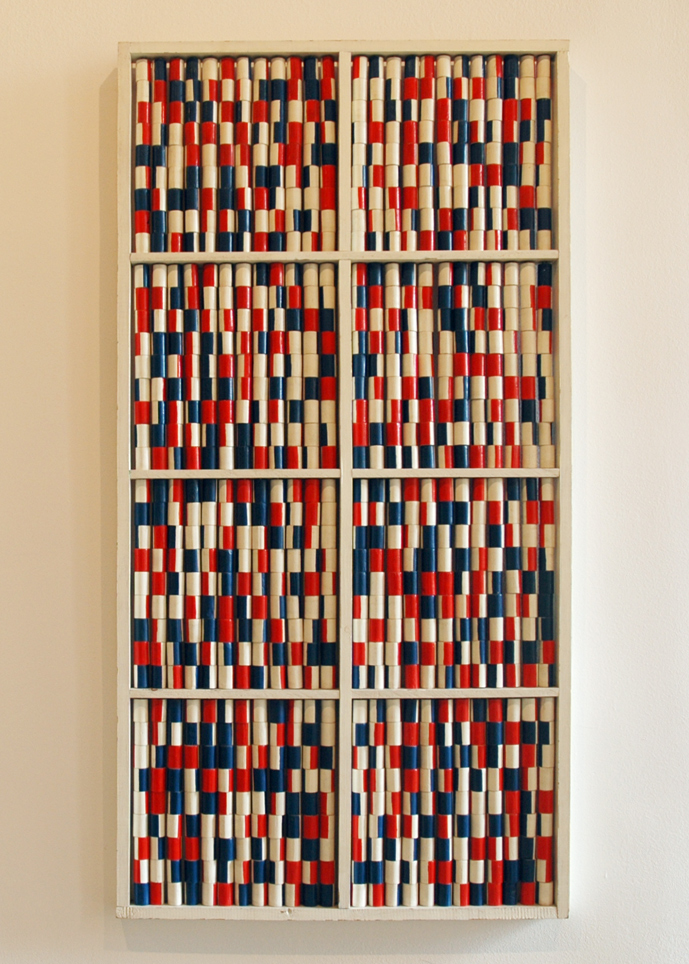
Radoslav Kratina, Barevný reliéf (1967), Národní galerie Praha
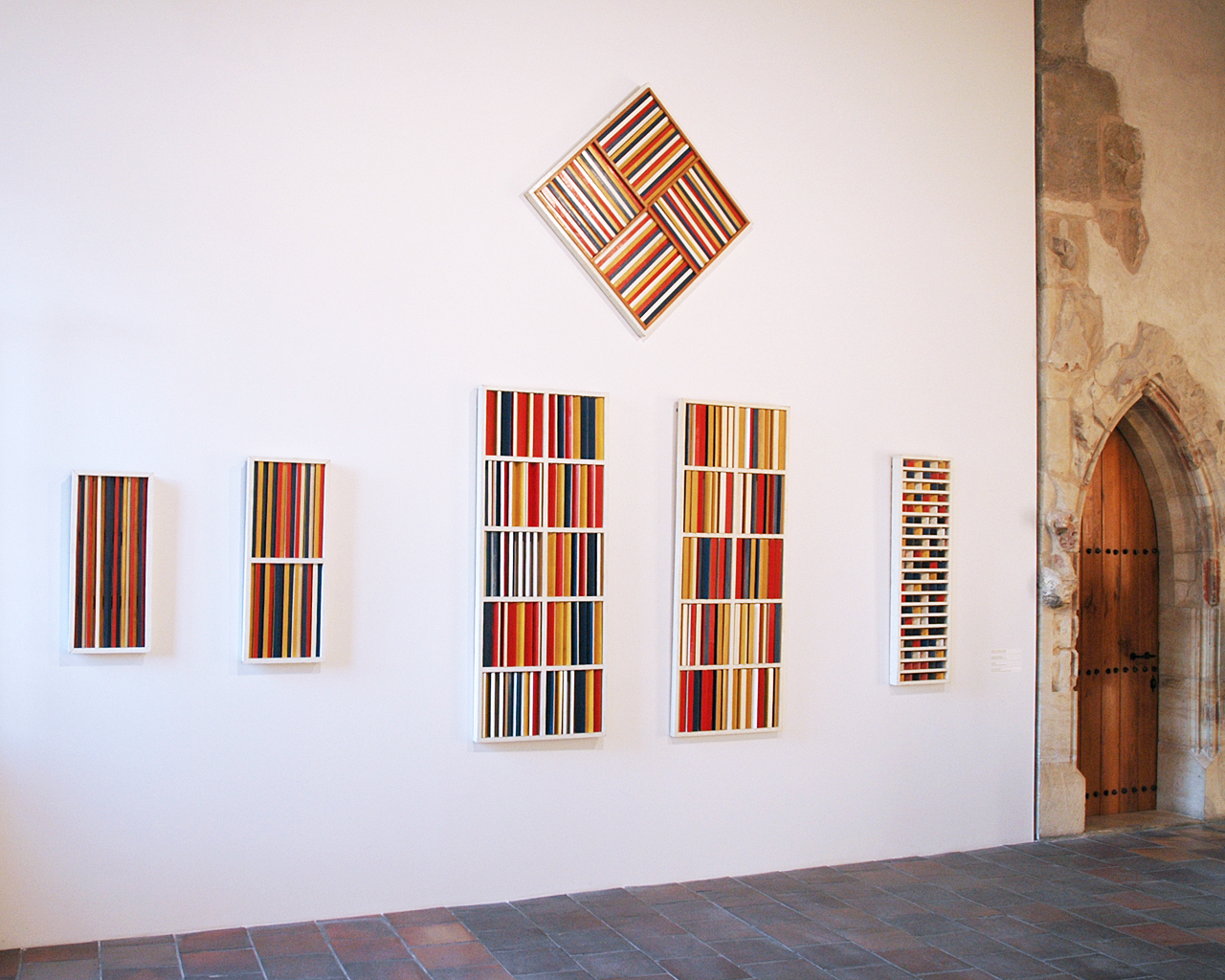
Radoslav Kratina, Variabilní objekty (1966–1967)
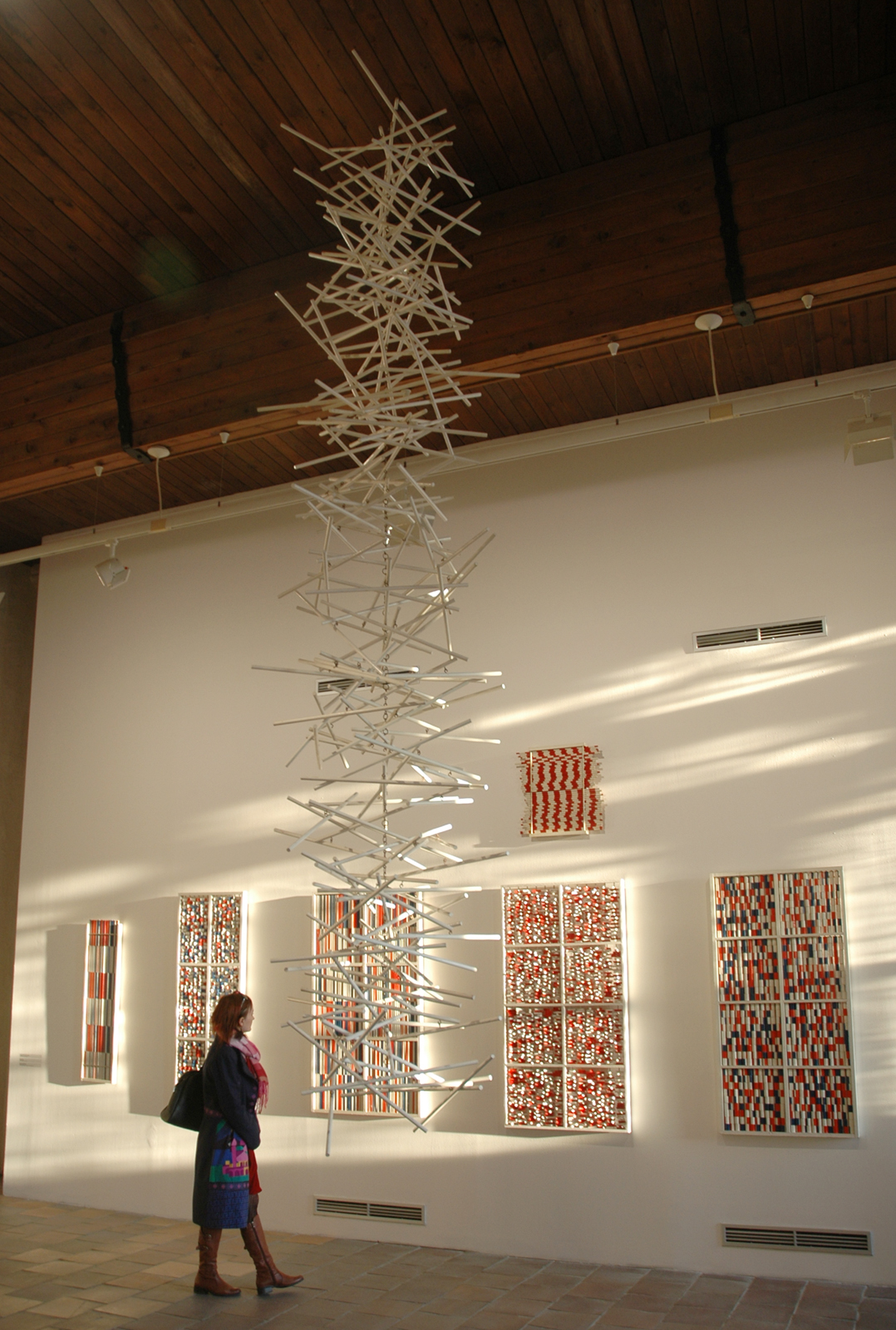
Radoslav Kratina, Bílé tyčinky (konec 60. let)

Pozdější variabily jsou obvykle monochromní, mořené nebo ponechané v původní barvě dřeva (Mozaika, 1969). Kromě pohybu kolem osy a vzájemného posuvu je u některých uplatněn princip překlápění vůči podložce (Dřevěný hřivnáč, 1967). Po barevných variabilech následují bílé, kde místo kontrastu barev působí světlo a stín (Bílé hranolky v rámu, 1968, Velká bílá struktura, 1969, Bílý reliéf, 1969-1970).

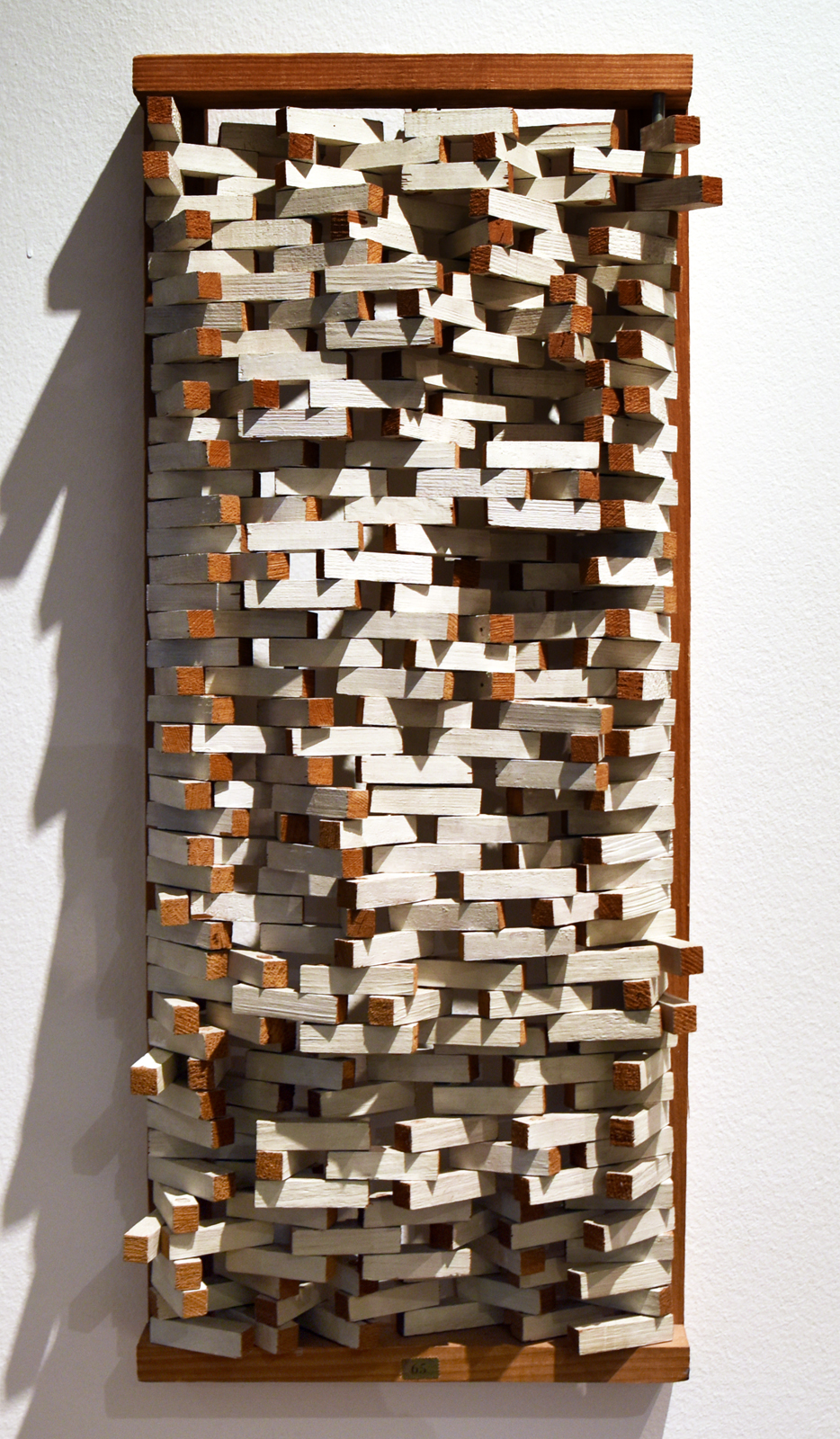
Radoslav Kratina, Řetězový reliéf (1966)
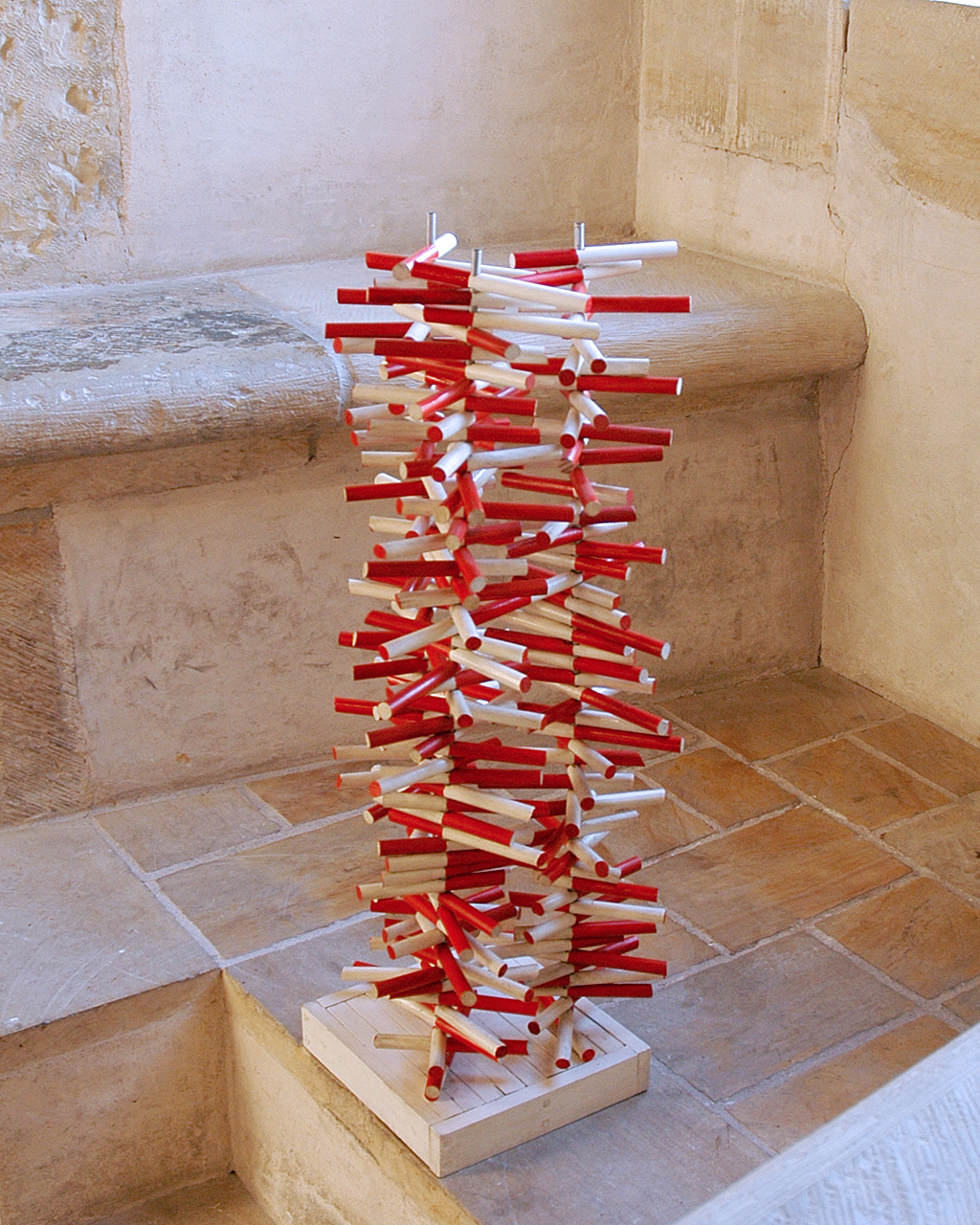
Radoslav Kratina, Tři osy (1966)
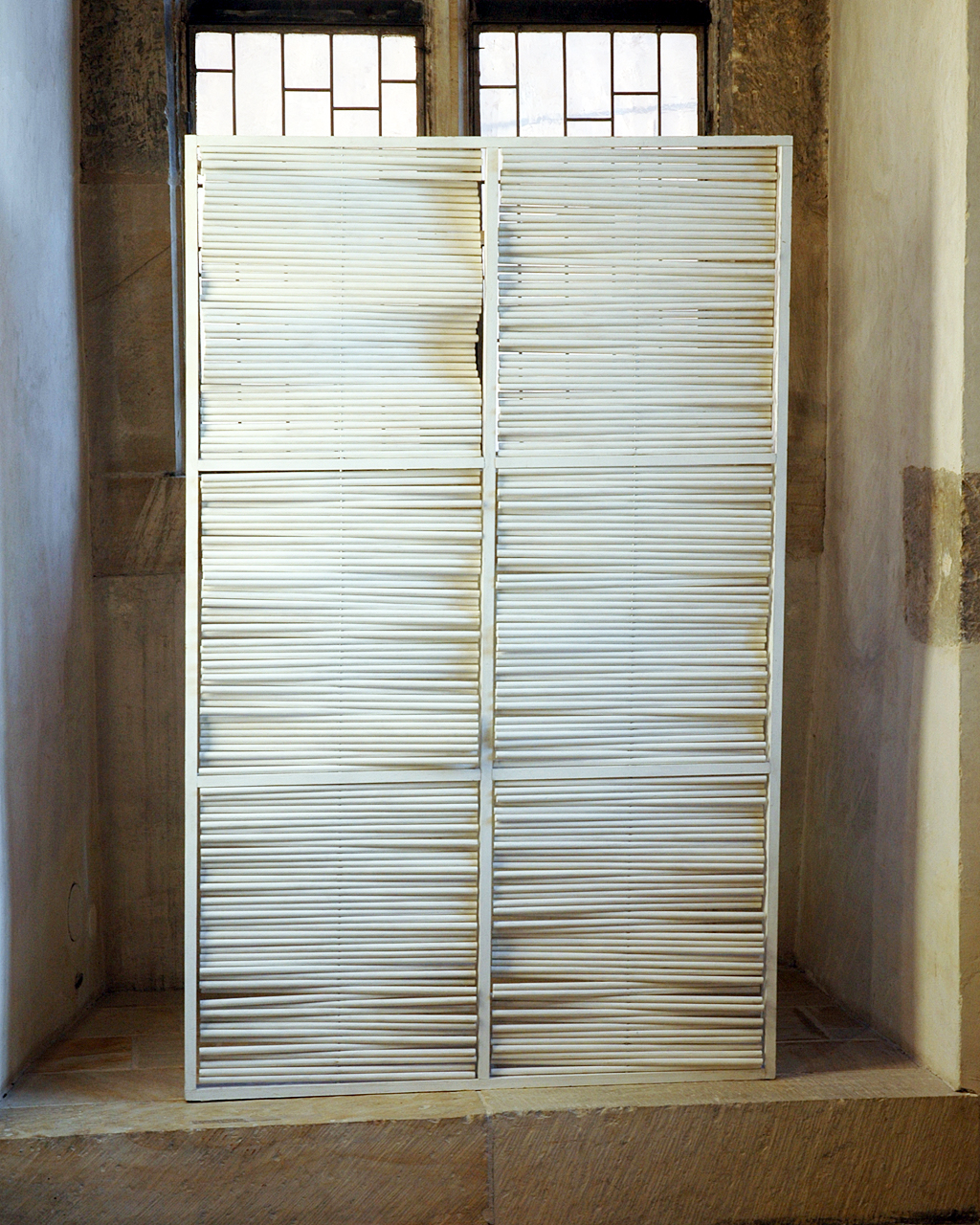
Radoslav Kratina, Vodorovné tyčinky (1967–1968), Národní galerie Praha
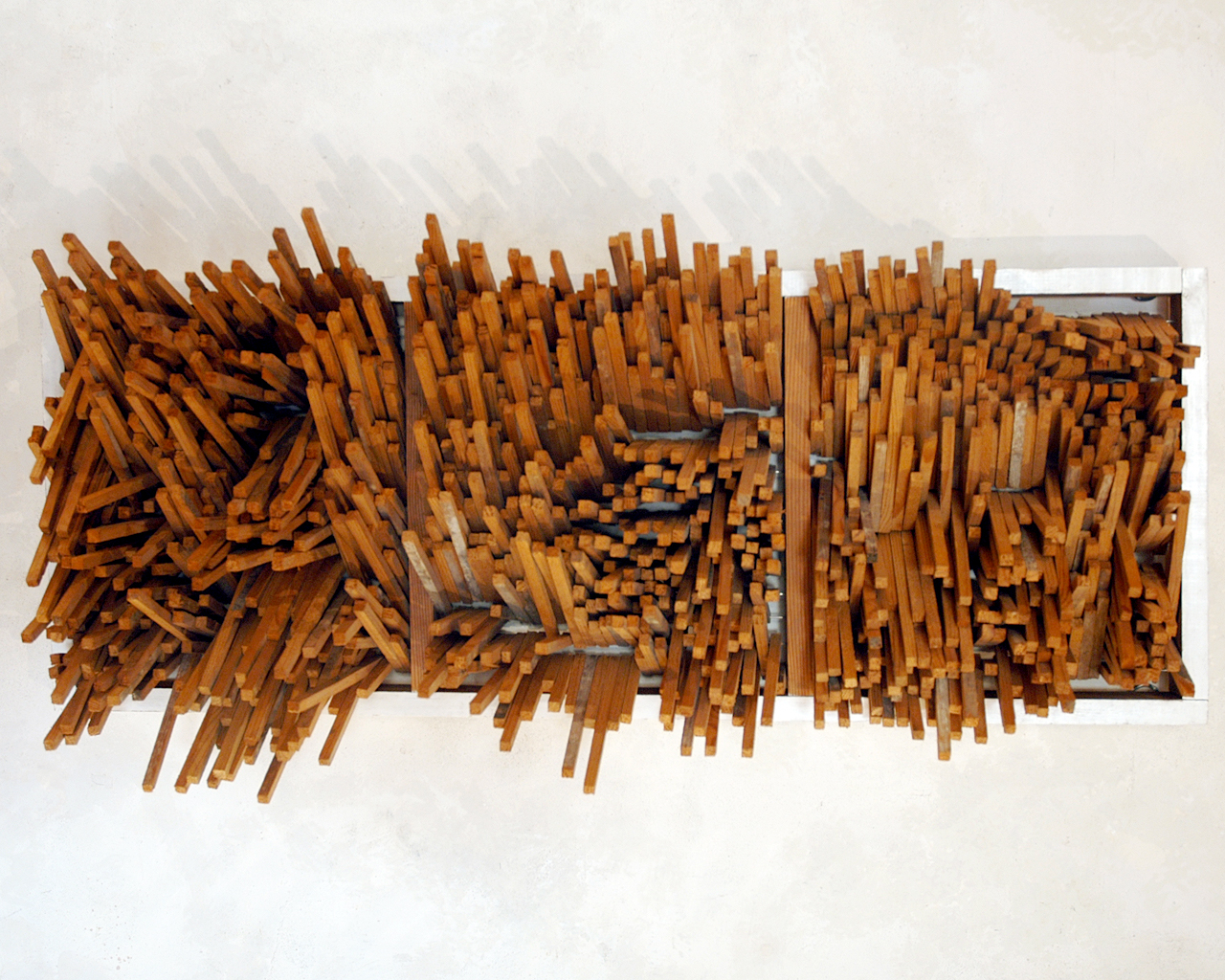
Radoslav Kratina, Dřevěný hřivnáč (1967)
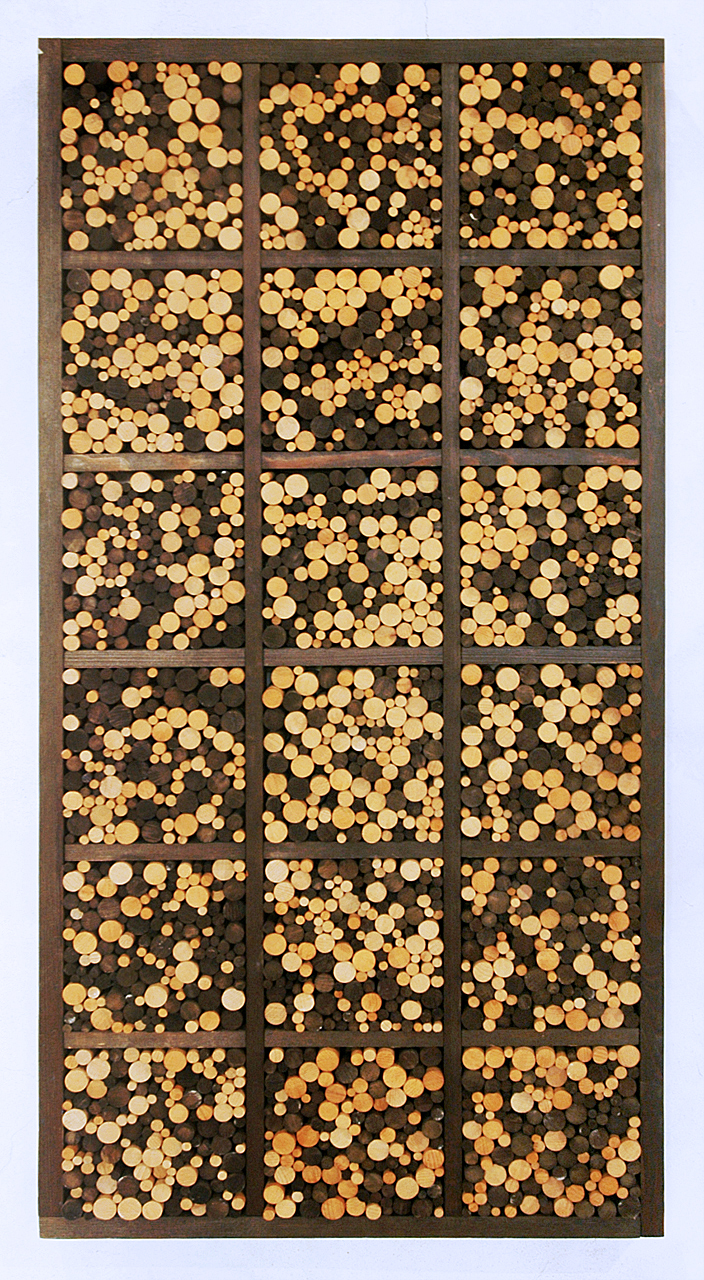
Radoslav Kratina, Mozaika (1969), Galerie hlavního města Prahy

Kratinovy dřevěné objekty, přestože byly založené na geometrických principech, nesly stopy autorského rukopisu a tím poněkud vybočovaly z přísně racionální tvorby ostatních konstruktivistů, kteří kladli důraz na dokonalé materiálové zpracování. Kratina jimi přinášel princip hry, který nebyl obvyklý a byl v rozporu s geometrizující podobou děl. Opracování dřeva však pro jeho záměry nebylo dostatečně precizní a kromě toho dřevo podléhalo klimatickým vlivům a sesychání a ztěžovalo tak polohování objektů. Aby dosáhl větší přesnosti a lehčí manipulovatelnosti skladebných prvků, začal Kratina nahrazovat dřevo kovem. V letech 1975-1976 použil pro několik variabilů plexisklo kvůli jeho transparentnosti, ale problémy s opracováním ho brzy odradily. Na přelomu 60. a 70. let se Kratina vrátil ke grafice a vytvořil sérii barevných serigrafií.

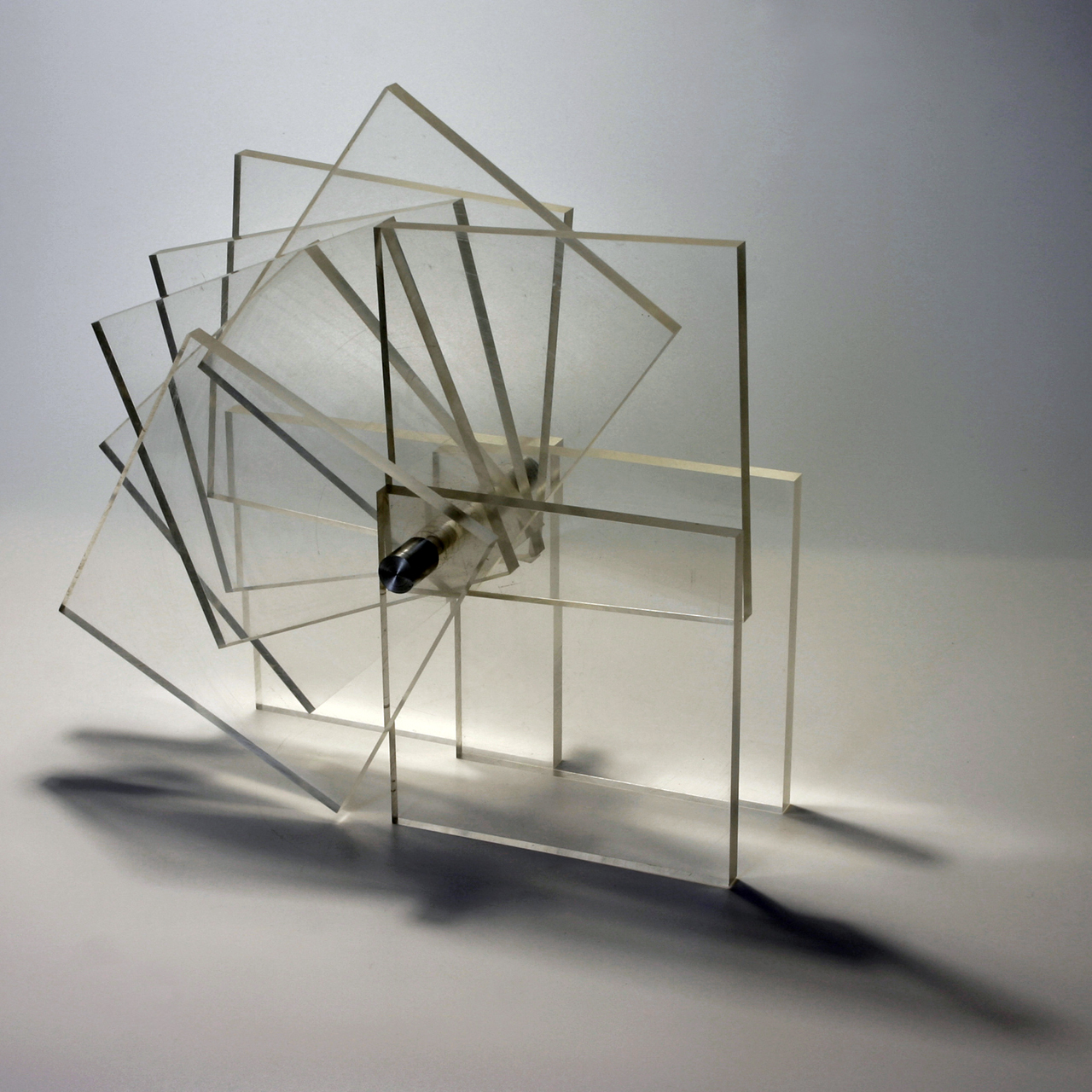
Radoslav Kratina, Variabilní objekt z organického skla (1971)
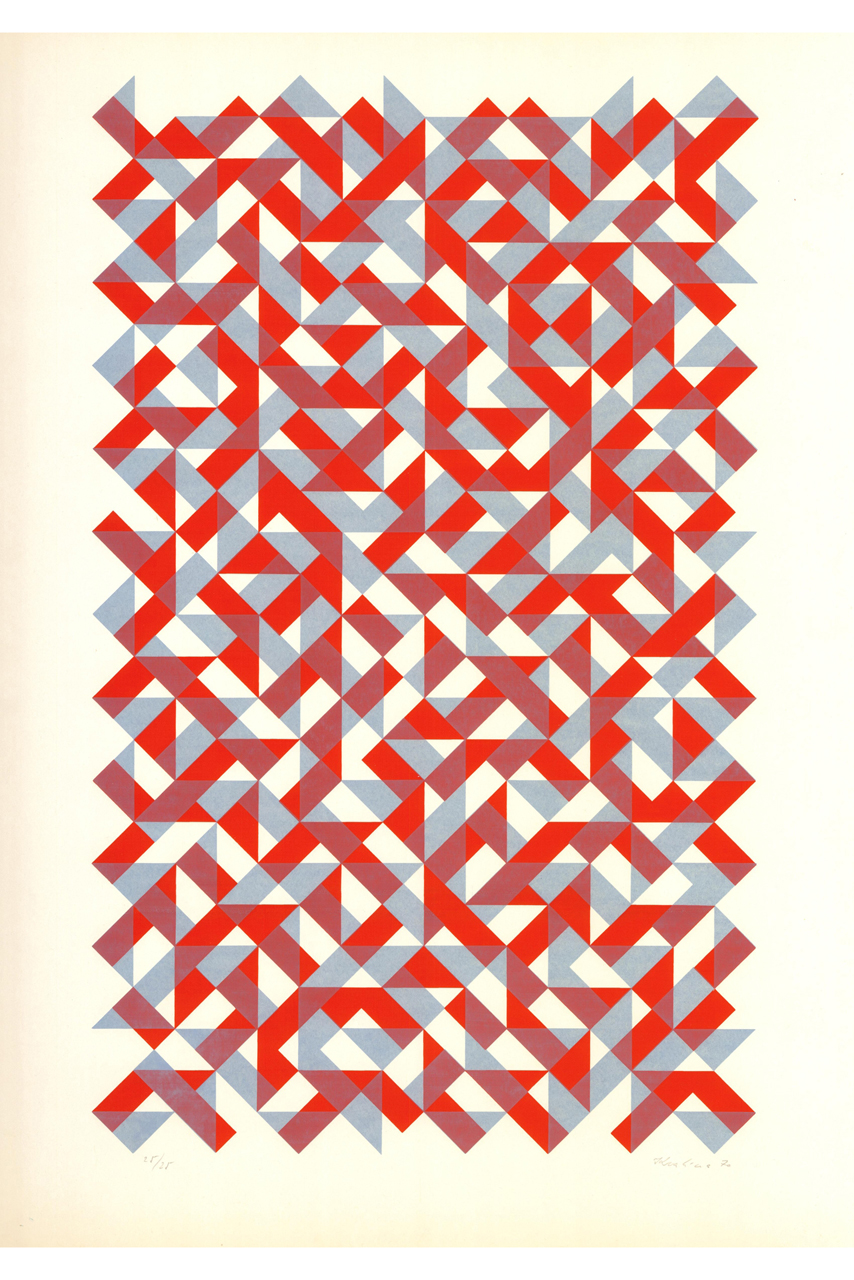
Radoslav Kratina, Kompozice I, serigrafie (1970)
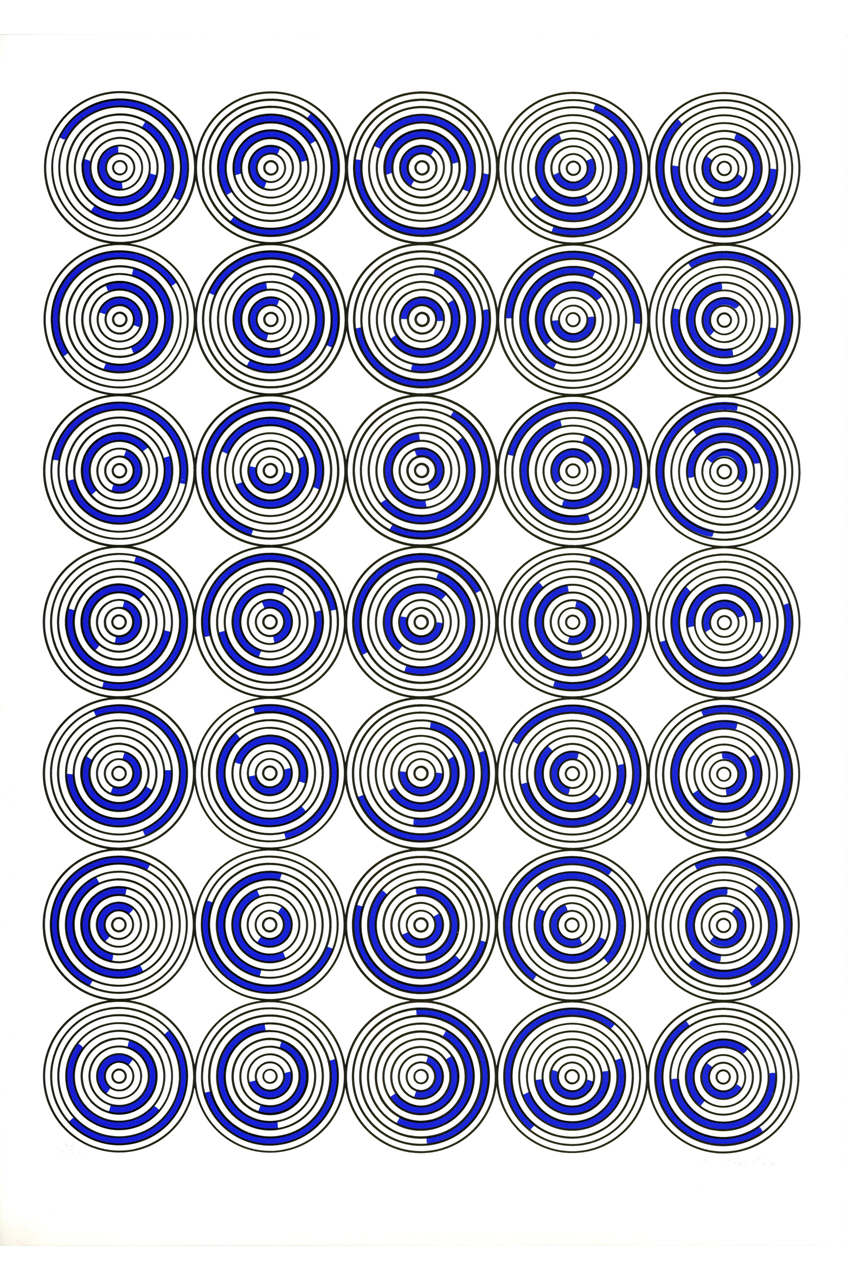
Radoslav Kratina, Kompozice II, varianta, serigrafie (1970)
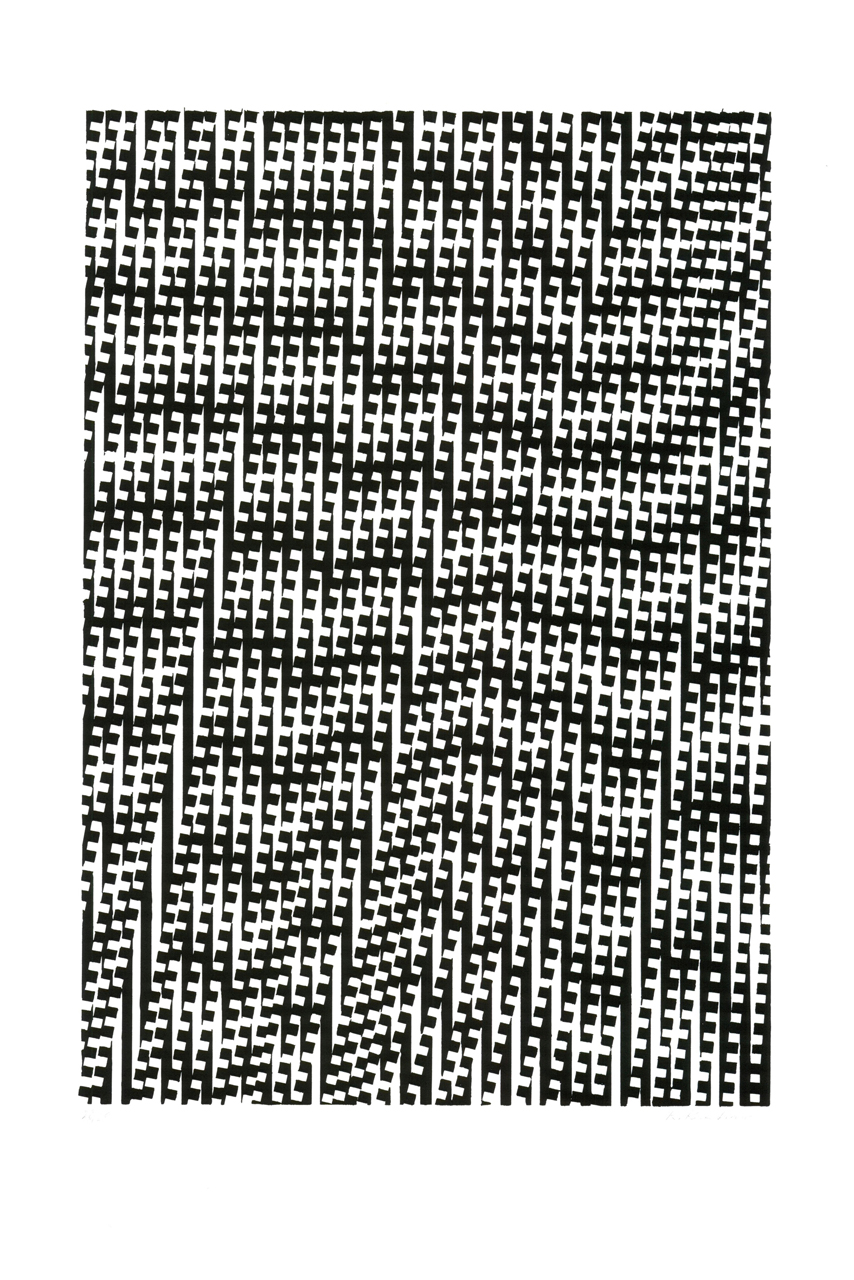
Radoslav Kratina, Kompozice (černobílá), serigrafie (1972)
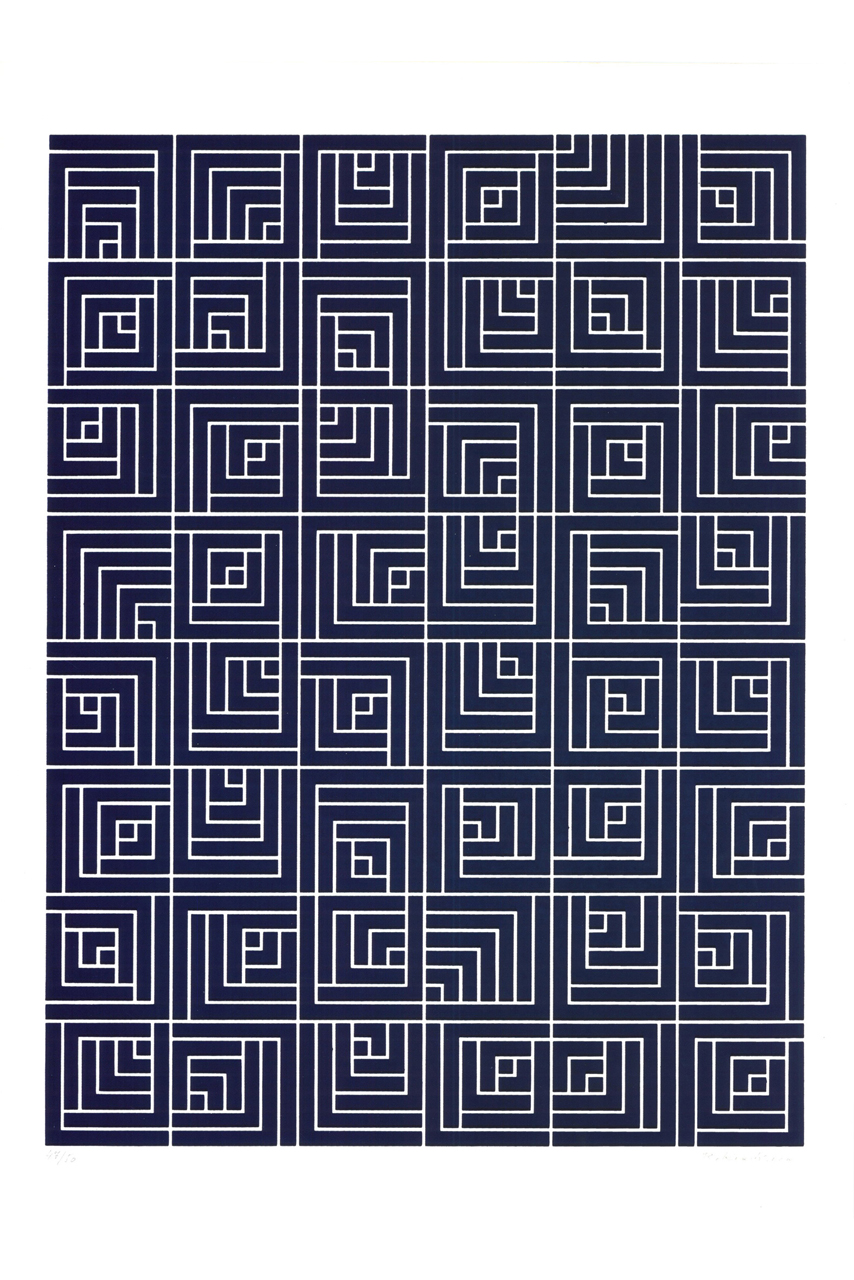
Radoslav Kratina, Černobílá serigrafie (1972)

### Vrcholná tvorba
Precizní tvar strojově opracovaných kovových dílů umožnil složitější prostorová i tvarová řešení. Zpočátku nakupoval prefabrikované profily v prodejně s hutním materiálem ale postupem času našel řemeslníky, kteří byli schopni sochy vyrobit a sestavit podle jeho nákresů. Kratina potlačil subjektivitu osobitého rukopisu a dospěl k racionálnímu výtvarnému projevu, který odpovídal odosobněným univerzálním formám geometrie. Pro svůj první kovový variabil použil duté hliníkové válce (Kovový objekt I, 1970), ale nebyl spokojen s optickými vlastnostmi materiálu a pro další díla volil chromované nebo niklované železo a mosaz nebo aluminium a lehký dural. Základ variabilů zprvu tvořily jednoduché geometrické elementy, jako části koule, hranoly, válce a krychle, s povrchem upraveným leštěním, matováním nebo začerněním. Sestavoval je způsobem, který umožňoval samostatný pohyb každého elementu nebo celých os, na kterých byly upevněny. Objekty neprojektoval jako matematicko-geometrické úlohy, ale nechal se inspirovat reálnými předměty, jako je dřevěný skládací metr, cisternový vlak, lukostřelecký terč, rastr kovové rohože, apod.
První Kratinovy transformovatelné objekty byly upevněny v jednoduchém rámu, někdy zpevněném mřížkou (Kovové tyčky v rámu, 1970-1971, Chromovaný hřivnáč, 1971, Kosené válce v rámu, 70. léta). Prvním variabilem na vertikální ose byly duralové Teleskopické trubičky (1973) a Obdélníkové plexisklové elementy (1975). Zpočátku používal běžně dostupný kovový materiál jako trubky, hranolky, kovovou kulatinu, kuličky, podložky nebo jehlice a dráty. Brzy cítil potřebu větší variability tvarů a nové díly si nechal podle vlastních technických výkresů zhotovit v soustružnické a frézařské dílně. Ty pak spojoval osami, klouby nebo čepy do variabilních sestav. Kratina si byl dobře vědom unikátnosti jím objeveného systému a neustále hledal nové geometrické formy, které v jedné poloze představovaly přísný geometrický řád a v jiné zdánlivý chaos. V 80. letech sestavoval z kovových nástavných elementů vertikální variabily (od 90. let nazývané transformovatelné objekty) o více osách, které umožňovaly vzájemně nezávislý pohyb směrem do prostoru. Jeho konstrukce nezpodobují nic konkrétního, ale jsou novými neutilitárními předměty, jejichž cílem jsou estetické zážitky z prostorových nestálých vymezení.

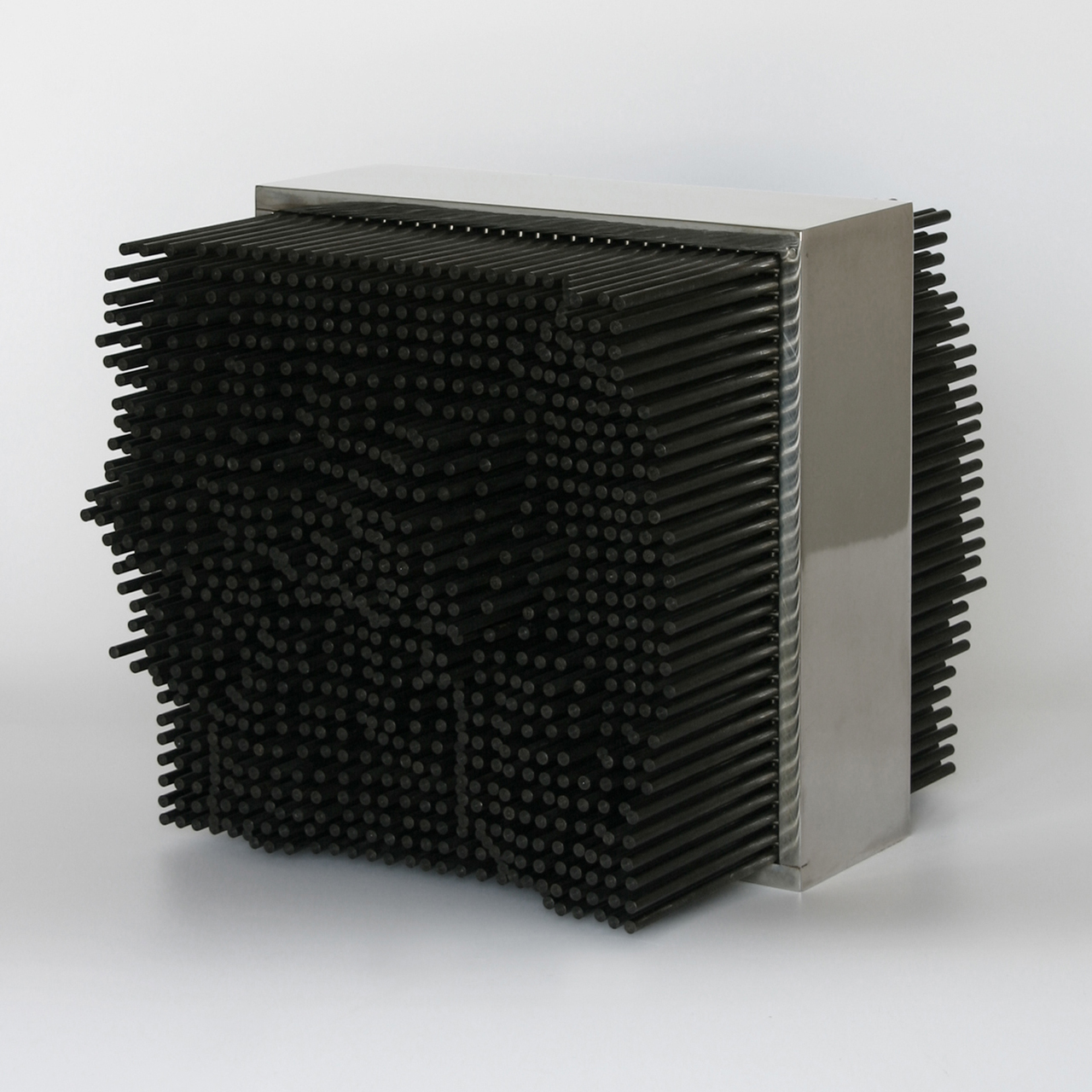
Radoslav Kratina, Kovové tyčky v rámu (70. léta)
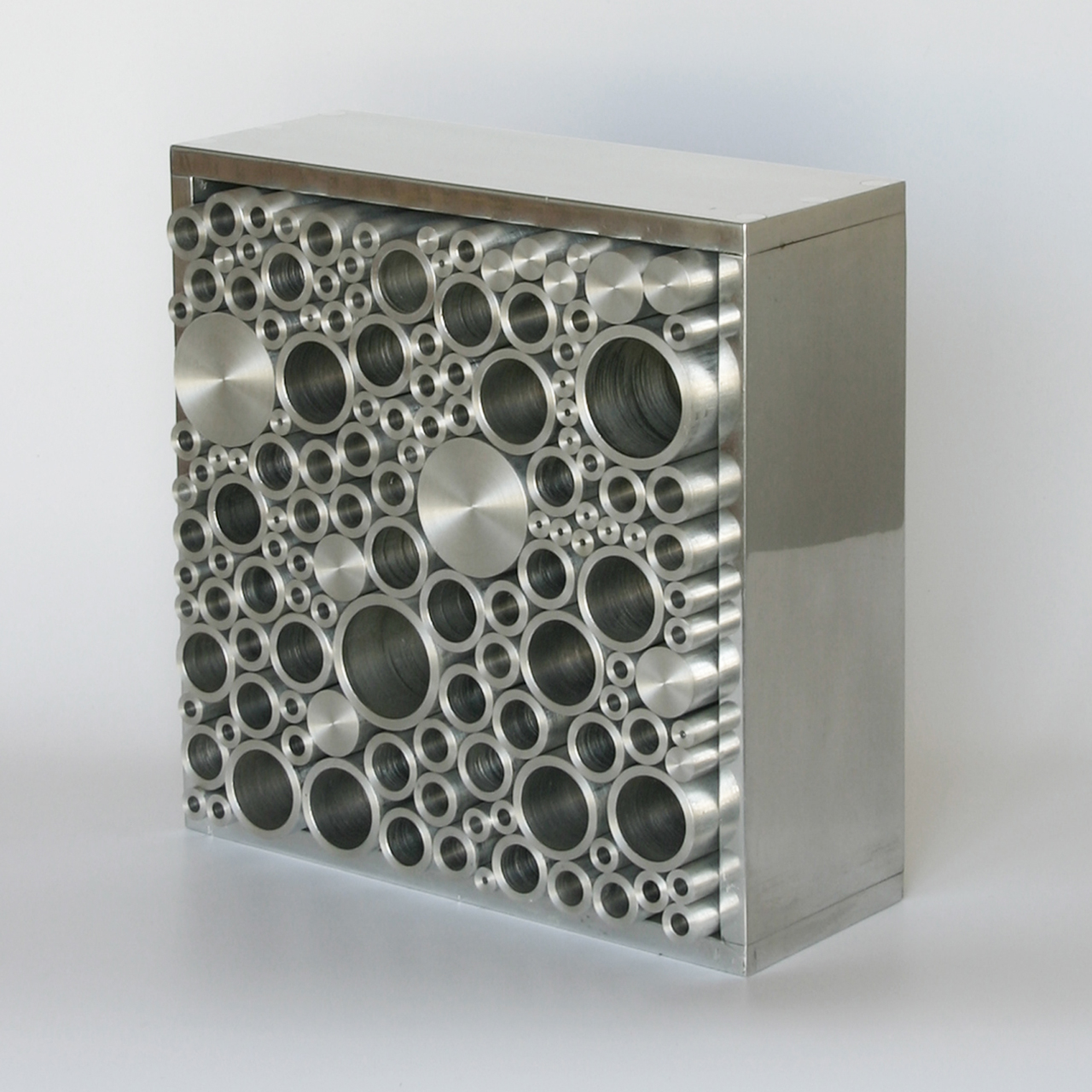
Radoslav Kratina, Krátké válečky v rámu (1978–1979)
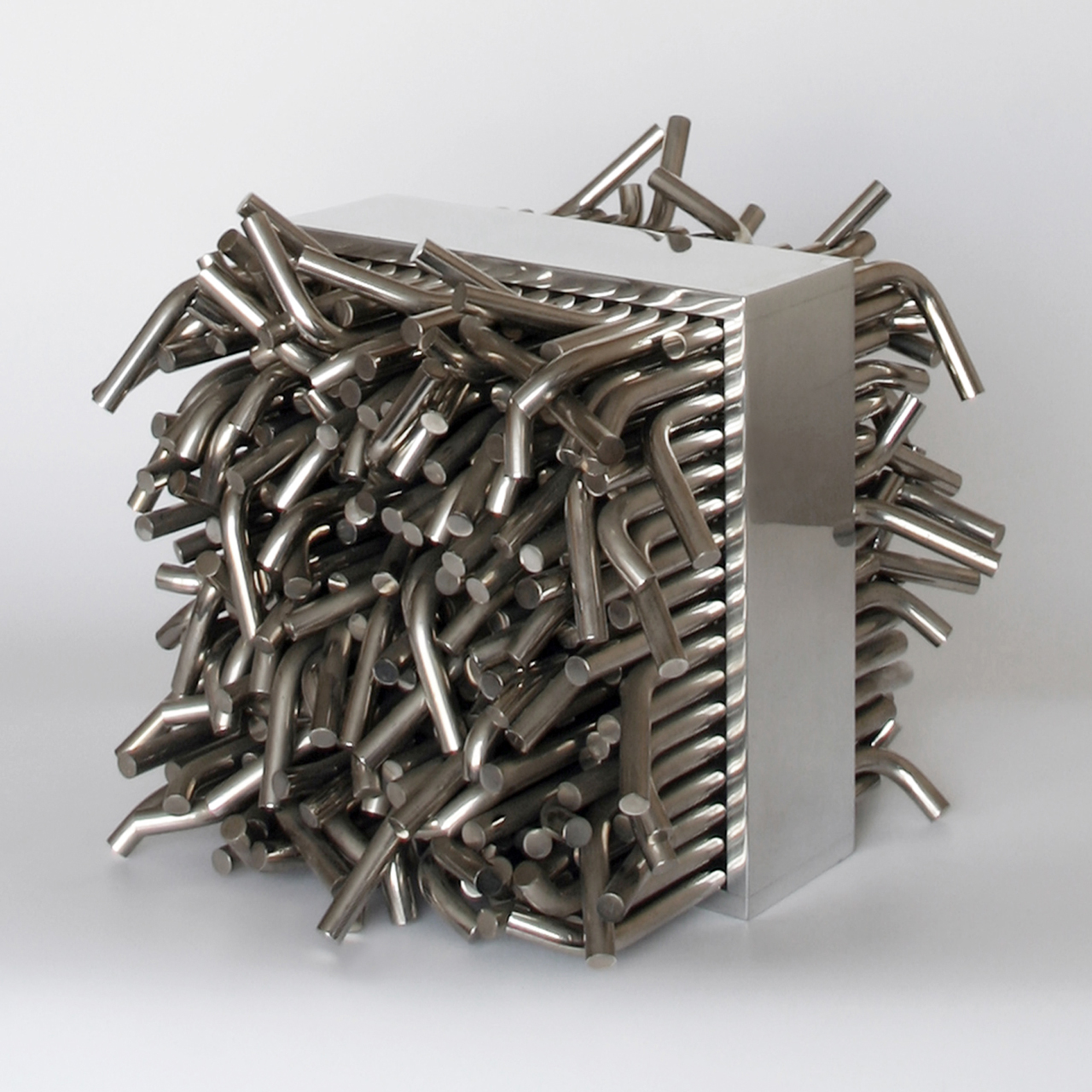
Radoslav Kratina, Zahnuté kovové tyčky v rámu (70. léta)
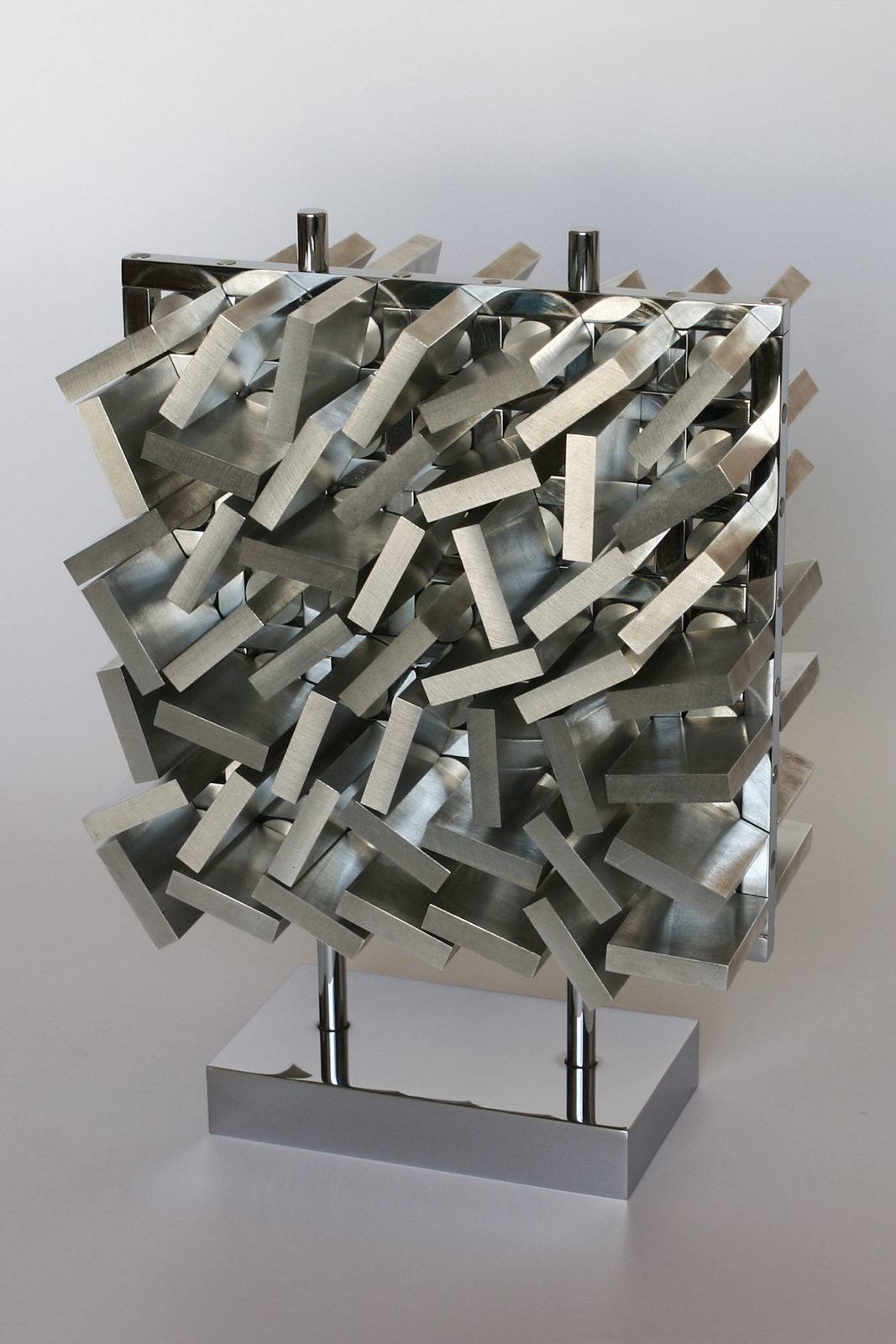
Radoslav Kratina, Otočné hranolky (1. pol. 80. let)
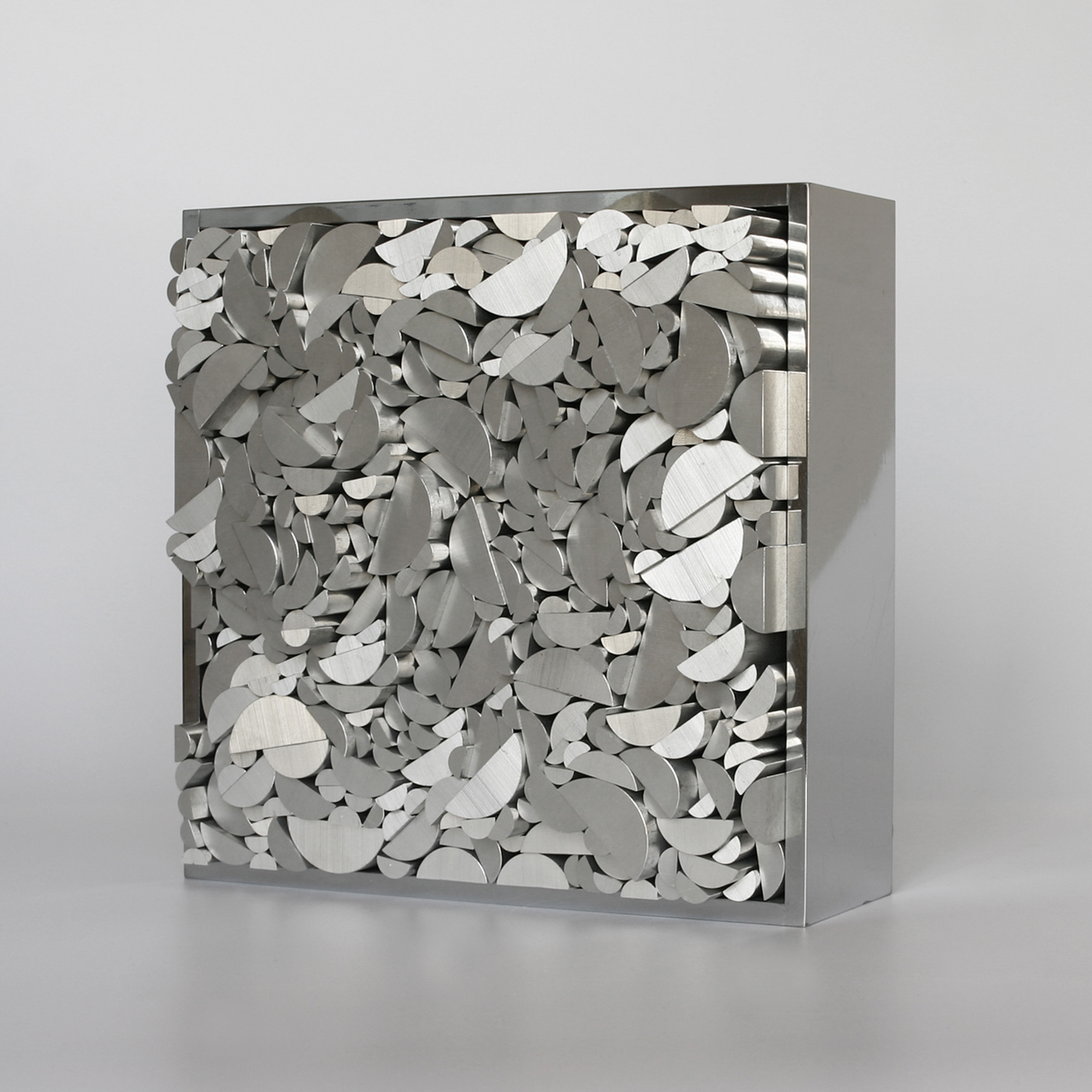
Radoslav Kratina, Úseče válců v rámu (80. léta)
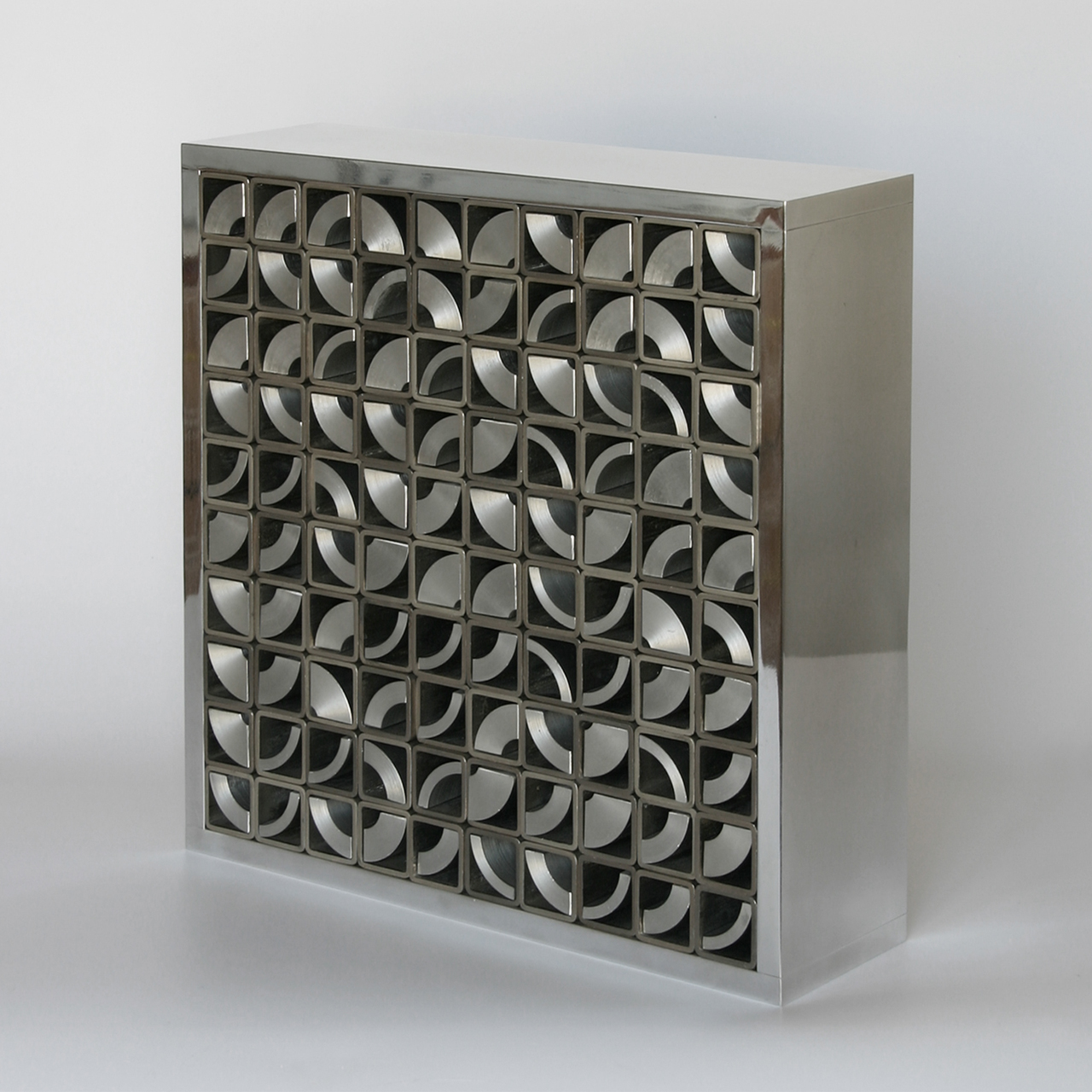
Radoslav Kratina, Čtvrtkruhy v rastru (80. léta)

Kratinova díla byla převážně komorní a výtvarník se bránil jejich převedení do větších rozměrů, protože by se vytratil jejich původní záměr. V 80. letech učinil jedinou výjimku, když dostal spolu s dalšími výtvarníky nabídku architektů Ladislava Lábuse a Aleny Šrámkové, aby se podílel na výtvarném řešení nového obchodního centra Lužiny. Roku 1983 navrhl Transformovatelný objekt z barevných kovových válečků o rozměru 3 x 6 m pro vstup do obchodu s galanterií. Dílo bylo osazeno až roku 1991 a po několika letech deinstalováno. Ze šrotu ho vykoupil pro NTM ředitel Ivo Janoušek. Ve skladu NTM bylo poškozeno během povodní a definitivně zachráněno a restaurováno pro výstavu Radka Kratiny v Galerii hlavního města Prahy roku 2013.

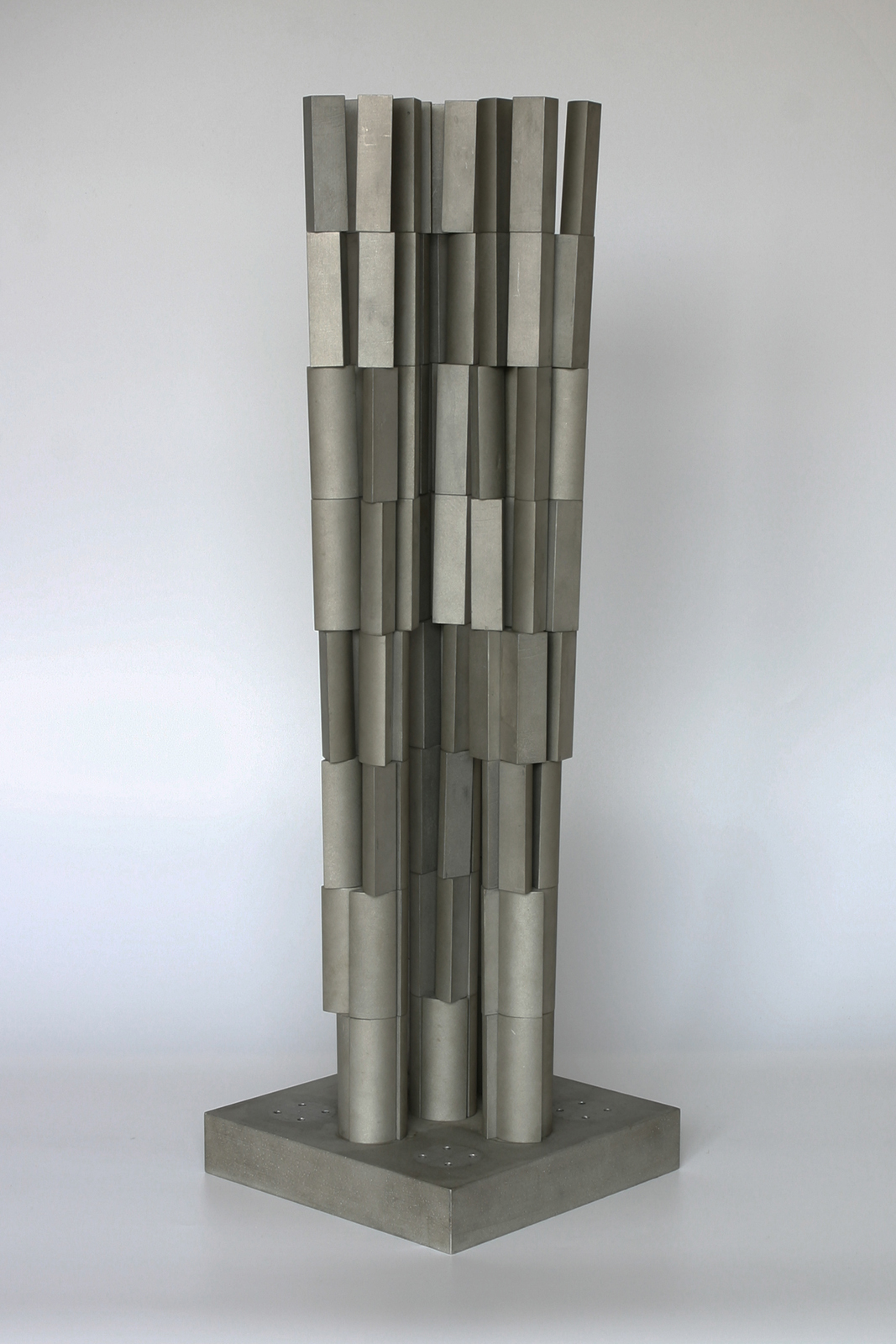
Radoslav Kratina, Kovový variabil - hranolky a válce (70. léta)
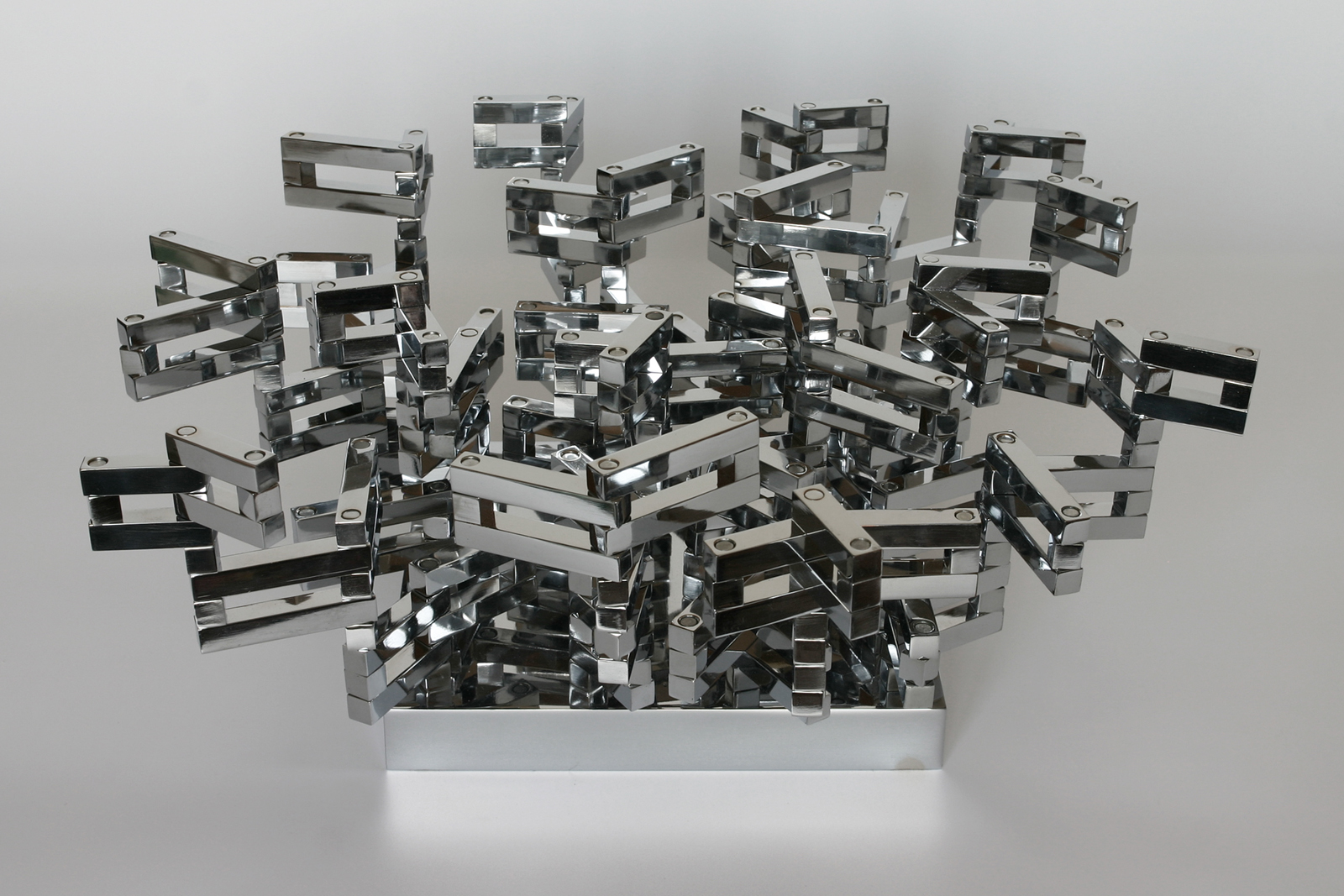
Radoslav Kratina, Kovový variabil s rámečky (1982)
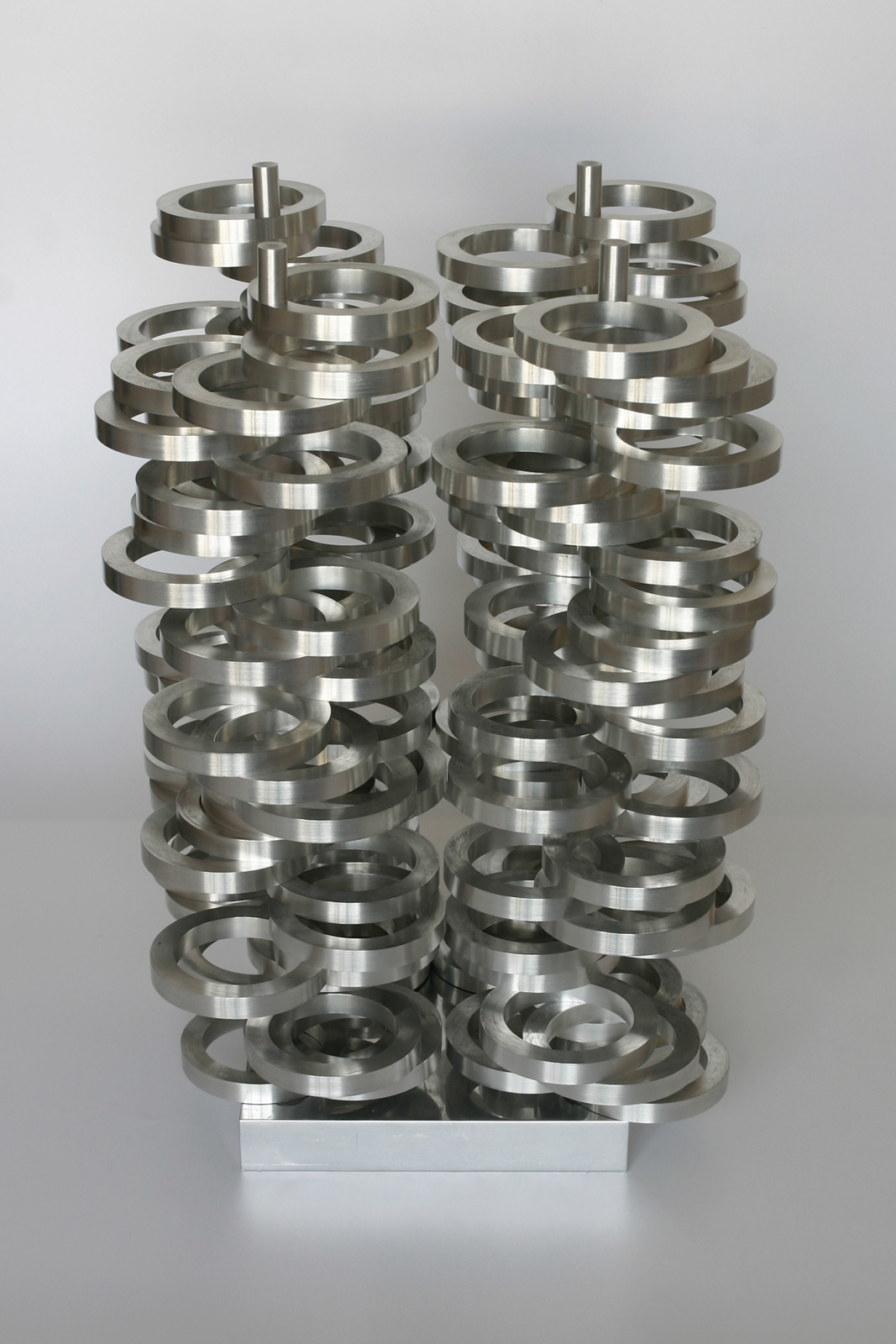
Radoslav Kratina, Horizontální kroužky na čtyřech osách (80. léta)
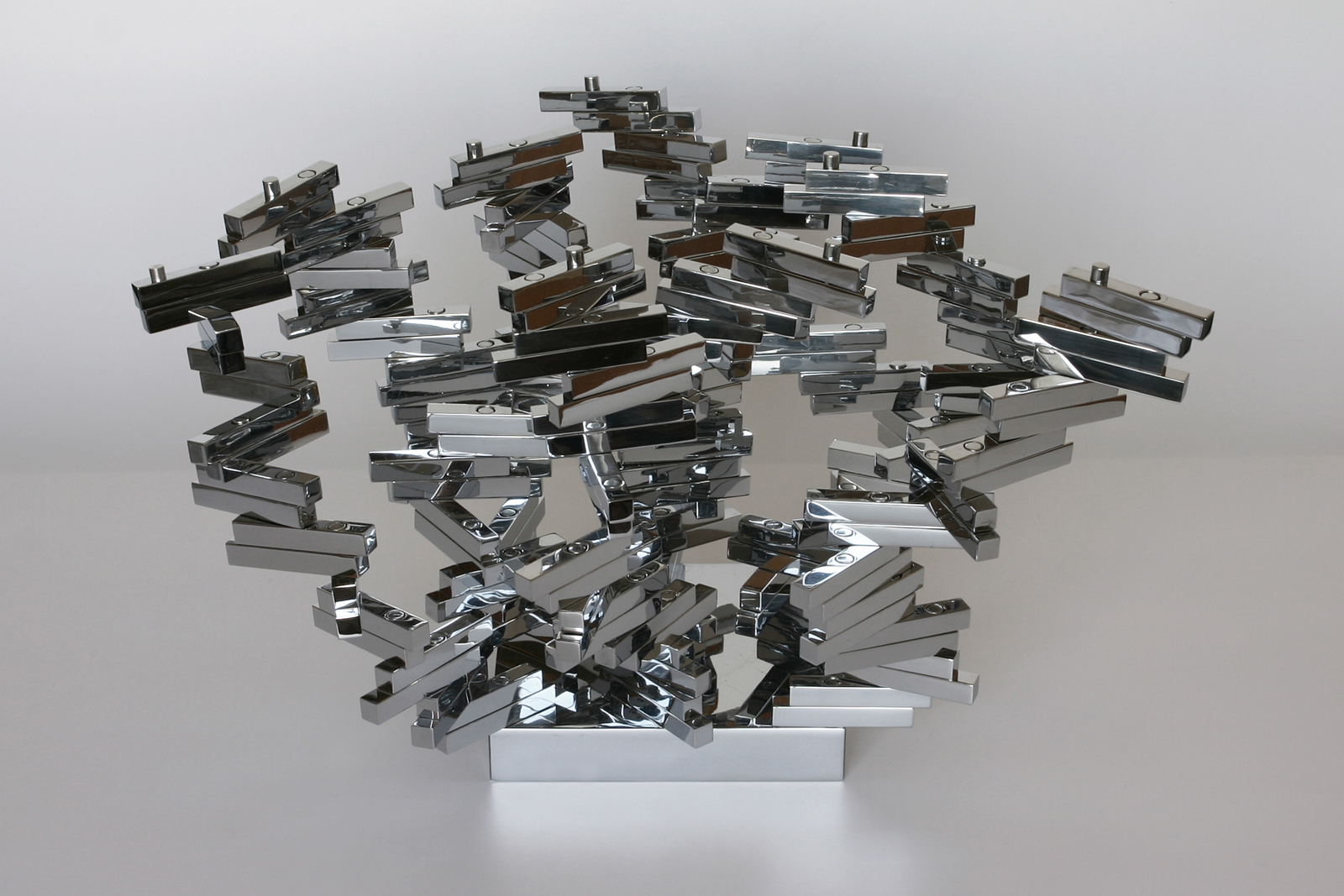
Radoslav Kratina, Kovový variabil (80. léta)
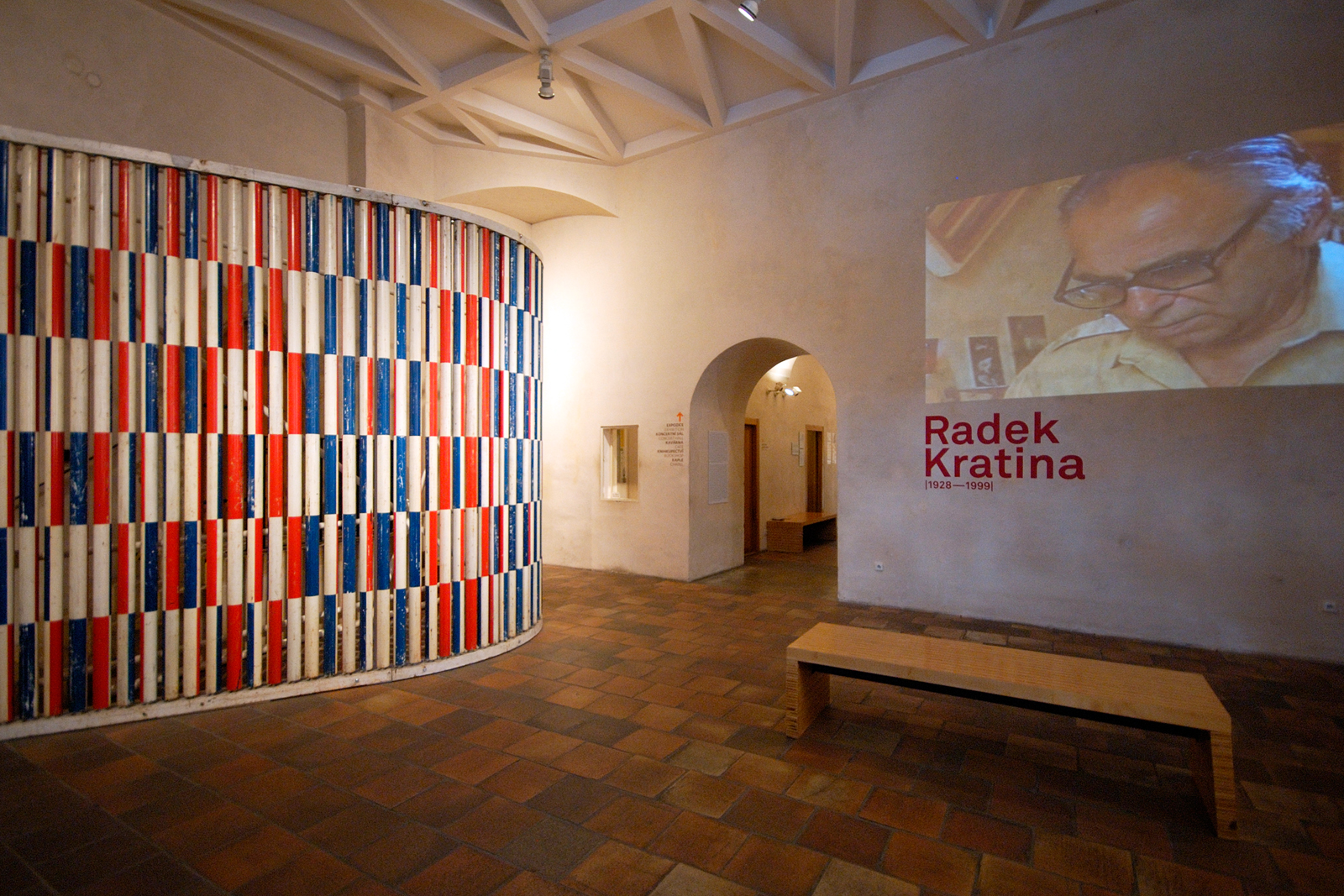
Radoslav Kratina, Transformovatelný objekt (1983)

Kratinovy variabily , které sám nazýval "skýtačem možností", vznikly s cílem zapojit do jejich proměny diváka. Jeho záměrem bylo poskytnout mu přímý kontakt s dílem a spoluautorství na seberealizaci ve výtvarné oblasti. Považoval to za humánní a demokratičtější ideu, než je pouhé pasivní pozorování kinetické plastiky. Kratina však paradoxně po celou dobu normalizace nesměl vystavovat (s výjimkou několika výstav v zahraničí) a jeho dílo vznikalo v téměř naprosté izolaci. Autor nehledal estetický účinek v monumentálních geometrických formách minimal artu, ale v jemných nuancích struktury komorní plastiky. Stejně tak odmítl atraktivní dynamický pohon kinetického umění a dal přednost skromné manuální kombinatorice. Tyto jeho "hračky pro dospělé", jak je nazval Arsén Pohribný, skutečně nabízely nekonečné možnosti proměn. Kratina však klade meze herní anarchii a trvá na morálních kvalitách a vlastní odpovědnosti za zadání prvků hry i na identitě sochařské myšlenky, která neztrácí individuální rukopis ani tváří v tvář nekonečným možnostem variací konkrétního variabilu.

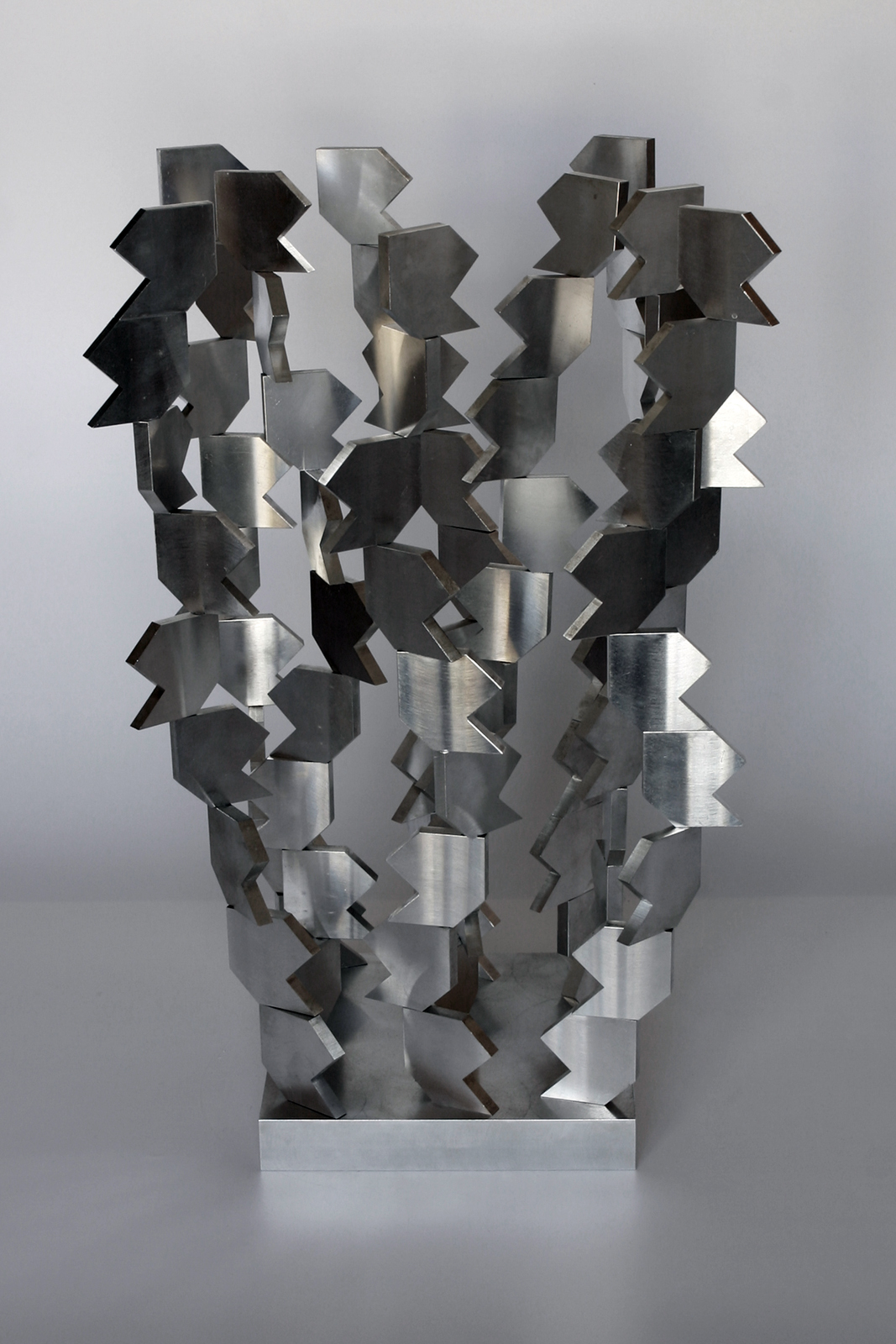
Radoslav Kratina, Kovový variabil (konec 80. let)
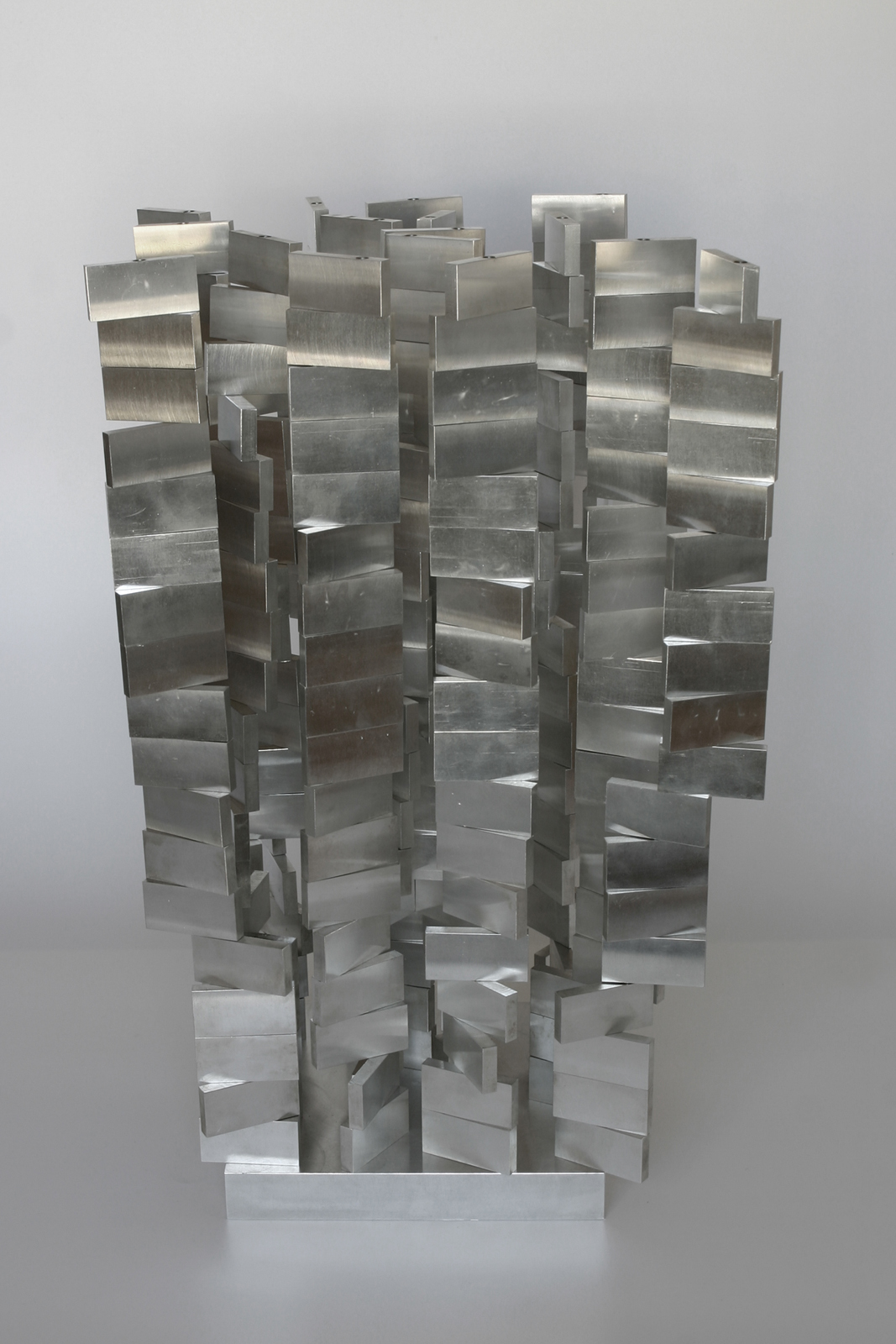
Radoslav Kratina, Kovový variabil (90. léta)
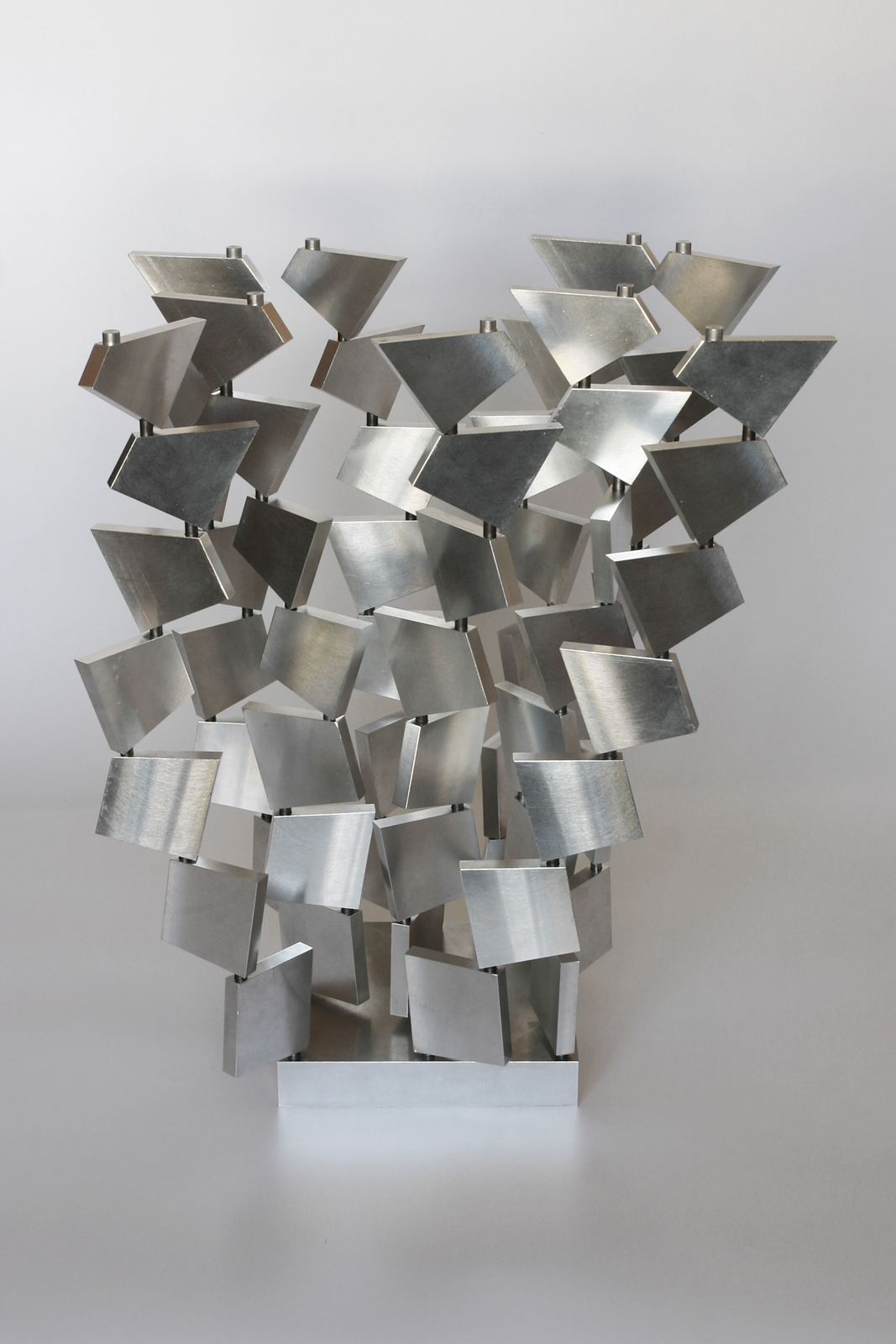
Radoslav Kratina, Kovový variabil s kosodélnými elementy (1995)
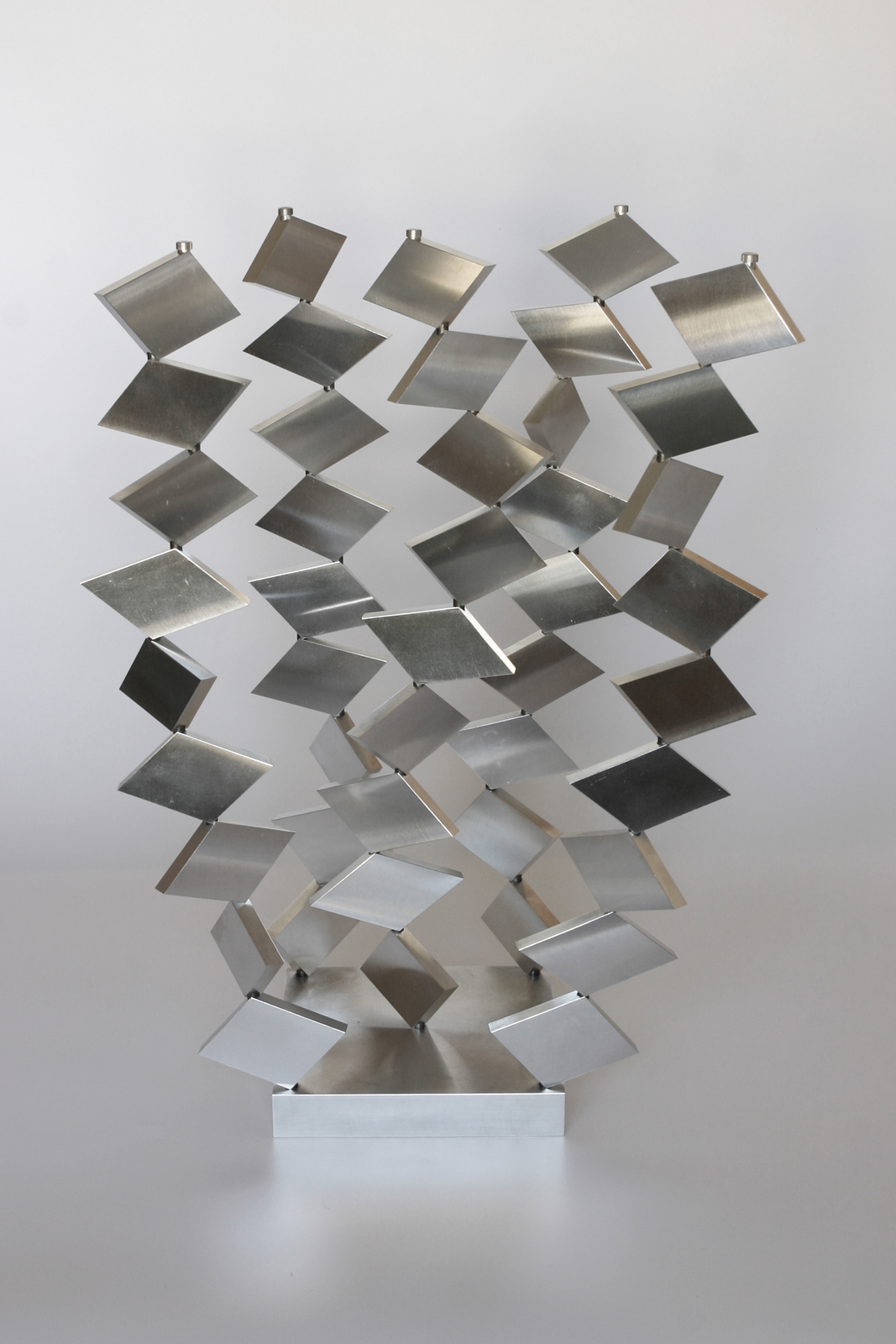
Radoslav Kratina, Variabil se čtvercovými elementy (90. léta)
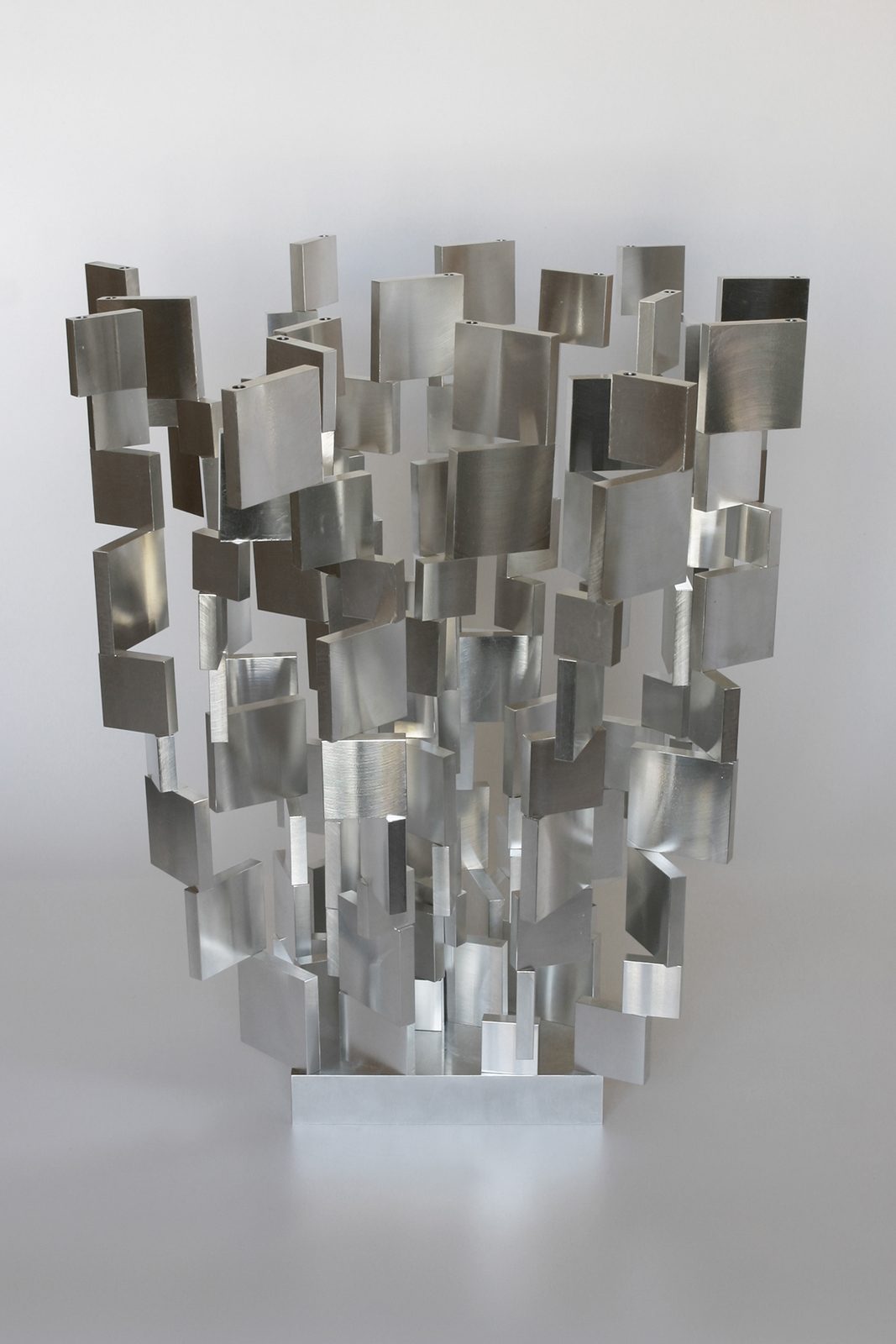
Radoslav Kratina, Čtvercové elementy (90. léta)

Na rozdíl od kinetických objektů, které pohání motor, je tato koncepce, spoléhající na aktivní vtažení diváka do procesu tvorby, zcela jedinečná. Není cílem, ale pouze prostředkem k vytvoření výsledné varianty. V tom souvisejí variabilní objekty s někdejšími Kratinovými návrhy dětských hraček, které měly osy umožňující jiné nastavení jednotlivých částí. Kratinovy variabily jsou ale díla s vlastním estetickým vzhledem a geometrickým řádem, které neusilují o podobnost s něčím reálným ale zobrazují pouze sebe sama. Variabil odlišuje od klasické sochy jeho prorůstání prostorem, podobné konstrukci větví, vyplňujících vnitřek koruny stromu. Variabil prostor člení a nabízí průhledy, jemné nuance vzdáleností a vztahů, protínání a křížení těles, kontrasty a rytmy, které lze vnímat jako prostorovou krásu plnou vzruchu. Nastavitelnost prvků v celém rozsahu 360 stupňů dovoluje využít bohatou škálu světel a stínů, které rytmizují povrch objektu a dotvářejí výsledný dojem. Objekty, jejichž základní formace je volným arsenálem elementů, snadno překračují svůj základní rozměr, někdy několikanásobně. Expanzi do prostoru umožňují buď pohyblivé svislé osy, na kterých jsou elementy navlečeny, nebo jejich spojení pohyblivými čepy či teleskopické prodloužení dutých prvků. Mechanický princip aditivní sestavy geometrických elementů tak přesahuje rigorózní schémata geometrické abstrakce a podivně přerůstá v organický princip života a růstu.

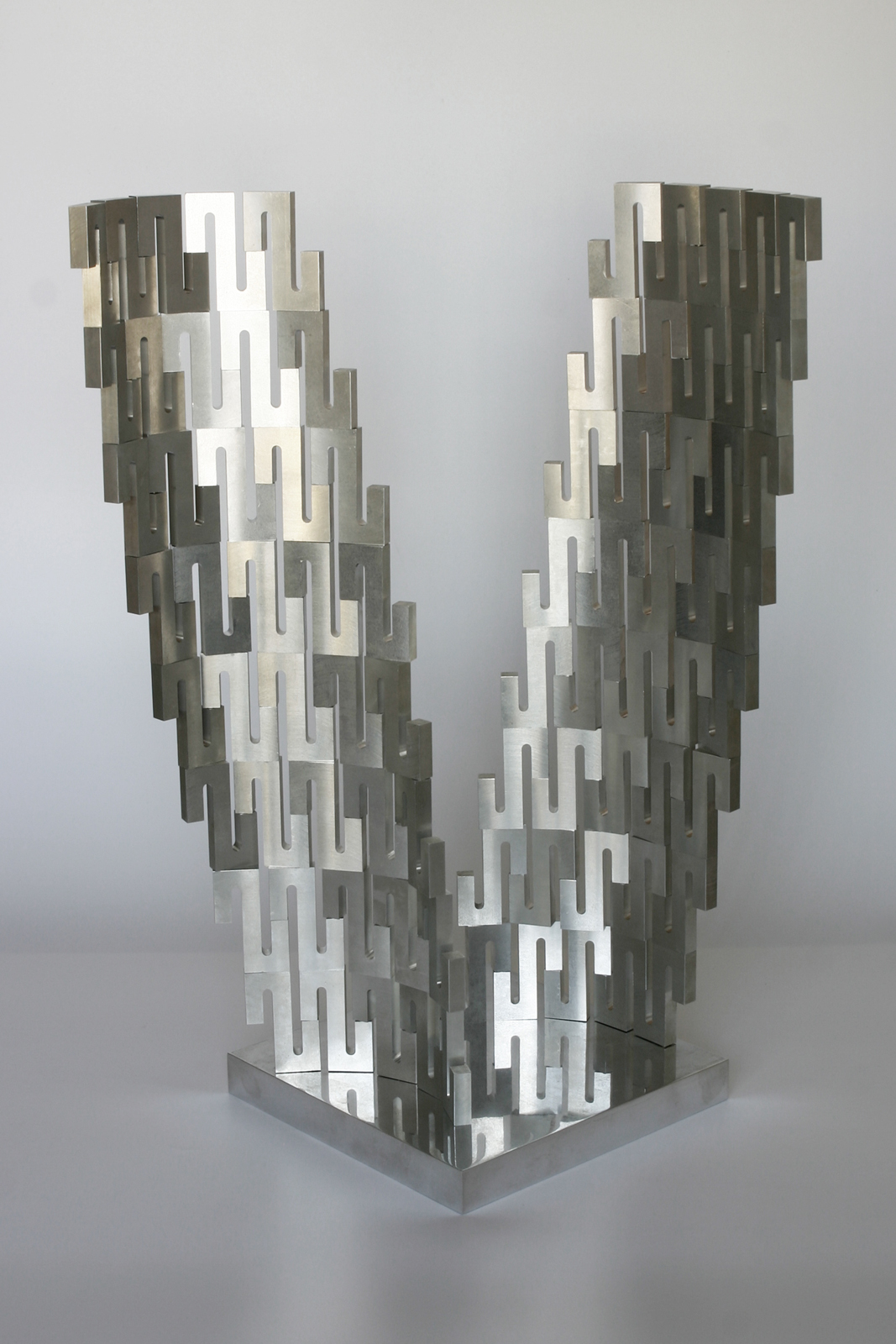
Radoslav Kratina, Elementy tvaru S (90. léta)
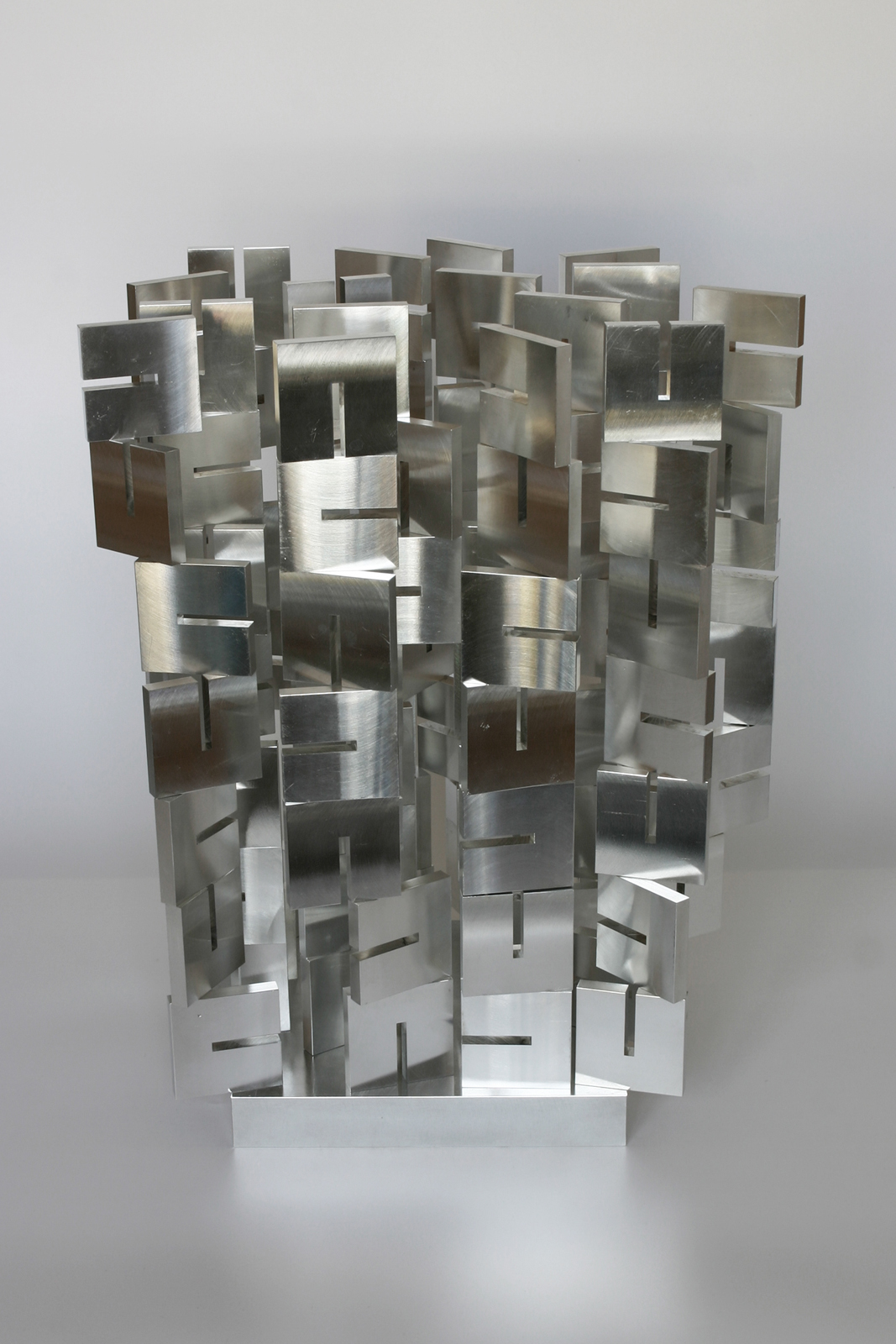
Radoslav Kratina, Čtvercové elementy se zářezem (nedatováno)
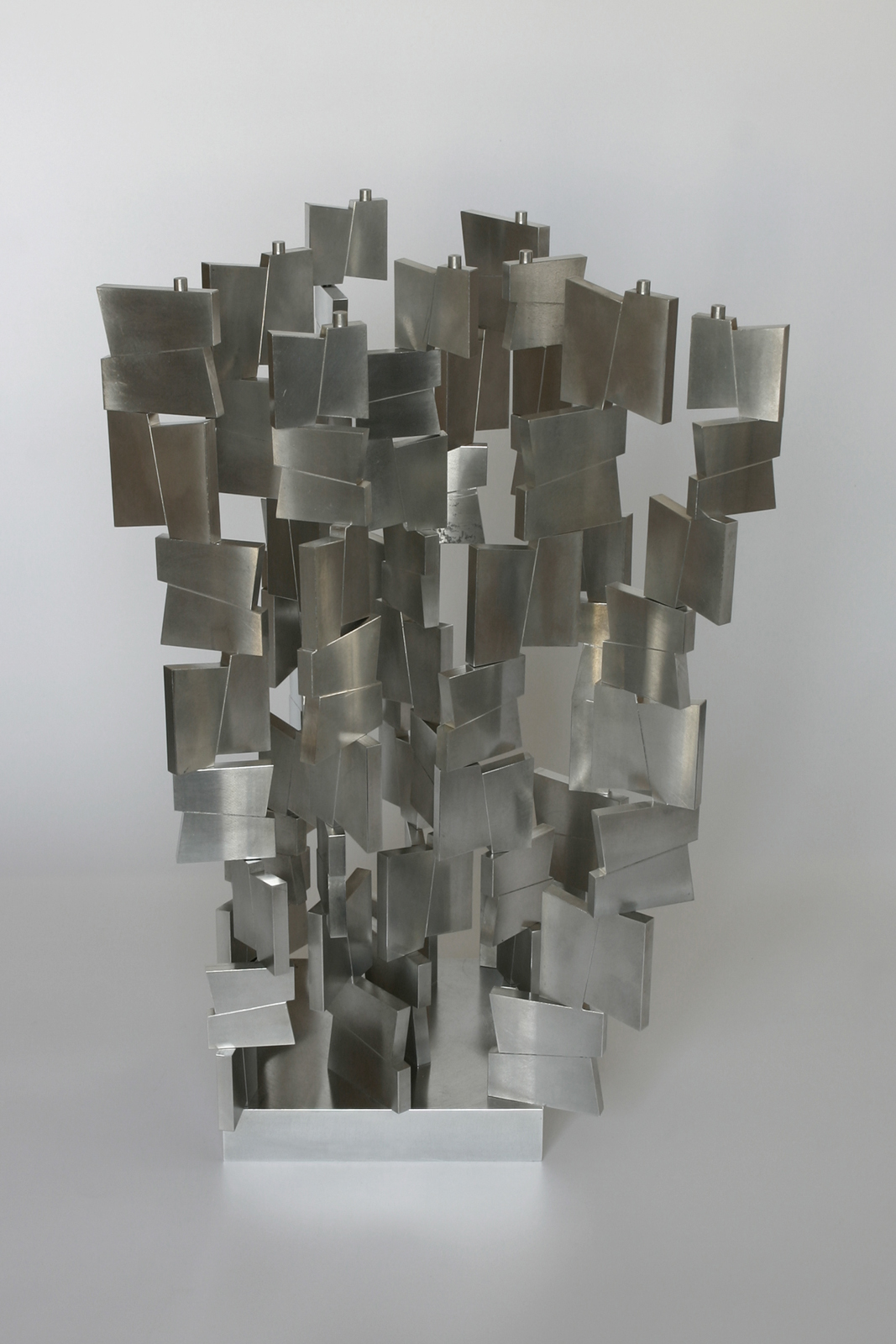
Radoslav Kratina, Kovový variabil s devíti osami (nedatováno)
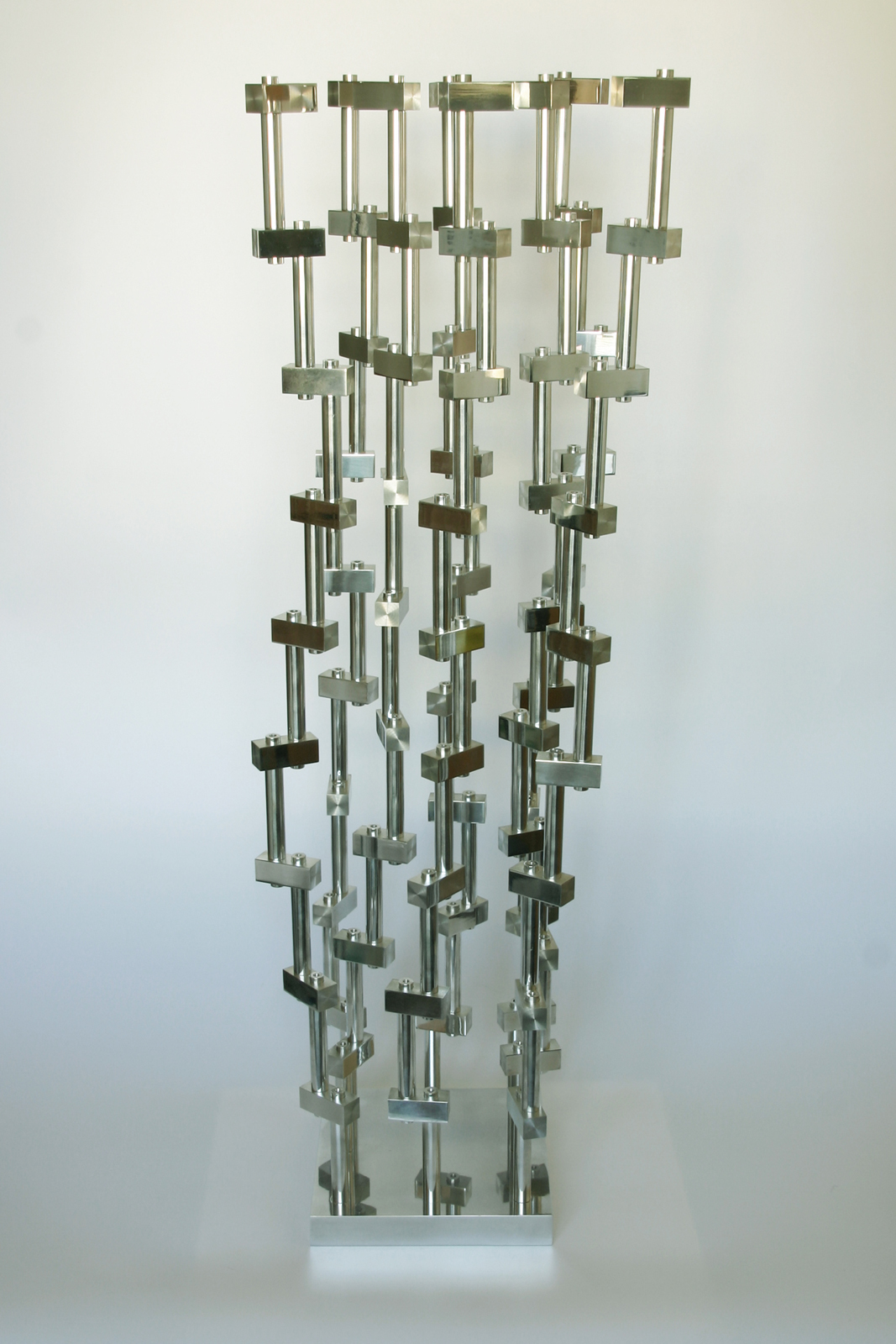
Radoslav Kratina, Kovový variabil (nedatováno)
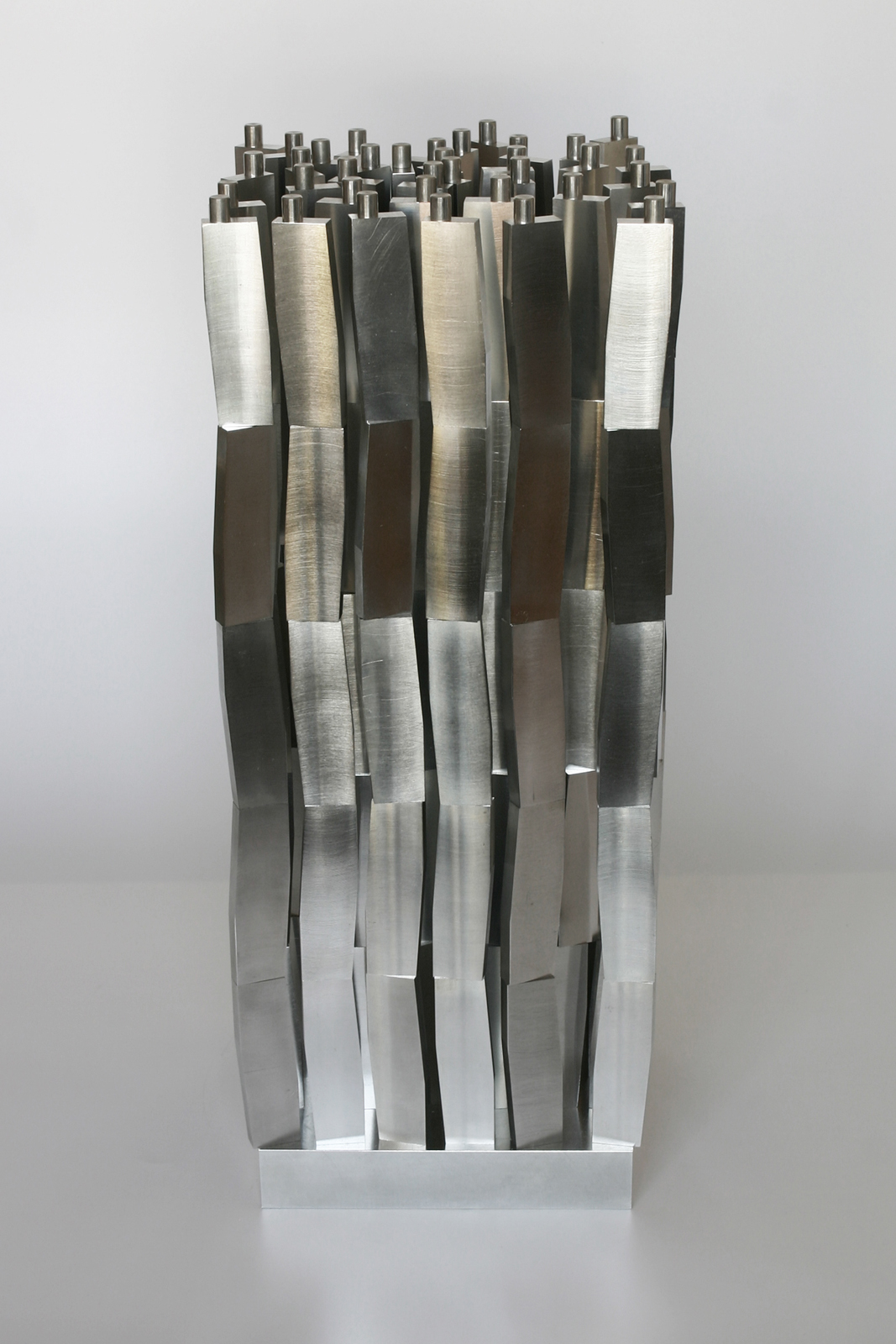
Radoslav Kratina, Kovový variabil s 36 osami (nedatováno)

Kratinův koncept tvorby je unikátní i v tom, že díla nemají žádný začátek a konec a jsou pojata jako řetězící se celek. Autor se někdy vrací k obměnám vyzkoušených řešení (Dřevěný hřivnáč, 1967, Kovový hřivnáč, 1979), ale jeho pracovní postup spočívá v hledání stále nových racionálních konstrukčních sestav objektů. Díla záměrně nejsou datována ani signována, dovolují libovolný cizí zásah a pracují s odosobněnými geometrickými tvary, jaké lze snadno replikovat. Mohou být vržena do prostoru a času beze jména jako míč. Kromě estetického zážitku nabízejí i pocit manipulátora a zážitek ze samotné hry, jako prostoru kreativity a svobody. Struktura složená z velkého počtu prvků téhož druhu nebo omezeného množství více druhů je přístupná smyslovému vnímání i intelektuální interpretaci. Přestože transformovatelné objekty nemají žádnou základní konfiguraci, lze v nich odlišit stav maximální uspořádanosti, který stojí v kontrastu k ostatním, více či méně entropickým variantám.
Zatímco dřevěné Kratinovy objekty ze 60. let se zřetelně zařazují do dekády, kdy vznikly a jsou rustikalizovanou variantou geometrického umění, jeho kovové objekty se ve své mnohotvárnosti a vzájemné morfologické provázanosti vzdalují dobovému uměleckému dění a získávají nadčasovou platnost. V 90. letech se v geometrickém umění projevuje zájem o tematiku nepravidelnosti a rozvolnění pravidelně uspořádané struktury, který se odrazil i v Kratinově díle. Variabilita Kratinových objektů, pro kterou bylo obtížné jeho díla zařadit a působila jaksi rušivě, patří do nejednotného proudu uměleckých projevů, které se jevově různí, ale směřují ke stejnému cíli - k novému ohledávání místa člověka ve světě, k novému hodnocení všech věcí a vztahů, přezkoumávání vžitých souvislostí a vazeb, k prvotnímu úžasu. Objekty Radoslava Kratiny mají schopnost obstát s uměním jeho doby i s uměním, které přichází. Oslovují člověka v základních danostech jeho existence, jakými jsou souhra zraku a hmatu, uchopení předmětu, pohyb rukou a estetický zážitek z takového jednoduchého úkonu.

### Zastoupení ve sbírkách
- Národní galerie Praha[66]
- Moravská galerie v Brně[67]
- Muzeum města Brna
- Galerie hlavního města Prahy
- Uměleckoprůmyslové museum v Praze
- Galerie Klatovy / Klenová[68]
- Muzeum Narodowe Wrocław
- Muzeum Sztuki w Łódzi
- Staatliche Kunstsammlungen Dresden
- Institut für moderne Kunst, Norimberk
- Galerie umění Karlovy Vary
- Galerie výtvarného umění v Ostravě
- Museum Kampa - Nadace Jana a Medy Mládkových, Praha
- Oblastní galerie Liberec
- Severočeská galerie výtvarného umění v Litoměřicích
- Západočeská galerie v Plzni
- Galerie Benedikta Rejta, Louny
- Galerie města Brna
- Galerie Zlatá husa, Praha
- Oblastní galerie Vysočiny v Jihlavě
- Východočeská galerie v Pardubicích

### Výstavy

#### Autorské (výběr)
- 1966 Objekty a variabily Radka Kratiny, Divadlo hudby, Ústí nad Labem
- 1967 Radek Kratina: Objekty a variabily 1963 - 1966, Oblastní galerie Vysočiny v Jihlavě
- 1967 Radek Kratina: Objekty, variabily, monotypie, Galerie Jaroslava Krále, Brno
- 1967 Radoslav Kratina, Galerie bratří Čapků, Praha
- 1967 Radek Kratina: Variabily, Galerie Benedikta Rejta, Louny
- 1969 Radek Kratina, Jiří Valenta, Galerie Tvář, Havířov, Klub pracujících, Milevsko
- 1970 Demartini, Kratina, Alšova síň UB, Praha
- 1978 Radek Kratina: Objekty, variabily, monotypie, Sonnenring Galerie, Rotemburg
- 1988 Zdeněk Sýkora: Obrazy, Radek Kratina: Objekty, s textem R. Kratiny: Skutečný pohyb jako možnost, Atrium, Praha
- 1989 Radek Kratina: Variabily a objekty, Kabinet užitého umění, Brno
- 1990 Králík, Kratina, Okresní muzeum Českého ráje
- 1990 Zippe, Kratina, Art galerie, Žďár nad Sázavou
- 1990 Zdeněk Prokop, 10 objektů R. Kratiny, Jičín
- 1991 Zippe, Kratina, Galerie U bílého jednorožce, Klatovy, České kulturní středisko Bratislava, Tatranská galéria, Poprad
- 1991 Chatrný, Kratina, Galerie umění Karlovy Vary
- 1991 Radek Kratina: Transformace, Galerie Benedikta Rejta, Louny
- 1991 Radek Kratina: Variabile, Z-Galerie Operngasse, Vídeň
- 1992 Kulturní středisko ČSSR, Berlín (s V. Hulíkem)
- 1993 Kratina, Pešek, Galerie Zámeček, Příbram
- 1994 Radek Kratina: Experimentální otisky a frotáže z 60. let, Letohrádek Ostrov
- 1995/96 Radoslav Kratina: Reliéfy a variabilní objekty, Výstavní síň Sokolská 26, Ostrava
- 1996 Radoslav Kratina: Variabilní objekty, Galerie Langův dům, Frýdek-Místek
- 1998 Radoslav Kratina: Pohyb jako možnost, Dům umění, Ostrava
- 2000 Radek Kratina: Idea con variazioni, Výstavní síň Husova 19-21, Praha
- 2000 Radek Kratina (1928–1999): Výběr z celoživotního díla, Oblastní galerie v Liberci
- 2004 Radek Kratina: Variabily a monotypy, Galerie Montanelli, Praha
- 2005 Radek Kratina, Galéria Komart, Bratislava, Galerie am Festungsgraben, Berlín
- 2011 Radek Kratina, Dalibor Chatrný, Galerie Závodný, Mikulov
- 2012 Kratina v Dynamu, Dynamo design, Praha
- 2013 Radek Kratina (1928–1999), Dům U Kamenného zvonu, Praha[69]
- 2017 Radek Kratina: Konstanty a proměnné / Constants and Variables, Museum Kampa, Praha

#### Společné (výběr)
- 1961	Lidová umělecká výroba, Výstavní síň ÚLUV, Praha
- 1964 66 	Jazz ve výtvarném umění, Divadlo hudby, Praha
- 1965 Grafika 65, Vlastivědné museum, Písek
- 1965 Junge tschechische graphiker, 1., 2. Teil, Alpbach
- 1966 Jarní výstava 1966, Mánes, Praha
- 1966 Konstruktivní tendence, Oblastní galerie Vysočiny v Jihlavě
- 1967 Mostra d´arte contemporanea cecoslovacca, Castello del Valentino, Torino
- 1967 Nové výtvarné postupy, Dům umění města Brna
- 1967 	1. pražský salon, Bruselský pavilon, Praha
- 1967 Klub der Konkretisten, Alpbach
- 1967 Premi Inernacional Dibuix Joan Miró, Barcelona
- 1968 5 Künstler aus Prag, Paderborn, Medebach
- 1968/69 Club der Konkretisten Prag, Galerie im Hause Behr, Stuttgart, Galerie Mahlerstrasse, Wien
- 1968 Klub konkrétistů a hosté, Oblastní galerie Vysočiny v Jihlavě, DKP Ústí nad Labem
- 1968 Nová citlivost. Křižovatka a hosté, Dům umění města Brna, Galerie umění Karlovy Vary, Mánes, Praha
- 1968 	II. Międzynarodowe Biennale Plakatu - Warszawa 1968
- 1968 300 malířů, sochařů, grafiků 5 generací k 50 létům republiky, Praha
- 1969 Klub konkrétistů, Galerie Pluymen, Nijmegen, Bratislava
- 1969 Club van Konkretisten Praag, Tiffany’s Gallery, Den Haag
- 1969 5 Künstler aus Prag, Kassel, Paderborn
- 1969 Radek Kratina: Variabily, Rudolf Valenta: Plastiky, Galerie Tvář, Havířov, KP ZVVZ, Milevsko
- 1969 22 grafici della Cecoslovacchia, Libreria Feltrinelli, Firenze
- 1969 Klub konkretistu Cekoslovacchia, Galleria Fiamma Vigo, Roma, Torino
- 1969 Klub der Konkretisten, Galerie Mahlerstrasse, Wien, Tiffany’s Gallery, Scheweningen
- 1969 Klub konkretistů a hosté, Galerie umění Karlovy Vary, Kabinet grafiky, Olomouc
- 1969 Salon d´Asnieres Peintres et Sculptures d´Aujourd´hui Quatre Artistes Tchécoclovaques, Asnieres sur Seina
- 1969 Tendence 4, Zagreb
- 1970 Club van Konkretisten Praag, Heineken Galerij, Amsterdam, Galerie de Bazuin, Harlingen
- 1970 	Klub konkrétistů, Dům pánů z Kunštátu, Brno
- 1970 Jazz a výtvarné umění, Galerie ve věži, Mělník
- 1970	Demartini, Kratina, Kubíček, Malich, Sýkora, Alšova síň, Praha
- 1970 Demartini, Kratina: Objekty, Alšova síň, Praha
- 1970 Expo 70, Osaka
- 1971 Klub der Konkretisten: Objekte und Graphik, Galerie Interior, Frankfurt am Main
- 1971 Konstruktive Kunst aus der CSSR, Galerie Sabine Vitus, Nürnberg
- 1972 35 artisti cecoslovacchi contemporanei Grafica e oggetti, Unimedia Galeria d´arte contemporanea, Genova
- 1974 Tschechische Künstler, Galerie Wendtorf-Swetec, Düsseldorf
- 1979 	Česká konkrétní grafika, Galerie Institutu průmyslového designu, Praha
- 1980 Die Kunst Osteuropas im 20. Jahrhundert, Garmisch-Partenkirchen
- 1984 Grafické techniky III. Sítotisk a serigrafie, Galerie d, Praha
- 1984	Zeitgenössische Kunst der ČSSR, Galerie Dialog e. V., Berlín
- 1985 Konstruktive Tendenzen II, Galerie Dialog e. V., Berlín
- 1985/88 Velikonoce, Setkání – mikrosvět, Barevná socha, A4, Dablovky, Pohyb, Pět let Galerie H, Galerie H, Kostelec nad Černými lesy
- 1986 České umění 20. století, Alšova jihočeská galerie v Hluboké nad Vltavou
- 1987 	Klub der Konkretisten 1967 - 1987, Objekte und Grafiken, Galerie Rafay, Kronberg
- 1990 Volné sdružení Tolerance, Galerie Československý spisovatel, Chodovská tvrz, Praha
- 1990 Pocta umělců Jindřichovi Chalupeckému, Městská knihovna, Praha
- 1990 Neue Blätter aus der ČSSR, Kupferstichkabinett, Dresden
- 1990/91 Radoslav Kratina: Objekty, Stanislav Zippe: Obrazy, Art Galerie, Žďár nad Sázavou, Klub Bohemia, Bratislava, Tatranská galéria, Poprad
- 1990 Konstruktivní tendence šedesátých let, Severočeská galerie výtvarného umění v Litoměřicích, Středočeská galerie, Praha
- 1991 Hýbače, Východoslovenská galéria, Košice, Galéria Gerulata, Bratislava, NTM Praha
- 1991 Šedá cihla 78/1991, Dům umění města Opavy, Galerie U Bílého jednorožce, Klatovy
- 1991 Dalibor Chatrný: Kresby, Radoslav Kratina: Objekty, Galerie umění Karlovy Vary,
- 1991 Stanislav Zippe: Obrazy, instalace, Radoslav Kratiana: Variabily, Galerie U Bílého jednorožce, Klatovy
- 1991	Jiná geometrie, Galéria Gerulata, Bratislava, Mánes, Praha
- 1991 Diagonale, Mirbachov palác, Bratislava
- 1991 Radoslav Kratina: Objekty, Ondřej Michálek: Grafiky, Sovinec
- 1992 Nová geometrie, Národní technické muzeum, Praha
- 1992 Arte contemporanea ceca e slovacca 1950 - 1992, Palazzo del Broletto, Novara
- 1992/2003 Minisalon, Galerie Nová síň, Praha, Mons, New York, Hollywood, Cincinnati, Indianopolis, Chicago, Rapids, Albuquerque, Forth Myers, Columbia, North Dartmouth, St Petersburg, Praha, Brusel, Jakarta, Ubud, Surabaya, Paříž
- 1992 Karel Vaca: Obrazy, scénické návrhy, plakáty, Radoslav Kratina: Objekty, Zámek Chropyně
- 1992 Písmo v obraze, Galerie Stará radnice, Brno, Pálffyho palác, Bratislava
- 1992 Radoslav Kratina, Viktor Hulík: Variabile, Bewegnung in Objekten und Collagen, Galerie 2 G - Gegenwart, Berlín
- 1992	České výtvarné umění 1960-1990, Středočeská galerie, Praha
- 1992/10/14 - 1992/11/05 Radoslav Kratina: Variabily, Stanislav Zippe: Obrazy, Galerie Delta, Frýdek-Místek (Frýdek-Místek)
- 1992 	Situation Pragoise, Galerie Le Manoir, Ville de Martigny
- 1992 	Členská výstava SVU Mánes, Mánes, Praha
- 1993 Geometria Bohemia: Tschechische Geometrie / Cseh Geometrikus Müvészet, Műcsarnok, Kunsthalle Budapest
- 1993 Lubomír Pešek: Obrazy, Radoslav Kratina: Objekty, Galerie Zámek, Příbram
- 1993 	Inter - Kontakt - Grafik - Praha ’93, Mánes, Praha
- 1993 Výstava současného českého sochařství, Mánes, Praha
- 1993 Kriterion 93, Mánes, Praha
- 1993	Poesie racionality. Konstruktivní tendence v českém výtvarném umění šedesátých let, Valdštejnská jízdárna, Praha
- 1994 Česká grafika šedesátých let, Palác Kinských, Praha
- 1994 Zwischen Zeit Raum I, Galerie Wendtorf-Swetec, Düsseldorf
- 1994/95 Nová citlivost, Severočeská galerie výtvarného umění v Litoměřicích, Dům U Jonáše, Pardubice, Oblastní galerie Vysočiny v Jihlavě, Dům umění města Opavy, Pražákův palác, Brno, Olomouc
- 1994 	Český kinetismus v 60. letech, Galerie ’60/’70, Praha
- 1994 Mánes Mánesu, Mánes, Praha
- 1995 České výtvarné umění XX. století ze sbírek Českého muzea výtvarných umění, Dům U Černé Matky Boží, Praha
- 1996 I. nový zlínský salon, Zlín
- 1996/97 Umění zastaveného času / Art when time stood still, Česká výtvarná scéna 1969-1985, Praha, Brno, Cheb
- 1997/99 Klub konkrétistů, Oblastní galerie Vysočiny v Jihlavě, Dům umění, Zlín, Galerie výtvarného umění v Ostravě, Oblastní galerie v Liberci, Klatovy, Alšova jihočeská galerie, Hluboká, Slovenská národná galéria, Bratislava, Stockholm
- 1997 Socha a objekt II., Bratislava
- 1998 Tendence 60. let. Informel, nová figurace, konstruktivní umění, Trigon Gallery, Plzeň
- 1998/2000 Česká serigrafie, Galerie výtvarného umění v Ostravě, Staroměstská radnice, Praha, Dům umění města Opavy, Galerie moderního umění v Hradci Králové, Dům umění, Zlín, Štátna galéria, Banská Bystrica
- 1999 Radoslav Kratina: Objekty, Lubomír Přibyl: Grafika, Ústředí Investiční a Poštovní banky, a.s., Praha
- 1999 Umění zrychleného času. Česká výtvarná scéna 1958 - 1968, Praha, Cheb
- 1999/2000	Akce, slovo, pohyb, prostor - experimenty v umění šedesátých let, Městská knihovna, Praha
- 2000 Schenkungen, Museum Bochum
- 2001	Objekt - objekt: Metamorfózy v čase / Object - object: Metamorphoses in time, Dům U Černé Matky Boží, Praha, Pražákův palác, Brno
- 2001 Barevná socha, Severočeská galerie výtvarného umění v Litoměřicích
- 2001 Klub konkrétistů, Dům umění města Opavy,
- 2001	Serigrafia dall´Europa centrale / Siebdruck aus Miiteleuropa, Palais Esplanade, Merano
- 2001 	Tendence 60. let IV. Obrazy, objekty, plastiky, kresby, grafiky, Trigon Gallery, Plzeň
- 2003	Umění je abstrakce. Česká vizuální kultura 60. let, Jízdárna Pražského hradu, Praha, Moravské uměleckoprůmyslové muzeum, Brno, Olomouc
- 2003/4 Ejhle světlo / Look Light, Moravská galerie v Brně, Jízdárna Pražského hradu, Praha
- 2004 Šedesátá / The sixties ze sbírky Galerie Zlatá husa v Praze, Dům umění města Brna, Galerie umění Karlovy Vary
- 2005 	Emigration out/in 1: Běla Kolářová, Jiří Kolář, Radek Kratina, Hugo Demartini, Saarländische Galerie – Europäisches Kunstforum e.V., Berlín
- 2006 	Česká grafika 60. let, Galerie Hollar, Praha
- 2006 	Weltanschauung, Palazzo Belmonte Riso, Palermo
- 2007	Seskupení 5 + 5. Obrazy, koláže, kresby, grafiky, Trigon Gallery, Plzeň
- 2007/8 Soustředěný pohled / Focused View. Grafika 60. let ze sbírek členských galerií Rady galerií České republiky, Oblastní galerie v Liberci, Oblastní galerie Vysočiny v Jihlavě
- 2007 Od 60. let k současnosti, Trigon Gallery, Plzeň
- 2008 	Mezinárodní trienále současného umění 2008, Veletržní palác, Praha
- 2008 Lettrismus: Předchůdcí a následovníci, Galerie moderního umění v Roudnici nad Labem
- 2010 	Česká koláž ze sbírky Pražské plynárenské, Galerie Smečky, Praha
- 2010 	New Sensitivity, National Art Museum of China, Beijing
- 2011 	Doteky konstruktivismu, Galerie Moderna, Praha
- 2011 	Uchronie aneb Příběhy ze sbírky, Francouzský institut v Praze, Galerie U Bílého jednorožce, Klatovy
- 2011/12 Dalibor Chatrný, Radoslav Kratina, Galerie Závodný, Mikulov
- 2013 Rýsovaný svět. Konstruktivní tendence šedesátých let, Galerie moderního umění v Roudnici nad Labem

### Monografie
- Hana Larvová (ed.), Radek Kratina (1928–1999), Gallery, Praha 2013, ISBN 978-80-86990-23-1

### Katalogy (výběr)
- Kratina v Dynamu, text Zbyněk Sedláček, Dynamo Design, Praha 2012
- Radek Kratina: Variabily a monotypy, text Jiří Machalický, Museum Montanelli, Praha 2004
- Radek Kratina 1928 - 1999: Idea con variazioni, Hlaváček J a kol., kat. 76 s., Praha, 2000
- Radoslav Kratina: Transformovatelné objekty, kat. 20 s., Kaliba, Praha, 1998
- Radoslav Kratina: Experimentální grafika 60. let a transformovatelné objekty, kat. 20 s., Kaliba, Praha, 1995
- Radek Kratina: Experimentální otisky a frotáže z 60. let, text Zbyněk Sedláček, Galerie umění Karlovy Vary (letohrádek Ostrov), 1994
- Radek Kratina, kat. 16 s., Galerie Benedikta Rejta, Louny, 1991
- Radoslav Kratina, kat. 12 s., Správa kulturních zařízení MK SR, Bratislava, 1991
- Radoslav Kratina: Objekty, kat. 12 s., Muzeum Českého ráje, Turnov, 1990
- Radek Kratina: Variabily, Holešovský K, kat. 48 s., angl. č. fr. rus., Moravská galerie Brno 1989
- Radek Kratina: Objekty,  Kratina R , Valoch J, kat. 52 s., č. něm., Atrium, Praha 1988
- Kratina, Kříž J, kat. 28 s. něm, Sonnenring Galerie, Rotemburg, 1978
- Radek Kratina: Objekty a variabily 1963-1966, Pohribný A, kat. 28 s.,č. něm., OGV v Jihlavě, 1967
- Kratina, text Kratina R, Pohribný A, Dům umění města Brna 1967
- Kratina, Pohribný A, kat. 16 s., č. něm. fr., GJK, Brno, 1967
- Radek Kratina, Valoch J, kat. 12 s., GBR Louny, 1967
- Objekty a variabily Radka Kratiny, Pohribný A, kat. 12 s., DKP Ústí n/L, 1966

### Kolektivní katalogy (výběr)
- New Sensitivity / Nová citlivost, 2010, Knížák M a kol., 189 s., ang. č. čín., NG v Praze, ISBN 9788070354421
- Česká koláž, 2010, Machalický J, 254 s., Gallery, Praha
- Movement as a Message (International Triennale of Contemporary Art), 2008, Barbero G a kol., 216 s., angl. č. it., NG v Praze, ISBN 978-88-95894-09-6
- Soustředěný pohled / Focused View, 2007, Drury RF a kol., 179 s., ang. č., Rada galerií ČR, Praha, ISBN 978-80-903422-2-4
- Weltanschauung: Anthology of the 20/21 Century, 2006, 256 s., angl, Palermo, ISBN 3-89929-096-8
- Šedesátá / The sixties, 2004, Juříková M, Železný V, 414 s., angl. č., Galerie Zlatá husa, Praha, ISBN 80-239-3406-6
- Art is Abstraction: Czech Visual Culture of the Sixties, 2004, ed: Primus Z, 328 s., angl., ISBN 80-86300-31-5 (Arbor vitae), ISBN 80-86217-28-0 (Kant)
- Poselství jiného výrazu (Pojetí informelu v českém umění 50. a první poloviny 60. let), 1997,
- Nešlehová M, 286 s., angl. č., Artefact, Praha, ISBN 80-902481-0-1 (BASE), ISBN 80-902160-0-5 (ARTEFACT)
- Česká grafika šedesátých let, 1994, Machalický J, 79 s., angl. č., NG v Praze, ISBN 80-7035-063-6
- Minisalon, 1992, Skalník J, 249 s., Jazzová sekce, Praha
- Výpovědi umění, 1991, Hlaváček J, 240 s., SČ nakl., Ústí n/L, ISBN 80-7047-042-9
- L´art aujourd´hui en Tchecoslovaquie, 1979, Bénamou G, 190 s., fr., BG, Paris
- Šedá cihla 78/1985, Jazzová sekce, Praha 1985
- Klub der Konkretisten Prag, text Erich Witz, 24 p., Wien 1969
- Klub konkrétistů, 1968, Pohribný A, 96 s., č. fr., OGV v Jihlavě
- Grafika 65, 1965, Zemina J, 30 s., Vlastivědné muzeum Písek

### Diplomové práce
- Kateřina Rusoová, Variabily Radka Kratiny, diplomová práce, SDU, FF MUNI v Brně 2010
- Michaela Ečerová, Výstava Nová citlivost, bakalářská práce, FF MUNI v Brně, 2010
- Zuzana Krišková, Radoslav Kratina, in: Objekt a Nová citlivost, diplomová práce UDU, FF UK, Praha 2017, s. 61-62
- Helena Málková, Tvůrce variabilů, Radoslav Kratina, in: Multiplikace tvaru jako prostředek ke konstruování reality, PedF UK Praha 2017, s. 24-29

### Články (výběr)
- Jana Hoffmeisterová, Téma: variabily, k současné výstavě v Galerii bratří Čapků, Večerní Praha 1967/09/26, s. 4
- O.M. Radoslav Kratina, Výtvarná práce 6, 1967/03/23, s. 5
- Jiří Valoch, Struktury a jejich proměny, Výtvarná práce 12, 1967/06/15, s. 4
- Zdeněk Felix, Klub konkrétistů, Výtvarná práce 5, 1968/03/27, s. 5
- Arsén Pohribný, Kratina's Variables, Výtvarné umění 3, 1968/06/30
- Klub konkretistů vystavoval v dubnu ve Stuttgartu..., Výtvarná práce 11, 1968/06/25, s. 2
- Arsén Pohribný, Van constructivisme naar concrete kunst in Tsjecho-slowakije, Museumjournaal 13/1, 1968
- KVR: Nová díla Radka Kratiny, Výtvarná práce, 25.4.1969
- Karel Trinkewitz, Det skönas möjligheter, Livet i Tjeckoslovakien 1969, p. 28-29
- Erich Witz, Gemachte Welt, Im Herzen Europas 1969/6, p. 13-15
- Antonín Grůza, Konkrétisté v galerii Tvář, Nová svoboda 1969/02/28, s. 5
- Karel Trinkewitz, Les possibilites du beau, La Vie Tchecoslovaque 1969/04, p. 28-29
- Vlasta Čiháková: Demartini, Kratina, Výtvarná práce 13, 1970/06/23, s. 4
- Pavel Štěpánek, Arte attualle in Cecoclovacchia, D´Ars, Milano, 12, 1971, č. 56-57
- Hartmut Böhm, European relief-structure Artists, The Unilever Series: Rachel Whiteread, TATE Modern 1971, p. 70-79
- Vladimir Malekovič, Suvremena češka i slovačka avantgarda. Radek Kratina i praški konkretisti, Život umjetnosti 18, 1972, s. 68-78
- Radek Kratina: Sculpture: My transformables of 1973-76, Leonardo, International Journal of the Contemporary Artist 10/1, 1977, s. 42-43
- Geneviève Bénamou, Radek Kratina fait partie du grupe..., L'art aujourd'hui en Tchecoslovaquie, 1979, s. 14-15
- Pavel Štěpánek: Radek Kratina / architektonické variabily, Československý architekt 26, 1980, s. 8
- Tomáš Vlček, Galerie na obálce (Radoslav Kratina), Technický magazín 1984/01
- Jarmila Novotná Kalabisová, Mobilní objekty Radka Kratiny, Opus musicum 6, 1986
- Jiří Hůla, Galerie (Radoslav Kratina), Elektronika 1987/07/20, s. 48
- A.S., Kratinovy variabily, Ateliér 2, č. 9, 1989

### Encyklopedie
- Kdo je kdo Česká republika, Federální orgány ČSFR 91/92 (I. díl A-M), Nakladatelství Kdo je kdo, Praha 1991
- Grafika (Obrazová encyklopedie české grafiky osmdesátých let / Pictorial Encyclopaedia of the Eighties), Středoevropská galerie a nakladatelství, Praha 1993
- Kdo je kdo v České republice (94/95), Modrý jezdec, spol. s r.o., Praha 1994
- Nová encyklopedie českého výtvarného umění (A-M), Academia, nakladatelství Akademie věd České republiky, Praha 1995
- Signatury českých a slovenských výtvarných umělců, Výtvarné centrum Chagall, Ostrava 1995
- Všeobecná encyklopedie ve čtyřech svazcích (Díl 2: g/l), Nakladatelský dům OP, Praha 1996
- Český biografický slovník XX. století (II. díl K-P), Nakladatelství Paseka s.r.o., Praha 1999
- Slovník českých a slovenských výtvarných umělců 1950–2001 (VI. Kon – Ky), Výtvarné centrum Chagall, Ostrava 2001